# Història d'Eslovàquia

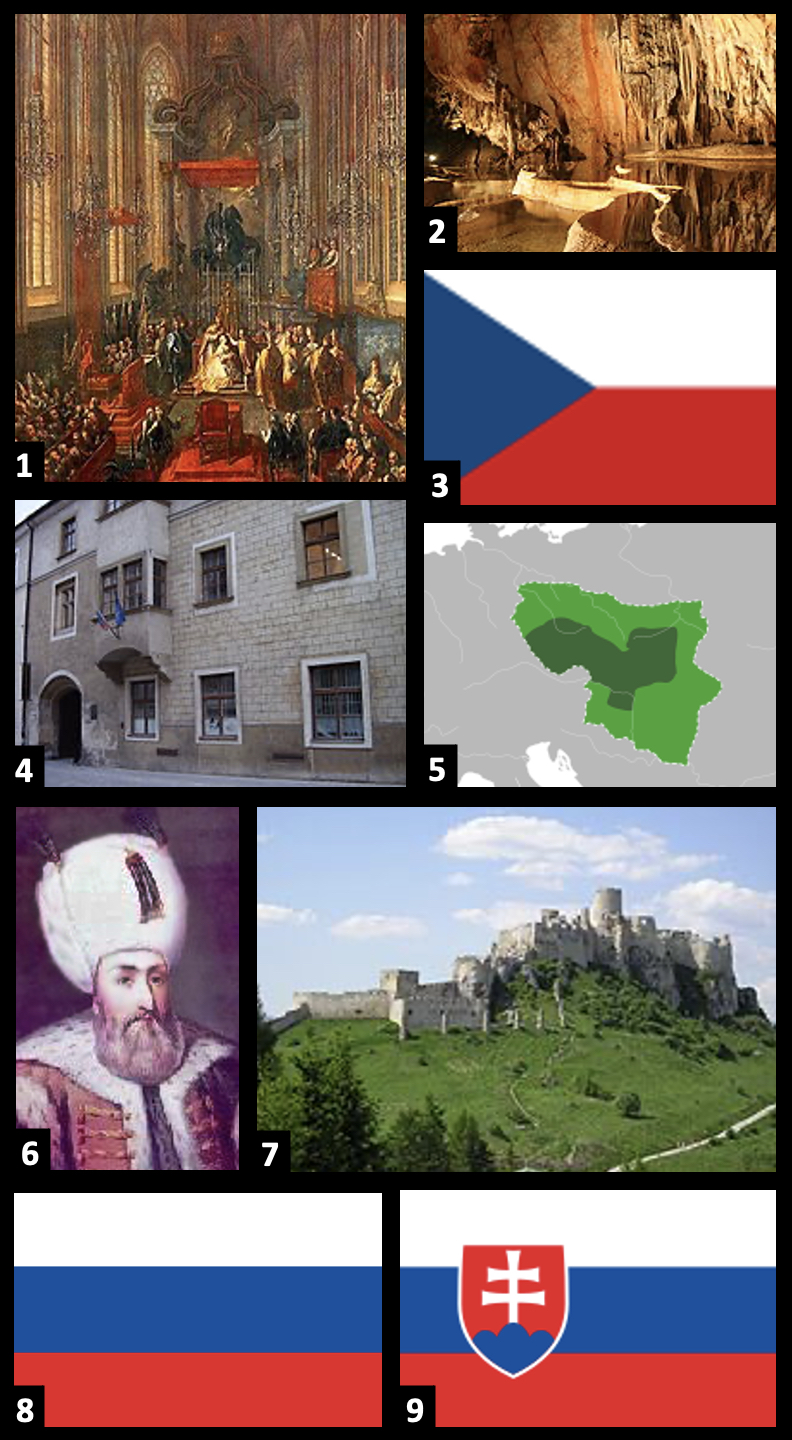
(1) Coronació de Maria Teresa a la catedral de Sant Martí; (2) Cova de Dominica; (3) Bandera de Txecoslovàquia; (4) Edifici de l'antiga Universitat d'Istropolitana; (5) Extensió suposada de la Gran Moràvia; (6) Solimà I; (7) Castell de Spiš; (8) Bandera republicana eslovaca de l'entreguerres; (9) Bandera de la República d'Eslovàquia independent

La història d'Eslovàquia explica els canvis socials, econòmics i polítics esdevinguts a Eslovàquia de la prehistòria mateixa fins als nostres dies. El primer ésser humà que va trepitjar territori nacional eslovac ens trasllada a l'Europa del -27.000. Eslovàquia va ser poblada per neandertals i sàpiens. S'ha trobat evidències d'això a Nové Mesto nad Váhom, a la cova de Prévôt i altres jaciments propers. Eren societats en banda, probablement amb creences religioses i que no s'havien assentat com les actuals.
Durant el Neolític s'assistix a un canvi revolucionari també a Eslovàquia. Com moltes altres nacions de l'est, el territori nacional es nodrix de poblacions sedentàries, agrícoles i que viuen a la vora d'algun riu. Practiquen la ceràmica i tenen ja una organització jeràrquica. Domestiquen i mercès a això poden viure dels excedents que produïx l'agricultura i la ramaderia. S'hi desenvolupen oficis, categories i tot de formes molt preuades d'art.
És amb els metalls que Eslovàquia fa un salt a l'Edat del bronze on s'incorpora progressivament a les onades celta abans de caure sota les potes de l'Imperi Romà a l'Edat antiga. Els celtes eren una cultura altament avançada en quant a la tecnologia fèrria. No eren urbanites però vivien assentats. Parlaven llengües pròpies i tenien escriptura. S'organitzaven a l'entorn d'una religió cíclica i prenien decisions polítiques mitjançant reunions de savis.
El país és objecte d'invasió durant les guerres Marcomanes. Marc Aureli intenta invadir Eslovàquia però tot i els esforços, el país és una frontera en què Roma hi instal·la marques militars amb què mira de contenir les poblacions que es troben més enllà i que qualifica de bàrbares. Concretament, el problema de roma eren els quades, instal·lats a Eslovàquia. Es tracta d'una tribu germànica que va presentar resistència a Roma.
A la caiguda de Roma al segle v, els huns són els primers a establir-se durablement. És un poble turcomongol originari de les estepes de l'Àsia central. Formen un regne que s'engrandix i que tot i les grans victòries militars, s'esfuma fàcilment, sota l'arribada d'eslaus i altres poblacions vingudes del Caucas. La presència dels àvars va ser per a Eslovàquia virtual, més que real. En efecte, els àvars varen interessar-se molt més en Hongria o Bulgària, que no pas Eslovàquia. Instal·len vers el 567 un kaganat entre Sèrbia, Hongria i Bulgària. Per aquest motiu les ocupacions germàniques o invasions bàrbares, segons la historiografia, destaquen a Eslovàquia per les poblacions eslaves.
Els eslaus són presumiblement absorbits per les tropes carolíngies i fins ben bé ací es pot llegir. Les fonts actuals de què disposen els historiadors no permeten saber com arran de la cristianització s'aconseguïx bastir un primer regne txecomoravià però d'allò que tenen certesa és que l'Imperi Romà d'Orient parla de l'existència de la Gran Moràvia. Aquesta hauria estat capitanejada per Mojmir I, un príncep txec, primer en establir una dinastia monàrquica i que malgrat això, no permet anar més enllà i, com la mateixa formació del regne, no es disposa de molta informació sobre la seua biografia.
La Gran Moràvia abraça Txèquia i Eslovàquia. Hi ha certeses arqueològiques d'això però la dimensió exacta d'aquesta "gran" Moràvia és diluïx. No sabem encara hui quina extensió territorial tenia. En tot cas, entre l'any 895 i el 902, Eslovàquia és annexionada pels magiars o hongaresos i fins després de la Primera Guerra Mundial, quedarà sotmesa a l'espasa hongaresa. Dins, veu la successió de les turbulentes tensions polonesos, hongaresos, txecs i alemanys. El territori és objecte d'invasió mongola i otomana mentre Txèquia forma un camí ben separat.
La unió entre Txèquia i Eslovàquia arriba amb l'absorció de Bohèmia a l'Imperi Austríac. Els Balcans són un nínxol de pólvora a punt d'esclatar. Durant tot el segle xix, l'Europa monàrquica fa servir els aparells d'estat per reprimir les minories i mantenir el continent sota l'Antic Règim. Però la Revolució Francesa ha fet salat i a Txèquia i Eslovàquia hi neix el sentiment que ambdós tenen dret a autodeterminar-se. Moltes nacions balcàniques unixen forces contra l'Imperi Austrohongarès i és en aquesta perspectiva que caldria col·locar la unió Txecoslovaca.
Durant el segle xix Rússia exercix un gran atractiu a l'est europeu. La Revolució Rússia esdevinguda durant la Primera Guerra Mundial contagia els camps de l'est i de resultes d'això, Txecoslovàquia proclama la "República popular". És una reacció al capitalisme desregulat del segle xix. Ben aviat, però, l'idealisme es torna un malson i Txecoslovàquia es torna en una dictadura en què la pobresa és norma. Si txecs i eslovacs es mantenen aleshores junts és degut a la mateixa dictadura.
A la Segona Guerra Mundial, de Txecoslovàquia se'n parla, se'n decidix, però sense els txecs, encara menys amb els eslovacs. França no fa res davant la invasió alemanya de Txèquia i no és fins que s'ataca a Polònia que mou algun dit. Les aliances es posen en marxa i esclata la guerra. Desastrosa, com totes, es torna un malson per a jueus i altres minories, a més de dissidents polítics. Hitler mira d'exterminar població jueva, homosexual, etc.
Després de la guerra, s'instal·la el mur. Txecoslovàquia es troba al bloc comunista. La primavera de Praga intenta fer caure el règim però aquest reacciona amb virulència. La dictadura cau amb el mur de Berlín. Txèquia se separa d'Eslovàquia amigablement. Les dues nacions tornen a caminar separadament i, de fet, per primera vegada a la història del país, Eslovàquia pot assumir-se finalment, després de segles interminables d'ocupació del territori nacional.

## Prehistòria

### Edat de la pedra

#### Paleolític

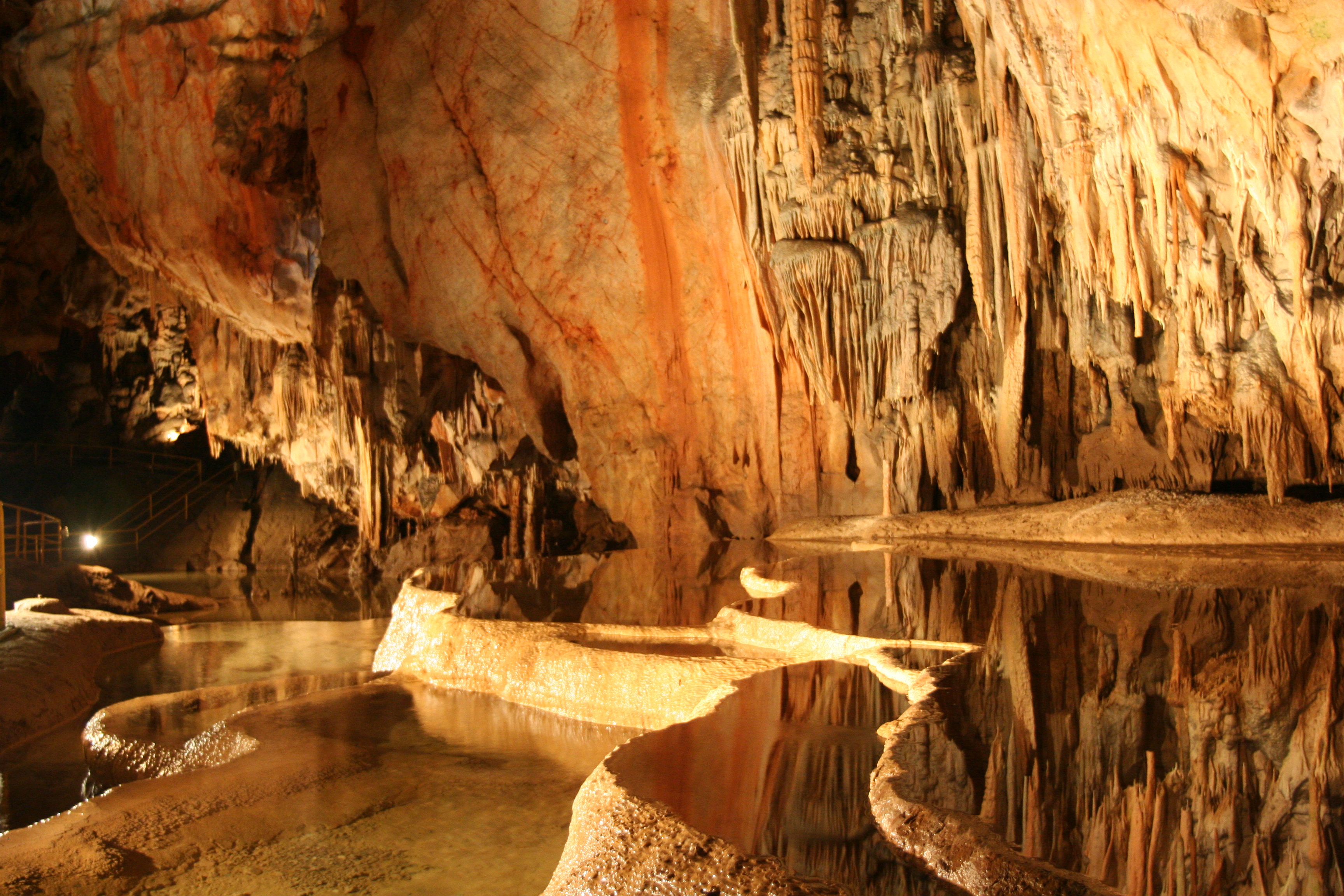
Cova de Dominica, Eslovàquia

La datació amb carboni 14 situa les troballes arqueològiques més antigues d'Eslovàquia –trobades a la vora de Nové Mesto nad Váhom– a l'any 270000 aC, a l'era del Paleolític inferior. Aquestes eines prehistòriques, fabricades emprant la tècnica clactoniana, són el testimoni de l'antiga presència humana a Eslovàquia.
Altres eines de pedra del Paleolític mitjà (200000 - 80000 aC) provenen de la cova de Prévôt, prop de Bojnice, així com d'altres jaciments propers. El descobriment més important referent a aquesta època és un crani Neandertal que data de vora 200000 aC, descobert al costat de Gánovce, una població del nord del país.

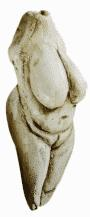
Venus de Moravany

Els arqueòlegs han trobat esquelets d'Homo sapiens prehistòrics a la regió, i també nombrosos objectes i vestigis de la cultura gravetiana, principalment a les valls dels rius Nitra, Hron, Ipeľ, Váh i fins a la ciutat de Žilina, i també als peus de les muntanyes Vihorlat, Inovec, Tribec i Myjava. Les troballes més conegudes inclouen l'estàtua de dona feta amb os de mamut més antiga (22800 aC), la famosa Venus de Moravany. L'estàtua va ser trobada a la dècada de 1940 a Moravany nad Váhom, al costat de Piešťany. Dels jaciments de Zákovská, Podkovice, Hubina i Radošinare provenen nombrosos collarets fets amb petxines de gastròpodes Cypraea termòfils del període terciari. Aquestes troballes proporcionen l'evidència més antiga d'intercanvis comercials a través del mar Mediterrani i l'Europa central.

#### Neolític
El descobriment d'eines i terrisseria en diverses excavacions arqueològiques i enterraments repartits per Eslovàquia, incloent-hi sorprenentment les regions del nord situades a alçades relativament altes, fan evident la presència humana en el Neolític. La ceràmica que es troba a Želiezovce, Gemer i el massís de Bukové Hory es caracteritza per un bon treball de modelació i una decoració lineal delicada. També revela els primers intents de pintar. Aquest tipus adorns mostren un sentit estètic volgut i desenvolupat pels artesans neolítics que vivien en aquest país.
S'han realitzat importants descobriments arqueològics en diverses coves antigament habitades. Per exemple, s'ha trobat hàbitat humà a la cèlebre cova de Domica, de gairebé 6.000 metres de longitud, fins a una profunditat de 700 metres. Aquesta cova ofereix un dels jaciments neolítics més grans d'Europa. Les tribus que van crear la ceràmica a partir del massís Bukové Hory van habitar Domica en continu durant més de 800 anys.
La transició de l'època neolítica a l'Europa central va comportar el desenvolupament de l'agricultura i de les pastures, l'ús dels metalls, de la terrissa d'estil “Retz” i també la ceràmica estriada. Durant l'època de la "terrisseria", les poblacions construïen diversos hàbitats fortificats. Alguns vestigis d'aquests es mantenen avui dia, sobretot en zones a gran alçada. En destaca Nitriansky Hrádok. A partir del Neolític, la ubicació geogràfica de l'actual Eslovàquia va acollir una densa xarxa comercial per a mercadejar amb petxines, ambre, joies i armes. Com a resultat, es va convertir en un eix important del sistema de rutes comercials europees.

### Edat dels metalls

#### Edat del Bronze
El Bronze a Eslovàquia s'explica amb tres fases:
- primera, -2000 fins al -800; amb un gran desenvolupament cultural, econòmic i polític mercès al coure, especialment al centre del país i al nord-est
- segona -800 fins al -500; desapareix la cultura Čakany i Velatice, els lusacians expandeixen les seves fortificacions, més fortes i complexes, amb els grans edificis permanents i centres administratius. Les excavacions dels turons lusacians documenten el desenvolupament substancial del comerç i l'agricultura en aquell període
- tercera, -500; correspon l'arribada del Ferro i és, de fet, un passatge de transició

La riquesa i la diversitat de les tombes augmenten considerablement. Les diverses cultures del metall que es desenvolupen al país fabriqueen armes, escuts, joies, plats i estàtues. L'arribada de tribus de Tràcia pertorbar la cultura de Calenderberg, que vivia en caserots situats a la plana (Sereď), i també als turons situats als cims (Smolenice, Molpí). El poder local dels "prínceps" de la cultura de Hallstatt va desapareixent a Eslovàquia durant l'últim període de l'Edat del Ferro després de les disputes entre el poble escitotraci i les tribus celtes, que van avançar del sud cap al nord, seguint els rius eslovacs.
La victòria dels celtes va suposar el començament de l'Edat del Ferro tardà al país. Es distingeixen dues grans tribus cèltiques vivint a Eslovàquia: Cotini i Bois. Els cotinis devien de formar part de l'anomenada cultura Púchov. Els celtes van construir grans opidiums a Bratislava i Liptov (el santuari de Havranok). Les monedes de plata amb els noms dels reis celtes, anomenades Biatecs, representen el primer ús conegut de l'escriptura a Eslovàquia. El domini celta va desaparèixer amb les incursions germàniques, la victòria de Dàcia sobre els Bois prop de Neusiedler.

#### Edat del Ferro

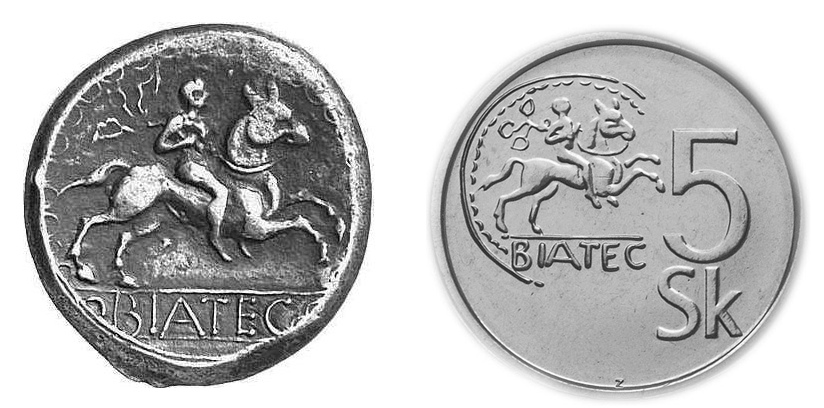
Esquerra: moneda celta: biatec. Dreta: 5 corones eslovaques amb la representació d'un biatec a l'anvers

L'Edat del Ferro eslovac fou doncs el de la brillantor i esplendor celta. Els celtes foren una cultura que es va expandir a partir de la Suïssa actual. Era una societat jerarquitzada amb un al desenvolupament malgrat que no feren de l'urbanisme un element de la seva forma de viure. Tenien un alt desenvolupament comercial. El mite que el sistema monetari celta consistia en un intercanvi bàsic (barata), és en part fals. El seu sistema monetari era complex i encara no s'ha estudiat prou, de la mateixa manera que les monedes romanes tardanes. Degut a l'absència d'un gran nombre d'objectes de moneda, se suposa que s'utilitzaven “proto-diners”.
Per filiacions lingüístiques, es considera, dins el camp científic, que els celtes són indoeuropeus. Haurien aparegut a Europa fa prop de 3.200 anys enrere. Practicaven una religió politeista de caràcter cíclic. Com els ibers, tenien escriptura per bé que no havien triat cap mitjà propi per expressar-se. Contràriament a allò que es podria pensar, tenien diverses llengües i dialectes, dels quals deriven molts topònims actuals del món germànic. A cada lloc adoptaren l'alfabet de l'indret concernit per escriure en llengua pròpia. Esculpien i tenien una organització sedentària força desenvolupada.

## Antiguitat

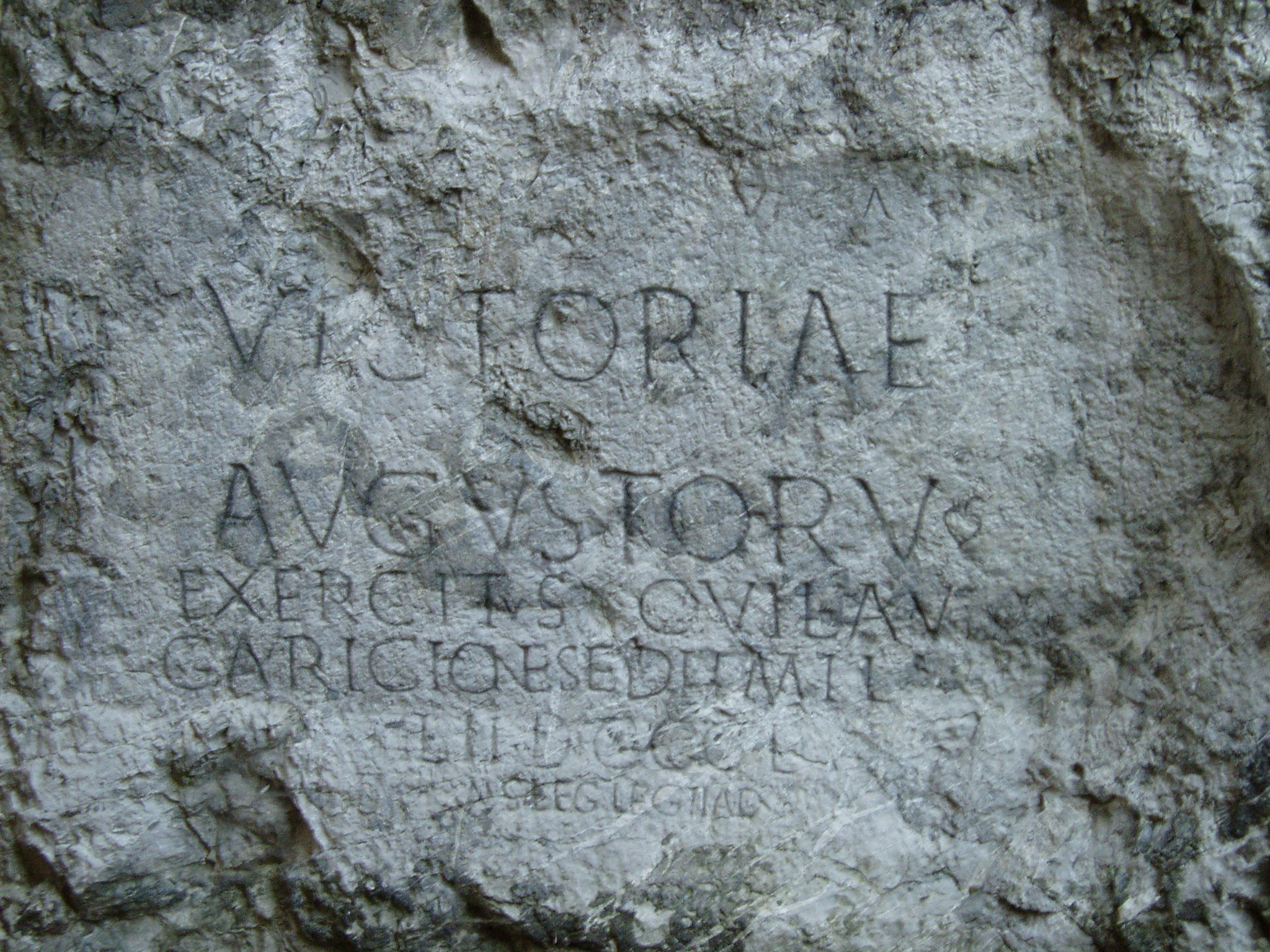
Inscripció romana al castell de Trenčín (178–179 dC)

### Marcomània

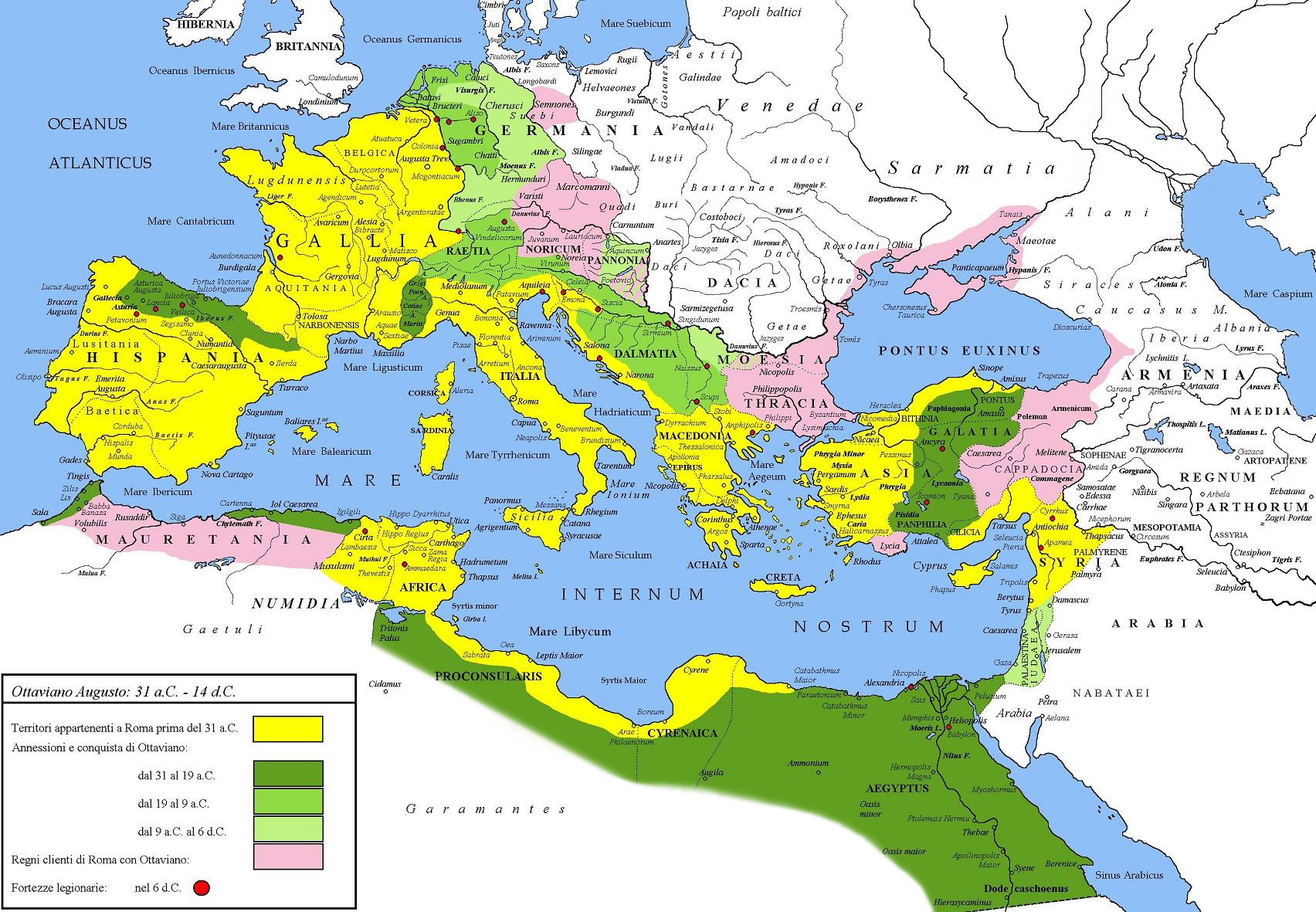
Extensió de l'Imperi Romà en temps d'August.
La llegenda groga representa l'extensió de la República l'any 31 abans de Crist-
Els tons de verd els territoris conquerits gradualment sota el regnat d'August.
Les zones de color rosa al mapa representen els estats satèl·lits.

Amb Marcomània es pot marcar l'Edat antiga eslovaca. Els celtes deixen lloc als germànics i a les invasions romanes. Germànics i romans es lliuren precisament a Eslovàquia una vertadera guerra pel poder. Marc Aureli, emperador romà, voldria crear una nova província romana a Eslovàquia, anomenada de Marcomània. Els marcomans, germànics assentats a Eslovàquia, ans al contrari. Els celtes deixen lloc a una durable guerra entre germans i romans. Però, això és dir poca cosa sobre el període.
En efecte, degut a migracions vingudes de Polònia, el territori eslovac es veu envaït pels germànics, per a ser més concrets, pels quades, una tribu germànica que presentà resistència a les ambicions de Marc Aureli. Establerta a Bohèmia-Moràvia, nord d'Àustria i oest d'Hongria, es desfan dels dacis, instal·lats a l'actual Romania i, de fet, Roma aprofita l'ocasió per apoderar-se d'aquest territori. La pressió demogràfica vinguda de Polònia pot i les poblacions germàniques es tornen en un vertader malson per a Roma. Així doncs Roma aprofita l'ocasió i mira d'estendre Dàcia amunt i, per tant, projecta la construcció d'una nova província, la Marcomània sota l'espada de Marc Aureli. Parlem doncs de les Guerres marcomanes que confrontaren els germànics contra els romans als anomenats llims romans.
Eslovàquia, Romania, Hongria i Txèquia presentaven aleshores una frontera militar del costat romà anomenat llims. Eren línies militars, murs de contenció, que havien d'evitar qualsevol invasió germànica.
Els llims es poden agrupar en tres:
- Llims del Danubi
- Llims de Pannònia
- Llims de Mèsia

És precisament tot al llarg d'aquests tres llims que es desenvolupen les guerres entre marcomans i romans. Els anomenats marcomans semblen ser un grup germànic aparentat als sueus. Els quades, precisament, s'alien amb els marcomans per fer fora a Roma. Un èxit vist en perspectiva txeca, tot i que matisable en perspectiva eslovaca. Existeixen vertaderes traces de la presència romana. Per exemple, a la ciutat s'hi ha descobert als vessants del castell de Trenčín, data del 179, una estela que fou gravada durant el transcurs de la guerra, sota el regnat de Marc Aureli, entre l'Imperi Romà i els quades; designa la vila de Trenčín com el punt més septentrional de l'avançada romana a l'Europa central fora d'Alemanya. Aquesta estela permet conèixer el nom en llatí del campament romà, Laugaricio. Aquest nom pot provenir del grec Leukaristos, conegut a través de Claudi Ptolemeu l'any 150.
Es compten prop de nou guerres que s'estenen des del 166 fins al 180. Del costat llevantí, les guerres permeteren a l'Imperi Romà d'annexionar-se les Armènia i Síria actuals. Els pobles germànics s'unixen per primera volta en coalicions i federacions per fer front a Roma. Les guerres cal emmarcar-les en el conflicte permanent entre romans i parts atès que el mateix August en parla als seus relats contra les fronteres partes. El cas, però, és que popularment les guerres semblen haver marcat alguna empremta en l'imaginari col·lectiu atès que la pel·lícula Gladiador pareguda l'any 2004 utilitza l'escenari de batalla de les guerres marcomanes malgrat que cap dels fets que s'hi explica, tal com s'hi explica, és real.

#### La columna de Marc Aureli
A còpia típicament romana, el mateix Marc Aureli fa bastir una columna en honor seu per commemorar la seua valentia davant els invasors marcomans. L'obra es troba actualment a Itàlia i fou bastida entre el 176 i el 192. Es tracta d'un relleu amb figures ixents esculpides de perfil. És una tira còmica que mostra com decorre la victòria romana a mode de propaganda. La columna és una imitació de les pràctiques de Trajà que mirà de vanagloriar-se per les seues batalles contra els pobles celtibèrics. En el cim de l'escultura, hi havia una escultura en bronze del mateix Marc Aureli que, durant l'edat mitjana és saquejada i no és anys més tard, durant les restauracions que es torna a recol·locar. L'escultura de Marc Aureli és una mostra evident de l'excel·lència romana en escultura.

#### El castre de Kelemantia
Una de les mostres evidents de la resistència que presentaren els romans a les tropes germàniques és el castre de Celemàntia. Situat a la localitat eslovaca de Iža, a uns 4 km a l'est de Komárno, és el castre romà més gran conegut actualment en aquest país. Es troba, concretament, a l'un dels llims romans, just a la frontera amb l'imperi.
Claudi Ptolemeu menciona un assentament germànic dit "Kelemantia" en aquesta zona al segle IIè. Les descripcions arriben i tot a correspondre a un assentament civil que es troba al costat del castre, així com un altre assentament desconegut, de manera que, de totes totes, es ben probable que, si no és una hipòtesi, en sigui l'altre i, per tant, aquest Kelemantia seria el castre mencionat.
La construcció del castre va començar a la segona meitat del segle i. Va ser conquerit durant les Guerres Marcomàniques (166-180) i incendiat per les tribus germàniques. És reconstruït posteriorment i deixar d'existir al voltant del 400 (començament del període migratori). Les ruïnes eren molt ben visibles fins a finals del segle xviii.
Segons una llegenda local, un soldat romà, Valentí, va mantenir les seves amants a la fortalesa. La història fictícia explica l'origen del nom Leányvár, que significa "castre de les nenes" en hongarès. No obstant això, el nom fa referència probablement al fet que les ruïnes del castre van ser donades pel rei Béla IV d'Hongria a les monges dominicanes de Margitsziget que després van construir-hi una petita fortalesa.

#### Els campaments de Gerulata i Laugaricio
Gerulata era un campament militar romà situat a prop del Rusovce actual, un municipi de Bratislava, Eslovàquia. Va formar part de la província romana de Pannònia i es va construir al segle ii com a part del sistema de defensa de fronteres. Va ser abandonat al segle IVè, quan les legions romanes es van retirar de Pannònia. Les restes de la seva descoberta s'exposen actualment al Museu de la Ciutat de Bratislava.
Un altre campament militar romà fou Laugaricio. Es troba a prop de la línia més septentrional de l'interior dels llims romans. Va ser aquí on la Legió II Adiutrix va lluitar i sembla que guanyar una batalla decisiva sobre la tribu dels quades el 179. Laugaricio, no lluny de la moderna frontera entre Polònia i Eslovàquia, són les restes més septentrionals de la presència de soldats romans al centre d'Europa.

### Migracions eslaves i germàniques

#### Decadència i caiguda de l'Imperi Romà
La caiguda de l'Imperi Romà d'Occident és el procés de decadència que va portar a la fragmentació de l'Imperi Romà d'Occident l'any 476 i la seva posterior dissolució el 480. Fou justament el que va motivar canvis transcedentals en territori eslovac. Cap al segle iv, Roma seguia dominant un extens imperi, que tenia com a eix el mar Mediterrani. La civilització romana s'estenia des del Rin i el Danubi fins al Sàhara, des de l'occident d'Hispània fins a Mesopotàmia.
El triomf del cristianisme, que va ser convertit en religió oficial per l'emperador Teodosi I el Gran a finals del segle iv, consolidava encara més aquesta unitat. Tanmateix, en aquell moment, aquest immens imperi patia una greu crisi que a la llarga acabaria amb la seva existència. Era un gegant cansat després de diversos segles d'expansió i esforços.
Alguns símptomes d'aquesta decadència eren:
- la corrupció dels alts càrrecs de l'administració,
- la passivitat del ciutadà davant problemes i obligacions,
- el retrocés del comerç per l'excés d'impostos que havien de pagar els comerciants i artesans,
- la decadència de les ciutats, abandonades per les classes altes, instal·lades en les seves vil·les d'esbarjo,
- crisi de la classe mitjana, aclaparada per les pressions fiscals,
- un greu descens demogràfic.

L'exèrcit es conservava encara fort, malgrat que era cada vegada més freqüent l'allistament de germànics, que ocupaven fins i tot alts càrrecs de comandament. L'any 480 es dissol l'Imperi Romà arran de les invasions germàniques massives. Les marques militars als llims no saben fer-hi front. Eslovàquia, concretament, és penetrada per huns, àvars i esclaus. El primer proto-estat sembla haver sorgit de la invasió eslava.

#### L'Imperi hun i expansió a Europa central
Els huns són els primers a establir-se durablement amb la caiguda de Roma en territori eslovac. És un poble turcomongol originari de les estepes de l'Àsia central. Les cròniques xineses els designen com a Xionguns mentre que les gregues parlen d'escites. Al seu voltant es forma ràpidament una confederació d'altres pobles de les estepes, d'orígens diversos, com ara els alans, que caldria situar entre el Volga i el Don. També caldria comptar-hi els gots, establers entre el Don i el Danubi.
Al final del segle iv i a la primera meitat del segle Vè, els huns continuen avançant cap a l'oest i arriben a Europa central. L'armada húnica s'instal·la a l'oest dels Carpats, a les portes de la Pannònia romana (Àustria, Hongria, Eslovàquia, Sèrbia, Croàcia, Bòsnia-Hercegovina i Eslovènia). En un principi, l'Imperi Romà va deixar fer els huns perquè s'acataven als gots. Però la situació canvia brutalment vers el 408 quan els huns penetren territori romà, llançant-hi ràtzies. Eslovàquia és envaïda. L'avançament dels huns promou tot un moviment de migracions cap a Romà. Pobles germànics diversos penetren territori aliè, empesos per la pressió que exercixen els huns.
Entre els huns, s'hi ha pogut traçat una dinastia que malgrat no saber ben bé on comença, tenim la certesa que va ser liderada vers el 430 per Àtila amb què els huns atenyen la grandària màxima del seu imperi. L'armada d'Àtila va envair territori romà amb l'ajuda d'alans i germànics. Varen forçar les negociacions amb Roma per aconseguir-ne tributs. La part oriental de l'Imperi Romà va ser la més assetjada. I és que segons relats d'època, Àtila va arrasar unes set ciutats quan va envair els Balcans. Així i tot, hi va haver lloc per a bones relacions, sobretot amb la part occidental de l'Imperi Romà.
Després d'atacar-se als Balcans, els huns avançaren cap a Itàlia on varen contribuir a fer caure Roma. Els desplaçament migratori sorgit de la presència dels huns a l'est europeu, va portar de ben segur altres poblacions com els sueus a Eslovàquia.

#### El kaganat àvar i el regne de Samo
La presència dels àvars va ser per a Eslovàquia virtual, més que real. En efecte, els àvars varen interessar-se molt més en Hongria o Bulgària, que no pas Eslovàquia. Instal·len vers el 567 un kaganat entre Sèrbia, Hongria i Bulgària. Tal com havia passat amb els huns, Roma fa negocis amb els àvars per tal que expulsin de les fronteres altres pobles germànics però això a llarga carrera va resultar sempre en favor dels mateixos invasors i en contra de Roma. Els llombards sembla que varen deixar els Carpats pel nord d'Itàlia després de la invasió dels àvars l'any 568, la qual cosa fa suposa que els llombards també penetraren territori eslovac. Els àvars van ser un grup de guerrers nòmades amb orígens diversos. Varen conquerir els Carpats, subjugant les poblacions locals, i varen llençant expedicions contra els veïns.
A l'arribada dels àvars, segons que fa constar l'historiador Stanislav Kirschbaum, els eslaus varen assentar-se en la major part del territori eslovac. Allò que els europeus occidentals anomenen les invasions bàrbares, s'anomena "moviment de les nacions" als manuals d'història eslovacs perquè posteriorment s'ha volgut veure continuïtat entre les poblacions anteriors i les actuals a l'est europeu. Els eslaus arriben a Txèquia des dels Carpats del nord i de l'est, a través de l'actual Eslovàquia. En aquesta època, diverses fonts romanes parlen de diverses tribus eslaves, de les quals s'extrau els noms actuals de nacions com la croata o la sèrbia.
La relació entre àvars i eslaus no va ser molt bona. Els àvars pillaven i promovien ràtzies contra els eslaus. Pressionats pels àvars, alguns eslaus miren de conquistar la península balcànica. El parlar actual dels eslovacs reflecteix a les variants dialectals de l'eslovac les diverses orientacions i direccions que varen prendre els eslaus. Txecs i eslovacs compartixen moltes característiques a les seues respectives llengües. Segons l'arqueòleg P. M. Barford, les característiques en qüestió suggerixen que les muntanyes dels Carpats i dels Sudets varen separar durant molt de temps a txecs i eslovacs, de manera que cadascun va formar la seua pròpia llengua a partir de dialectes de l'eslau antic. Les tribus eslaves no van tenir temps d'acomodar-se als àvars perquè varen desplaçar-se cap a la península ibèrica, deixant lloc lliure als eslaus.
Segons les cròniques franques el contingut de les quals és força qüestionat actualment, els pillatges d'àvars contra les tribus eslaves duu al sollevament el 620. Els àvars haurien estat expulsats pels eslaus. Els sollevats responien al nom d'un guerrer suposadament franc, Samo. Eslovàquia va ser part del centre de l'Imperi de Samo al segle vii. La victòria porta Samo a ser escollit com a rei pels eslaus de manera que si hem de creure en allò que expliquen les fonts franques, Eslovàquia veié la construcció d'un primer estat conseqüència de les migracions eslaves. El comparteix amb Txèquia atès que el país va quedar dividit en dos. Les regions del sud varen quedar sota els àvars mentre que les del nord haurien format part d'aquest regne liderat per Samo. Les restes arqueològica només confirmen que hi va haver dos assentaments dispars segons si ens situem al nord o al sud i, el sud, precisament, mostra una assentament més sedentari per part dels àvars.
Altre cop, segons les cròniques franques, el primer monarca eslau, sembla que va lliurar una guerra contra els mateixos francs, concretament contra el rei Dragobert I, per bé que aquest fet és contestat. Tot plegat perquè, segons les fonts ja esmentades, hi hauria en joc la possessió d'una fortalesa al centre europeu, la Vogastisburg, que encara avui no se sap localitzar amb concreció. A banda, sabem gràcies a l'arqueologia que els eslaus varen practicar a Eslovàquia rituals de cremació i cap al segle viii varen incrementar la seua penetració agrícola, cosa que va contribuir a canviar la seua societat, les estructures, etc. En efecte, varen començar a construir fortificacions de defensa amb murs de 8 a 10 metres. Això degué de propiciar aliances militars entre àvars i eslaus.
Entre el 788-803 la guerra esclata entre francs i avars, la qual cosa podria jusitificar totes aquestes cròniques i, certament, una part de propaganda als escrits francs. La qüestió és que degut a les guerres, el kaganat àvar perd posicions i els eslaus aprofiten l'ocasió per envair-lo. Els àvars perden el seu regne.

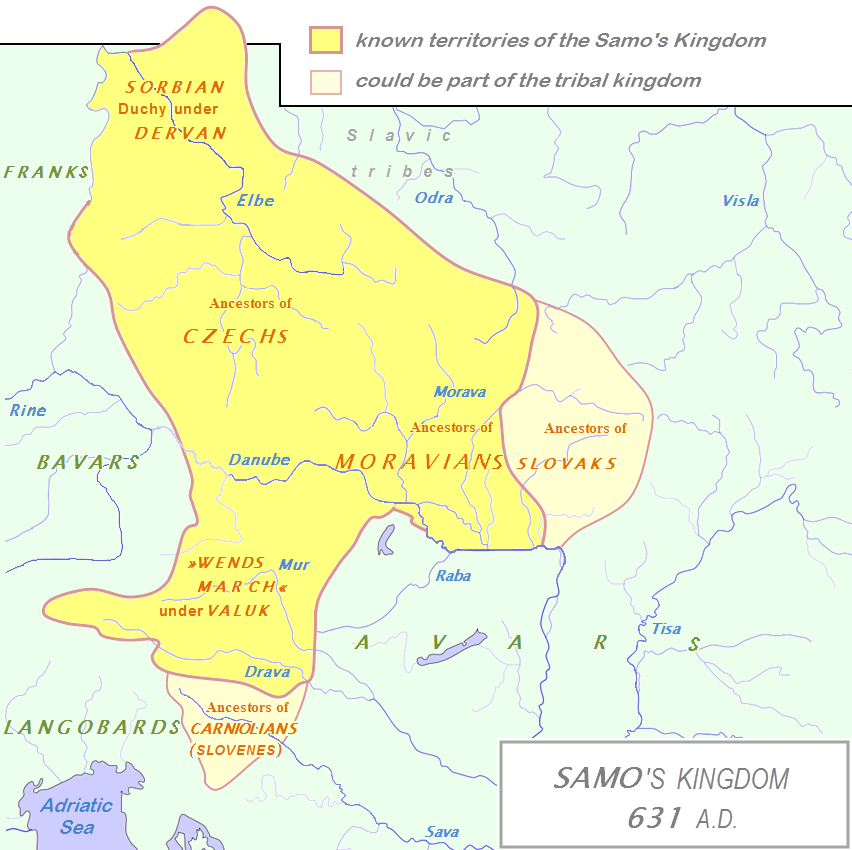
Regne de Samo
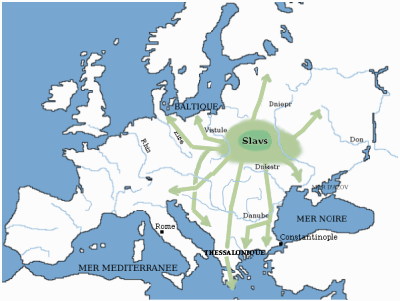
Dispersió dels eslaus occidentals
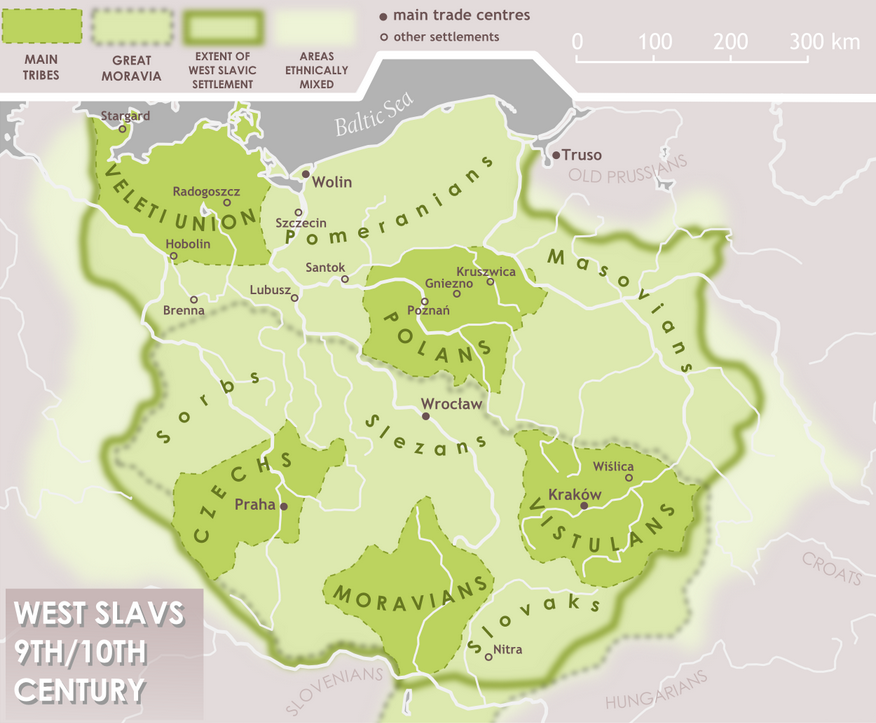
Eslaus occidentals entre els segles 9-10è
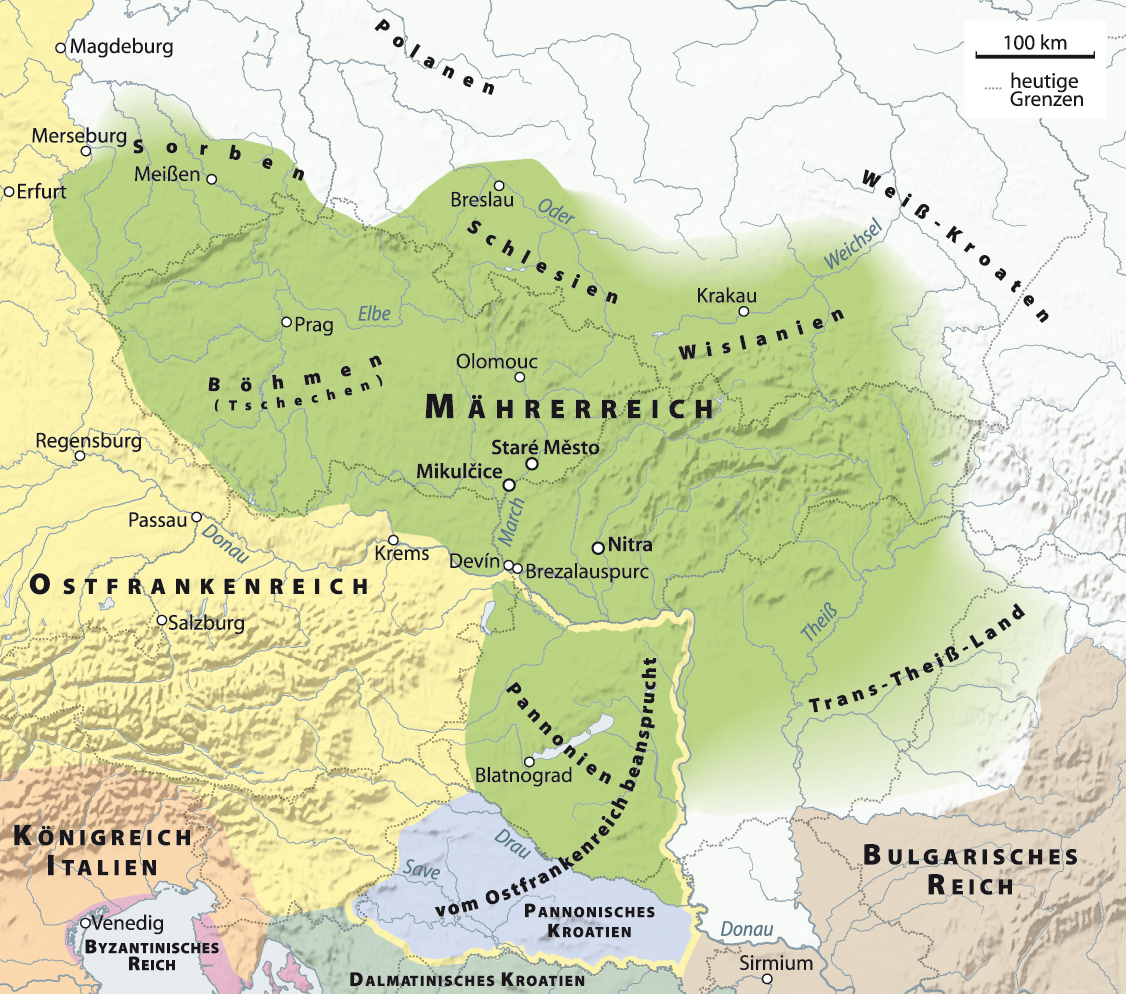
Principat de la Gran Moràvia en època de Svatopluk I
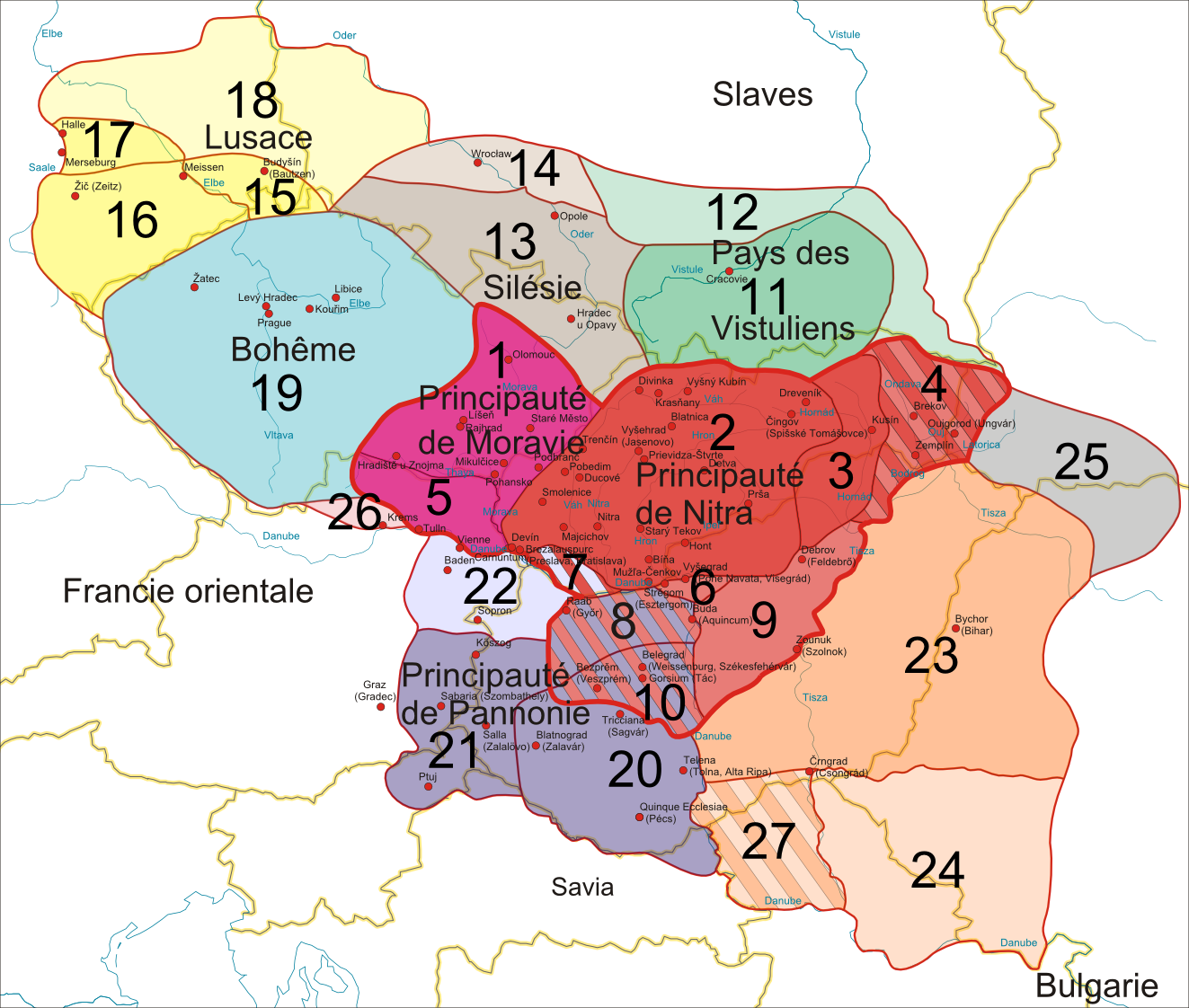
Gran Moràvia
Imperis francs 481-814

## Edat mitjana

### La marca àvara
Assentats a Tournai, la tribu germànica dels francs conquerix tota França i s'estén fins a Alemanya passant pel nord d'Itàlia i Dinamarca, a més d'Andorra i Catalunya. És l'obra del rei carolingi Carlemany que en un intent per reconstruir la glòria de Roma, s'alia amb l'Església catòlica i diu fer la guerra contra la resta de pobles germànics perquè són pagans i cal evangelitzar-los. Sobretot, cal fer-se amb recursos aliens per bastir un primer regne universalista a Europa després de la caiguda de Roma.
Mercès a Carlemany Europa viu un període d'esplendor cultural. Els monestirs es multipliquen. L'Església posseïx aleshores el monopoli del saber. Els monestirs n'eren els centres de producció i per això, amb l'ajuda del monarca franc, s'expandixen una mica per tot Europa. Això contribuí a cristianitzar el continent.
Carlemany decidix fer-li la guerra als àvars per convertir-los al cristianisme i això els allunya cap a l'est. De fet, les incursions a Itàlia, porten els àvars a avançar cap a Portugal, Castella i Catalunya. Els eslaus s'instal·len en el seu lloc i Carlemany torna a penetrar territori eslau txec amb la intenció de fer-ne un feu. Txèquia es transforma doncs durant el regnat de Carlemany en un feu franc. La intenció era tenir una rereguarda contra els àvars i per això es podria dir que Txèquia devia de constituir part de la marca militar àvara.

### Principat de Nitra
Les fonts actuals de què disposen els historiadors no permeten saber com arran de la cristianització s'aconseguïx bastir un primer regne txec però d'allò que tenen certesa és que l'Imperi Romà d'Orient parla de l'existència de la Gran Moràvia. Aquesta hauria estat capitanejada per Mojmir I, un príncep txec, primer en establir una dinastia monàrquica i que malgrat això, no permet anar més enllà i, com la mateixa formació del regne, no es disposa de molta informació sobre la seua biografia.
D'allò que se sap és que va lluirar disputes armades amb el príncep Pribina a Nitra, actualment Eslovàquia occidental. També que Mojmir I annexionà Nitra. Tanmateix, ni tan sols hi ha gaire informació sobre el mateix Pribina de Nitra. El que queda clar és que els eslaus vivien abans de la seua conversió al cristianisme en una societat jerarquitzada i probablement, en adoptar el cristianisme, s'adopten les formes de fer de les tribus franques, com ara la construcció d'un estat medieval..
Tornem doncs als escrits. A Conversio Bagoariorum et Carantanorum, escrit cap al 870, s'hi narra que Mojmir I, líder dels moravians, va expulsar Pribina, obligant-lo a travessar (o pujar) el Danubi i unir-se a Radbod, que era el cap de la marca de Pannònia. Radbod va presentar Pribina al rei franc Lluís el germànic, que va ordenar que Pribina fos instruït en la fe cristiana i batejat. Tres de les onze còpies existents de Conversio Bagoariorum et Carantanorum també contenen una declaració fora de context que diu que Adalram va ser arquebisbe de Salzburg entre el 821 i el 836, havia consagrat alguna vegada una església a la "finca de Pribina en un lloc sobre el Danubi anomenat Nitrava". Segons consens entre historiadors, "Nitrava" era idèntica a l'actual Eslovàquia i la unificació forçada del Principat de Nitra amb la Moràvia de Mojmir I va donar lloc al desenvolupament d'un nou estat, la "Gran Moravia", extensió del qual queda hui per determinar.

#### La conversió al cristianisme
De qui hi ha més informació és del successor de Mojmir I, Rostislav. Accedix al tron el 846 i rep el suport de Lluís II el Germànic de la Frància Oriental, és a dir, Germània. Hi presta fidelitat, estén la seua influència a Bohèmia, partint de Moràvia. Un afer que contraria Lluís II el Germànic. Temorós, certament, de veure-hi néixer un regne a banda, declara la guerra a la Gran Moràvia. Rostislav I demana llavors ajuda a Roma però la realitat sobre el terreny va ser que l'Església catòlica no s'interessava gaire pel regne. Hagué de demanar ajuda a Constantinoble, concretament, a l'emperador Miquel III, patriarca de Fotios. Aquest envia dos comandants per tal que l'ajuda servira posteriorment per crear una Església oriental.
Atès que l'Imperi Romà d'Orient aprofita l'ocasió per apropar-se a Pannònia, el bisbe de Baviera declara la seua oposició als ortodoxos i Roma s'involucra en l'afer txec i eslovac. De resultes, es reforma la litúrgia per adaptar-la a la llengua local. Situació que, no contrastant això, no va aconseguir apaivagar Lluís II el Germànic, el qual aconseguïx que es capture el monarca txec com a represàlia. Tot seguit s'inicia una política d'invasió de la Gran Moràvia. Si bé el successor aconseguïx treure els francs de les seues fronteres, haurà de prestar fidelitat i vassallatge a la Frància Oriental. Amb tot plegat Roma pren consciència de la necessitat d'estendre la seua influència a Bohèmia perquè la dualitat entre el cristianisme oriental i occidental pot comportar la pèrdua de territori cristià.
La població retorna a les creences paganes i, degut a la pressió que exercien els magiars, Mojmir II va mirar de construir una aliança entre els francs i Roma, però finalment el regne és envaït i derrocat. Per bé que es va aconseguir formar un regne si fa no fa vassall de la Frància Oriental, la realitat és que la conversió al cristianisme no va ser gens fàcil i l'Església oriental va optar ràpidament per traduir la litúrgia al txec i eslovac amb l'objectiu d'evitar retorns al paganisme.

### La Gran Moràvia
La Gran Moràvia emergix tot al llarg de les fronteres àvars. Es manifesta vers el 830 quan Mojmir I unifica les tribus eslaves del nord del Danubi i estén la supremacia morava al seu voltant. Quan Mojmir I s'esforça de separar-se de la supremacia del rei Lluís el Germànic l'any 846, aquest el diposita i col·loca en lloc seu a Rastislau I de la Gran Moràvia.
El nou monarca va perseguir una política d'independència: després d'aturar els atacs francs el 855, mira de debilitar la influència que exercien les prèdiques dels sacerdots francs. En aquest sentit, Rastislau I demana a l'emperador romà d'Orient Miquel III d'enviar predicadors seus per tal que interpreten i ensenyen la Cristiandat en llengua vernacla. A demanda de Rastislau dos germans, oficials i missioners, Ciril i Metodis, acudixen a la crida el 853. CIril va desenvolupar el primer alfabet eslau i va traduir cançons d'església a llengua eslava antiga. Rastislau també es va preocupar per la seguretat i administració del seu estat. Per això fa construir nombroses fortificacions i castellets amb el de Devin.
Durant el regne, el Principat de Nitra és cedit al seu nebot Svatopulk. Ambiciós, però, es va rebel·lar contra el seu oncle i va aliar-se amb els francs per enderrocar-los vora el 870. De la mateixa manera que el seu predecessor, Svatopulk I va assumir el títol de rei, rex. Durant el seu regne, la Gran Moràvia va atènyer la seua màxima extensió territorial, la qual cobria no només l'actual Moràvia i Eslovàquia sinó també el nord d'Hongria, el sud d'Àustria, Bohèmia, Silèsia, Lusàcia, el sud de Polònia i el nord de Sèrbia. Una extensió que malgrat tot és un xic difusa i per això encara hi ha discussió sobre l'abast d'aquest imperi. Svatopulk també va resistir als atacs de tribus seminòmades provinents d'Hongria i de l'Imperi búlgar, encara que ha contractar esporàdicament mercenaris hongaresos contra els francs.
L'any 880 el papa Joan VIII va establir una província eclesiàstica independent a la Gran Moràvia amb l'arquebisbe Metodi com a cap, Va nomenar el germànic Wiching com a bisbe de Nitra.
A la mort de Svatopul l'any 894, els seus fills Mojmir II i Svatopulk II succeïxen al tron de la Gran Moràvia i del Principat de Nitra respectivament. Encara i això, varen disputar-les el domini de tot l'imperi. Degut a aquestes batalles internes, la major part de les perifèries de la Gra Moràvia es van perdre a mans dels francs. Això mentre les mateixes tribus hongareses patixen desfetes contra l'horda túrquica seminòmada dels petxenegs, deixant d'aquesta manera els territoris de l'est dels Carpats. Envaïxen per contra Pannònia i comencen ocupacions graduals cap al 896.
Tant Mojmir IIcom Svatopulk II varen morir en batalla contra els hongaresos entre el 904 i 907, si més no això es pot suposar atès que els seus noms no són mencionats als escrits vers el 906. En tres batalles contra els hongaresos, perden i els historiadors situen per volta d'aquesta època el trencament de la Gran Moràvia.

### Invasió i annexió hongaresa
Del 895 al 902, els hongaresos (magiars) van imposar progressivament la seua autoritat a la conca pannònica. Tot i que algunes fonts contemporànies esmenten que la Gran Moràvia va desaparèixer sense deixar rastre i els seus habitants se'n van anar, les investigacions arqueològiques i els topònims suggerixen continuïtat de la població eslava a les valls fluvials dels Carpats interiors occidentals.
Els hongaresos van ser guiats des d'Àsia fins a la conca dels Carpats pel príncep Álmos, que, en cerimònies religioses i segons la llegenda, per la seua pròpia voluntat havia estat sacrificat per obtenir futures victòries, abans de travessar les muntanyes dels Carpats. Árpád, el fill del príncep Álmos, va prendre el comandament del principat i de les tribus, bo i ordenant a les tropes hongareses que entressen a la conca dels Carpats. Aquests soldats es trobaren amb els dominis del príncep moravià Svatopluk, a la regió nord dels Carpats i al territori de l'actual d'Eslovàquia. El 894 se signà una aliança, i en poc de temps va morir Svatopluk, deixant problemes successoris entre els seus fills. L'any 895, el príncep Árpád va conduir l'exèrcit principal dels hongaresos a la conca dels Carpats, creuant les muntanyes pel pas de Verecke. Mentre s'efectuava la baixada de les muntanyes, la rereguarda hongaresa va ser atacada pels búlgars del tsar Simeó I (a causa que un any abans els hongaresos havien assistit a l'emperador romà d'Orient en una campanya contra els búlgars).
El 896, els hongaresos s'assentaren al voltant del riu Tisza i després, el març de 899, per una aliança amb el rei de la Frància Oriental, Arnulf de Caríntia, els exèrcits d'Árpád varen envair Itàlia i vèncer el rei Berenguer I. Aleshores Eslovàquia queda envaïda durablement pel Regne d'Hongria. Una cançó popular eslovaca menciona que els hongaresos només podien vèncer al seu oponent pagà amb l'ajuda de guerrers eslovacs al voltant de Bíňa (hongarès: Bény). Segons István Bóna, la cançó eslovaca podria ser una traducció d'una cançó popular hongaresa, perquè el 1664 cap dels habitants de Bíňa era eslovac.

#### Regnat d'Esteve I d'Hongria

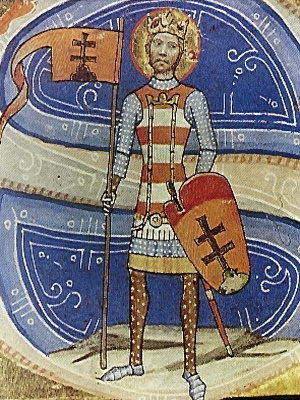
Imatge del rei sant Esteve, Crònica il·lustrada hongaresa

El Regne d'Hongria va integrar elements de l'antiga organització estatal de Gran Moràvia. Els historiadors no han arribat a un consens sobre aquest tema; per exemple, encara s'està debatent si la formació de la unitat bàsica de l'administració (vármegye) al regne seguia patrons estrangers (francs, búlgars, moravians o otonians) o era una innovació interna.
El rei Esteve I d'Hongria va establir almenys vuit comtats ("vármegye") als territoris de l'actual Eslovàquia: Abov (hongarès: Abaúj), Boršod (hongarès: Borsod), Esztergom, Hont, Komárno (hongarès: Komárom), Nitra (hongarès: Nyitra), Tekov (hongarès: Bars) i Zemplín (hongarès: Zemplén) van ser fundats probablement per ell. Els territoris del nord i nord-est amb poques poblacions de l'actual Eslovàquia es van convertir en els boscos privats dels reis. El rei Esteve I també va establir diverses diòcesis al seu regne; al segle xi, els territoris actuals d'Eslovàquia es van dividir entre l'arxidiòcesi d'Esztergom (establerta cap al 1000) i la seua sufragània, la diòcesi d'Eger (fundada entre 1006 i 1009).

#### Mort d'Esteve I d'Hongria
Cap al 1015, el duc Boleslaw I de Polònia va prendre alguns territoris de l'actual Eslovàquia a l'est del riu Morava, però el rei hongarès els va tornar a recuperar vora l'any 1018. Després de la mort de sant Esteve, no va haver-hi successor directe. El seu fill Emeric I havia mort de jove durant una cacera de porcs senglars. Pere I, fill d'una germana d'Esteve, havia estat nomenat hereter en els últims anys de vida del rei, però tal nomenament no era ben vist per la noblesa hongaresa.
El regnat de Pere de Venècia fou força difícil, i va pretendre oferir el Regne d'Hongria com a vassall a l'emperador germànic a canvi de la seua protecció, per això va ser destronat pels nobles hongaresos i reemplaçat per Samuel Aba. El regne de Samuel Aba durà fins al 1044 i va caracteritzar-se per un caos intern i una política de rebuig cap a la noblesa que va donar suport a Pere I. Molts nobles i clergues, com el bisbe Gerard Sagredo, criticaren les accions del nou rei i van considerar adient la tornada de Pere I.
Pere I va tornar, doncs, al poder amb assistència germànica i derrotà Samuel Aba a la Batalla de Ménfő el 1044, recuperant així el tron. Durant aquesta situació caòtica, va sorgir per tot Hongria la revolta de Vata de 1046, en què els pagans van mostrar-se contraris a Pere I i al cristianisme, exigint que Andreu I, fill de Vazul, un cosí d'Esteve, fora nomenat rei i tornara l'antiga fe a Hongria. Després de diversos enfrontaments, Andreu I fou el nou rei hongarès després de vèncer-lo i Hongria deixaria de trobar-se en perill d'estar en posició de vassallatge envers l'Imperi germànic.
El 1048, el rei Andreu I d'Hongria va concedir un terç del seu regne (Tercia pars regni) en apanatge al seu germà, el duc Béla. Els dominis del duc es van centrar al voltant de Nitra (Eslovàquia) i Bihar (en romanès: Biharea a l'actual Romania). Durant els següents 60 anys, els Tercia pars regni van ser governats per separat per membres de la dinastia Árpád (és a dir, pels ducs Géza, Ladislaus, Lampert i Álmos). Els ducs van acceptar la supremacia dels reis, però alguns d'ells (Béla, Géza i Álmos) es van rebel·lar contra el rei per adquirir la corona i es van aliar amb els governants dels països veïns (per exemple, el Sacre Imperi Romanogermànic, Bohèmia).
La història del Tercia pars regni va acabar el 1107, quan el rei Kálmán d'Hongria va ocupar els seus territoris aprofitant el pelegrinatge del duc Álmos (el seu germà) a Terra Santa. Tot i que el duc Álmos, quan va tornar al regne, va intentar reocupar el seu antic ducat amb l'ajut militar d'Enric V, emperador del Sacre Imperi Romanogermànic, però va fracassar i es va veure obligat a acceptar l'statu quo.

### Annexió de Croàcia
Després de l'annexió d'Eslovàquia, el regne d'Hongria va continuar les batalles sagnants per fer-se amb més territori. Pel que fa a Croàcia, el regne passa a ser regentat per Kálmán d'Hongria i, tot seguit a la Batalla de la muntanya de Gvozd, Croàcia és annexionada. Després de la mort de Kálmán, el seu fill Esteve II va succeir-lo al tron, bo i governant fins al 1131. Amoïnat que no hi haguera més membres vius de la casa d'Árpád, va fer cridar tot seguit el seu nebot cec Béla, quan s'assabentà que encara era viu amagat en un monestir. Béla II el Cec va ser coronat rei d'Hongria, i la seua dona Helena de Raška va assistir-lo en el govern. En morir Béla II el Cec el 1141, el seu fill gran, Géza II d'Hongria, va regnar fins al 1162. Géza II va veure's obligat a enfrontar l'emperador romà d'Orient Manuel I Comnè, que tenia intencions d'afegir el Regne hongarès a l'esfera d'influència de Constantinoble. Després de diversos enfrontaments, Géza II va aconseguir calmar Manuel I Comnè, tot signant diversos tractats de pau. Géza II fundà el 1150 l'orde de Sant Esteve d'Hongria, un orde de cavalleria hospitalari que operava a Hongria i a Terra Santa protegint els pelegrins. En morir Géza II, el seu fill i successor Esteve III va pujar al tron, tot i que va veure's obligat a bregar amb l'emperador romà d'Orient Manuel I Comnè, que es resistia a renunciar a les seues pretensions sobre el Regne hongarès.

#### Disputes amb el Sacre Imperi Romanogermànic
Després de la mort de Géza II, va haver-hi conflictes familiars en què el seu germà Ladislau II va lluitar contra el seu germà Esteve IV i contra el seu nebot, Esteve III. Ladislau II i Esteve IV havien rebut l'ajut de l'emperador romà i governaren per períodes curts d'uns pocs mesos. Esteve III, amb el suport de l'emperador del Sacre Imperi Romanogermànic, va ser qui va prevaler finalment. Esteve III, el fill gran de Géza II, fou coronat el 1162 i regnà fins a la seua mort, el 1172.
Durant la seua vida, va sostenir nombroses disputes amb l'emperador romà Manuel I Comnè, amb qui finalment va signar un tractat de pau el 1164 i envià el seu germà xiquet, el príncep Béla, a Constantinoble com a acte de bona fe. Béla va ser-hi educat segons els costums grecoromans i va casar-se amb la princesa Maria, neboda de l'emperador.
Quan mor Esteve III, el príncep Béla torna a Hongria, i és coronat com a Béla III. Després de la tornada, va dur costums grecoromans com el registre escrit de transaccions i dades històriques, i en el seu període de govern se li adjudica l'escriptura de la Gesta Hungarorum, l'autor anònim de la qual passaria a la història amb aquest pseudònim després de signar solemnement amb P. dictus magister. Aquest escrit, en llatí, fou el primer sobre la història dels hongaresos.
Així com Béla III va dur la doble creu ortodoxa romana a Hongria i la va fer part dels escuts, va construir també un ample palau a la ciutat d'Esztergom i altres edificacions a Székesfehérvár i Óbuda. Després de les derrotes patides pel seu germà gran, va recuperar els territoris de Croàcia i Dalmàcia, en tenir a favor seu l'emperador romà. Si bé Béla va créixer a l'Imperi Romà, Hongria no va veure's afectada per la cultura grecoromana. Ans al contrari, durant aquesta època va florir la cultura francesa i els llaços entre tots dos regnes van fer-se cada cop més estrets. La seua primera dona era d'una família francesa, i la segona era la filla del rei Lluís VII. És així com als segells reials Béla hi aparïx amb vestimentes franceses i no pas amb les romanes, i els trets cavallerescs, artístics, així com els ordes religiosos preponderants al país van estar en estreta relació amb el Regne franc.

### Les croades a Jerusalem
Les croades a l'edat mitjana varen ser expedicions militars organitzades per tal de permetre el pelegrinatge dels cristians en Terra Santa. La primera croada va ser llançada l'any 1095 pel papa Urbà II des de Clermont-Ferrand. La croada respon a demandes igualment polítiques. L'emperador d'Orient s'inquieta per l'expansió turca que amenaça el seu imperi. A més a més, les croades permetien adquirir més terres i deixar-les en mans d'una noblesa que necessita més espai.
El 1189 s'organitzà la tercera croada, i l'emperador Frederic I creuà el Regne d'Hongria envers Terra Santa. A la seua estada va demanar assistència al príncep Géza, germà del rei Béla III. Així, amb l'exèrcit de Frederic I, també varen avançar cap a l'Imperi Romà al voltant de 2.000 soldats hongaresos sota el comandament del príncep. Aquesta cooperació va ser la primera participació activa dels hongaresos a les guerres croades. És ben probable que molts eslovacs es vegen aleshores involucrats en aquesta tercera croada.
Les participacions a les croades no foren ben bé una qüestió aliena. Efectivament, un dels successors al tron, Andreu II, va participar en la cinquena croada (1217-1218) i a causa de la seua absència al regne va haver-hi un cert caos. La seua dona Gertrudis de Meràniava va estendre la seua influència a l'esfera religiosa i política, bo i col·locant familiars germànics com a bisbes, situació que no fou del grat dels nobles hongaresos. Finalment, fou assassinada el 1213, quan encara Andreu II no havia arribat i acabà per casar-se amb una nova dona. En aquest ambient de caos els eslovacs podrien haver participat vulga ser a la croada com a la desestabilització interna.

### Invasió mongola de l'est d'Europa

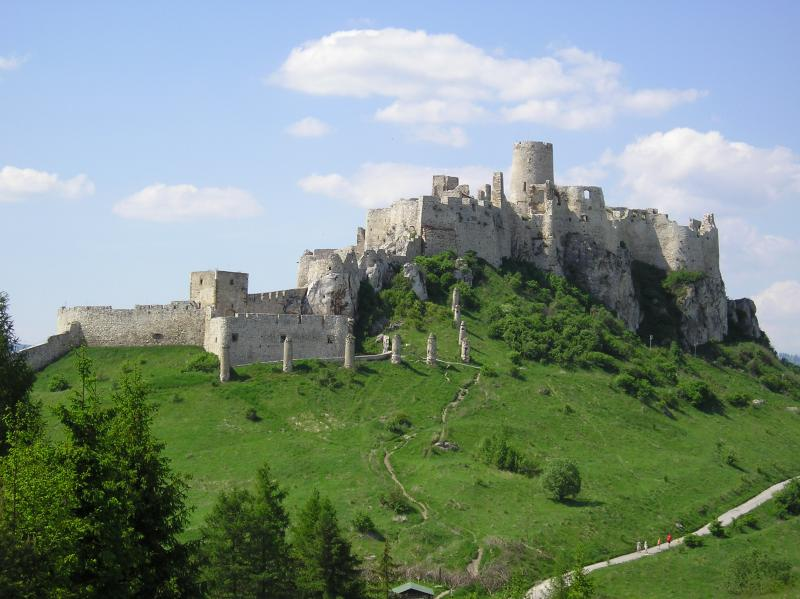
La invasió mongola va generar la construcció de castells, com el castell d'Spiš.

El 1241, els mongols van envair i van devastar les parts nord-occidentals del regne. L'abril de 1241, l'exèrcit mongol va travessar la frontera amb Moràvia a prop d'Hrozenkov. El castell de Trenčín va resistir l'atac, però els llocs propers van ser saquejats i alguns d'ells mai han estat restaurats. Els mongols van girar-se cap al sud i van devastar les regions de tot el llarg dels rius Váh i Nitra. Només els castells forts, per exemple, Trenčín, Nitra, Fiľakovo (hongarès: Fülek) i les ciutats fortificades, van poder resistir l'atac. Una part de la població desprotegida va escapar a les muntanyes i als terrenys de difícil habitatge on van construir-hi fortins i campaments. Les zones més afectades van ser el sud-oest d'Eslovàquia, la Baixa Pohronie fins a Zvolen i Zemplín. S'estima que almenys un terç de la població va morir per fam i epidèmies. Després de la retirada de l'exèrcit mongol, Frederic II, duc d'Àustria, va envair el país. El juliol de 1242 el seu exèrcit va arribar a Hlohovec però l'exèrcit hongarès, principalment gràcies a les tropes dels comtats de Trenčín i Nitra, va repel·lir l'atac. Bohumír (Bogomer), el župan de Trenčín que va tenir un paper important en la supressió de les unitats austríaques, va dirigir més tard l'exèrcit per enviar ajuda a Bolesław V el Cast (gendre del rei hongarès) atacat per Konrad I de Masòvia. L'exèrcit estava format principalment per soldats dels comtats ètnics eslovacs.

#### El tarannà eslovac medieval
L'administració reial del territori es va anar desenvolupant gradualment durant els segles XI-XIII: es van establir nous comtats amb la partició dels ja existents o els comtats centrals del regne van ampliar el territori cap al nord de l'actual Bratislava (eslovac: Prešporok, hongarès: Pozsony), Trenčín, Gemer-Malohont (hongarès: Gömör-Kishont) i Novohrad (hongarès: Nógrád), mentre que els boscos privats dels reis estaven organitzats en "comtats forestals" al voltant de Zvolen i el castell de Šariš (hongarès: Sáros). Després de l'ocupació del ducat del seu germà, el rei Kálmán va establir (o va restablir) el tercer bisbat a l'actual Eslovàquia.
Algunes de les ciutats de l'actual Eslovàquia van rebre privilegis especials ja abans de la invasió mongola: Trnava (1238), Starý Tekov (1240), Zvolen i Krupina (abans de 1241). Després de la retirada de les tropes mongoles (1242), es van construir o reforçar diversos castells (per exemple, Komárno, Beckov (hongarès: Beckó) i Zvolen) per ordre del rei Béla IV. A més d'una xarxa de castells relativament desenvolupada, les aglomeracions de caràcter urbà van prendre més importància. Les ciutats medievals havien de servir tant per finalitats econòmiques com defensives.
El territori de l'actual Eslovàquia era ric en matèries primeres com l'or, la plata, el coure, el ferro i la sal i, per tant, la indústria minera es va desenvolupar gradualment a la regió. El desenvolupament de la indústria minera i el comerç van augmentar la posició d'alguns assentaments i van rebre privilegis dels reis. La llista de ciutats amb les primeres cartes consta de Spišské Vlachy (1243), Košice (abans de 1248), Nitra (1248), Banská Štiavnica (1255), Nemecká Ľupča (1263), Komárno (1269), Gelnica (abans de 1270), Bratislava (1291) i Prešov, Veľký Šariš i Sabinov (tots el 1299). Els saxons de Spiš (alemany: Zips) van rebre una carta col·lectiva (1271) pel rei Esteve V d'Hongria.
La colonització de les parts del nord del Regne d'Hongria va continuar durant el període; Els "convidats" valons, alemanys, hongaresos i eslaus (hospes, com se'ls denomina en documents contemporanis) van arribar a les terres poc poblades i s'hi van establir. Els documents contemporanis esmenten que els colons de Moràvia i Bohèmia van arribar a les parts occidentals de l'actual Eslovàquia, mentre que a la part nord i oriental es van establir els "hostes" polonesos i rutenis.
Els hostes alemanys van tenir un paper important però no exclusiu en el desenvolupament de les ciutats. Grups més xiquets d'alemanys ja eren presents abans de la invasió mongola, però la seua immigració va tenir un ritme significatiu al segle xiii-XIV. En aquella època, ja existien assentaments amb una economia relativament desenvolupada al territori de l'actual Eslovàquia, però els alemanys procedents de regions més avançades econòmicament i administratives van introduir noves formes de producció i gestió, un nou sistema jurídic i una nova cultura. Els hostes alemanys es van establir a l'alt i baix Spiš, ciutats mineres del centre d'Eslovàquia, els seus voltants i moltes localitats de l'Eslovàquia occidental: Bratislava, Trnava i ciutats vitivinícoles de Malé Karpaty.
A l'Edat mitjana, l'actual Eslovàquia pertanyia a les regions més urbanitzades del Regne d'Hongria i era una important base cultural i econòmica. Segons el decret del rei Vladislau II Jagiello (1498), sis de les deu ciutats més importants del regne es trobaven a l'actual Eslovàquia: Košice, Bratislava, Bardejov, Prešov, Trnava i Levoča. El 1514, més de la meitat de les ciutats reials i les ciutats mineres lliures del regne es trobaven a Eslovàquia. A finals de l'Edat mitjana, uns dos-cents altres assentaments tenien un caràcter urbà des d'un punt de vista funcional. La primera menció escrita anterior al 1500 està disponible per a 2.476 assentaments. Les ciutats mineres d'Eslovàquia van contribuir significativament a l'economia del Regne d'Hongria. Cap a mitjan segle xiv, Kremnica només produïa 400 kg d'or l'any. Banská Štiavnica i Banská Bystrica van produir una proporció substancial de plata del conjunt de tot el regne. Durant la segona meitat del segle xiv, el Regne d'Hongria va produir aproximadament el 25% de la producció total d'Europa.
Les ciutats van formar sindicats i associacions per defensar els seus privilegis i interessos comuns. Els sindicats més importants eren la comunitat de saxons de Spiš (alemany: Zips) (reduïda posteriorment i coneguda com la província de vint-i-quatre ciutats de Spiš), les ciutats mineres del Baix Hongarès (ciutats mineres del centre d'Eslovàquia), Pentapolis (aliança de ciutats reials de l'actual Eslovàquia oriental) i les ciutats mineres de l'alt hongarès (ciutats mineres de l'est d'Eslovàquia incloses dues ciutats mineres de l'actual Hongria).
Els habitants de les ciutats privilegiades eren principalment d'origen alemany, seguits per eslovacs i un nombre menor d'hongaresos. Els privilegis reials demostren que diverses famílies de la noblesa local en desenvolupament (per exemple, els Zathureczky, les famílies Pominorszky i Viszocsányi) eren d'origen eslau. La presència de jueus a diverses ciutats (per exemple, a Bratislava, Pezinok) també es documenta almenys a partir del segle xiii; l'estatus especial dels jueus va ser confirmat per una carta del rei Béla IV d'Hongria el 1251, però les decisions dels sínodes locals limitaven la participació dels jueus (és a dir, no podien ocupar càrrecs i no podien posseir terres). Els musulmans, que vivien a la regió de Nitra, també s'enfrontaven a limitacions similars; van desaparèixer (potser convertits al cristianisme) a finals del segle xiii.

### Guerres txecohongareses

#### Amenaça bohèmia

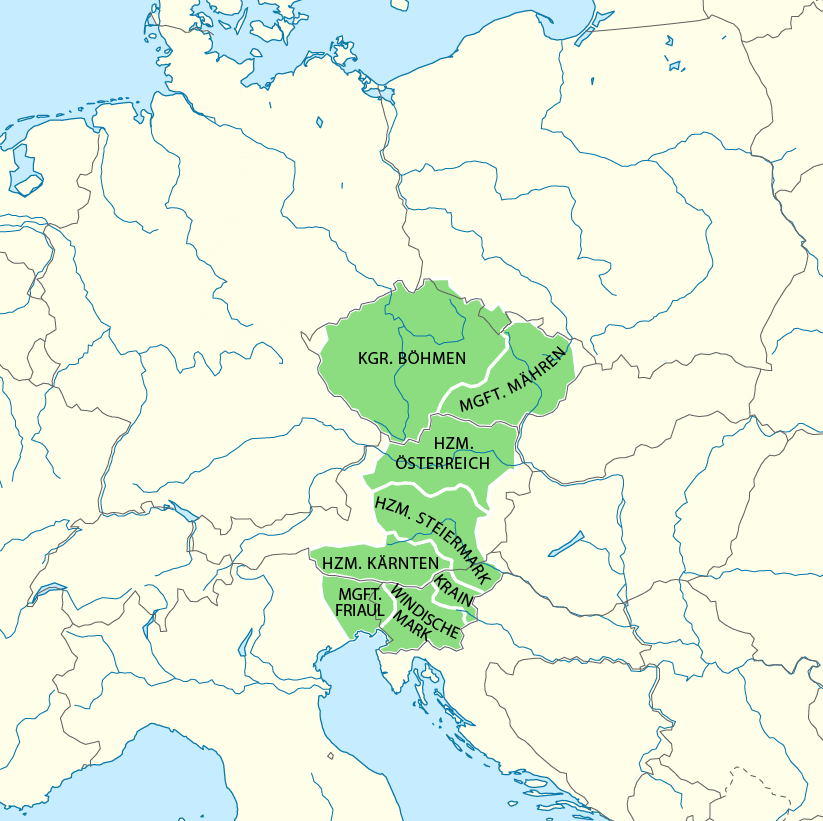
A l'apogeu del seu poder, el regne d'Ottokar II s'enduu els Sudetes fins a les costes de l'oceà adriàtic.

Al final del segle xiii el regne hongarès es troba submergit en un mar de batalles entre Polònia, Txèquia i el Sacre Imperi Romanogermànic. Eslovàquia es troba al vell mig del conflicte. Més que participar-hi, els patix. El 1270 Esteve V fou coronat rei, i gairebé immediatament entrà en conflicte amb Otakar II de Bohèmia, que atacà Hongria el 1271, però Esteve va expulsar-lo del país sense cap problema signant la pau poc després.
Els motius per la guerra, a dalt com a baix, és a dir, siga a Polònia com a Txèquia, no són altra cosa que motivacions territorials. Otakar II de Bohèmia és el monarca més poderós de Bohèmia d'ençà que es constituïx Moràvia. A la mort de Guillem d'Holanda l'any 1256 ambiciona fer-se amb territori austríac i anar eixamplant les seues possessions eslovaques, però també poloneses. Polònia es troba debilitada. És envaïda per població alemanya, ha de defensar les fronteres contra els mongols i, finalment, es veu fuetejada per la Pesta. És doncs envaïda per Bohèmia i puja al tron els Jaguelons un cop que la dissolució dels Priast deixa el regne vacant. Amb la nova dinastia al poder, cap a l'any 1300, torna un procés de reconquesta en què es mira de fer fora Bohèmia i, tot seguit, havent expandit territori, Polònia s'acosta a la monarquia francesa i hongaresa.
Les ambicions txeques a Hongria fan que Bohèmia vulga fer-se amb el ductat d'Estríria (frontera entre Àustria i Eslovàquia). Es fa amb Àustria i provoca una revolta al ducat d'Estríria contra el rei hongarès Béla IV. S'annexiona el ducat i el rei hongarès es posa en marxa contra Bohèmia. Eslovàquia es troba al vell mig. A la coronació de Rodlof I d'Alemanya, Bohèmia no reconeix el monarca germànic i l'any 1276 el Sacre Imperi Romanogermànic ataca Bohèmia. Hostilitats de banda a banda, Polònia s'acosta a la monarquia hongaresa, que és succeïda vers l'any 1300 per Carles Martell d'Anjou, fill de Maria d'Hongria, reina de Nàpols, germana del ja mort rei hongarès.
La successió va ser turbulenta perquè Carles d'Anjou va haver de reclamar-ne el títol. Polònia, enemiga de Bohèmia, s'acosta a Hongria. En mans d'una dinastia francesa, amb lligams italians, Hongria es fa forta i expulsa Bohèmia de territori hongarès. Tanmateix, avançant-se des de Venècia, fou coronat Andreu III, net d'Andreu II, que regnà només fins al 1301. Durant l'època d'Andreu III, el Regne hongarès va iniciar guerres amb els seus veïns, mantenint la seua supremacia.

#### Dinastia d'Anjou
Un cop mort Andreu III, va esclatar una cursa per trobar el monarca més apropiat per al tron d'Hongria. Varen sorgir tot de candidats que eventualment foren coronats. El primer de tots fou el jove príncep Venceslau, fill del rei Venceslau II de Bohèmia, que va arribar a Hongria per mitjà del seu pare, i coronat el 1301. De la mateixa manera, la dona de Venceslau era Isabel, filla d'Andreu III, així que aquestes raons el feien d'alguna manera apropiat per heretar el tron hongarès. Venceslau regnà a Hongria amb el nom de Ladislau V, però a la història d'Hongria no se'l coneix per aquest nom, sinó senzillament pel seu nom txec.
D'altra banda, Carles Martell d'Anjou havia mort el 1295, i el seu jove fill fou qui va seguir mantenint les seues pretensions al tron d'Hongria. Un altre pretendent al tron era Carles I, besnet d'Esteve V. Carles I ja havia estat coronat uns mesos abans de Venceslau, la primavera d'aquell mateix any, però a la ciutat d'Esztergom i amb una corona provisional. Aquesta cerimònia havia estat considerada il·legítima per l'alta noblesa hongaresa, puix que no s'havia realitzat a la ciutat de Székesfehérvár i amb la corona de sant Esteve i per això s'havien proposat coronar Venceslau nou rei d'Hongria l'agost de 1301.
Davant d'aquesta situació, Mateu Csák, Joan Kőszegi i Amadeu Aba, els barons hongaresos que regien grans territoris, donant suport a Venceslau i ignorant Carles I, foren la causa d'incomptables enfrontaments entre ells i el monarca il·legitimitzat. Després d'un regnat truculent, Venceslau renuncià al tron i va fugir cap a Bohèmia, on va ser coronat com a rei i el clergue hongarès va escollir un nou monarca. Davant el caos en què es trobava el regne, amb Carles I lluitant contra els barons hongaresos, que cada cop donaven més suport al rei i cercaven obtenir el poder per a ells mateixos, el 1306 Otó III va abandonar la ciutat de Buda i va dur-se la corona de sant Esteve. Otó III va viatjar a Transsilvània, on es trobaven els saxons que li donaven suport, però el voivoda transsilvà Ladislau Khan va capturar-lo la primavera de 1307. Mesos després va alliberar-lo a canvi de les joies de la corona hongaresa i després d'un llarg viatge, Otó III va arribar a casa seva, a Baviera.
Fou així com, un cop fou tant Venceslau com Otó III, Carles I fou l'únic candidat apropiat per dur la corona del regne. Després de la desaparició de la dinastia Árpád i del regnat de diversos monarques emparentats amb l'extingida família reial, fou coronat Carles I d'Hongria, fill de Carles Martell d'Anjou. Carles Martell era fill de Carles II d'Anjou, i més important encara, de la reina Maria d'Hongria, filla d'Esteve V, per això va heretar el tron hongarès com a únic portador de la sang d'Árpád.

### Evolució territorial d'Eslovàquia

#### Temps d'oligarquia
Les darreres dècades del segle xiii a Eslovàquia es van caracteritzar per discòrdies dins de la família reial i entre els diversos grups de l'aristocràcia. La decadència del poder reial i l'ascens d'alguns poderosos aristòcrates van donar lloc a la transformació del sistema administratiu: els comtats que havien estat les unitats bàsiques de l'administració reial ("comtats reials") es van transformar gradualment en unitats administratives; no obstant, la noblesa local no va poder aturar l'ascens de l'aristocràcia.
Després de la invasió mongola del regne, va començar una competició entre els propietaris de la terra: cadascun d'ells va intentar construir un castell amb o sense el permís del rei. La competició va iniciar un procés de diferenciació entre les famílies nobles, perquè els nobles que van ser capaços de construir un castell també podrien ampliar la seua influència sobre els propietaris veïns. Els conflictes entre els membres de la família reial també van enfortir el poder dels aristòcrates (que de vegades rebien comtats sencers dels reis) i van donar lloc a la formació d'uns vuit territoris (dominis) enormes al regne, governats per poderosos aristòcrates a la dècada de 1290.
A l'actual Eslovàquia, la majoria dels castells eren propietat de dos poderosos aristòcrates (Amade Aba i Mateu III Csák) o els seus seguidors. Després de l'extinció de la dinastia Árpád (1301), tots dos van fingir seguir un dels reclamants del tron, però, a la pràctica, van governar els seus territoris de manera independent. Amade Aba governava les parts orientals de l'actual Eslovàquia des del seu seient a Gönc. Va ser mort pels assassins de Carles Robert d'Anjou a la porta sud de Košice l'any 1311. Mateu III Csák va ser el governant de facto dels territoris occidentals de l'actual Eslovàquia, des del seu escó a Trenčín. Es va aliar amb els fills d'Amade Aba assassinats contra Košice, però el rei Carles I d'Hongria, que havia aconseguit adquirir el tron contra els seus oponents, va donar ajuda militar a la ciutat i els exèrcits reials el van derrotar en la batalla de Rozgony / Rozhanovce a 1312. No obstant això, els comtats del nord-oest van romandre al seu poder fins a la seva mort el 1321, quan els exèrcits reials van ocupar els seus antics castells sense resistència.
El comtat de Pressburg (Bratislava) va estar governat de facto pels ducs d'Àustria del 1301 al 1328, quan el rei Carles I d'Hongria el va tornar a ocupar.

#### Segle XIV i XV
El rei Carles I va enfortir el poder central del regne després d'un període de 20 anys de lluites contra els seus oponents i els oligarques. Va concloure acords comercials amb els reis Bohèmia i Casimir III de Polònia l'any 1335. Això va augmentar el comerç de les rutes comercials que portaven de Košice a Cracòvia i de Žilina (ho. Zsolna) a Brno.
El rei va confirmar els privilegis de les 24 ciutats "saxones" de Spiš, va reforçar els drets especials de Prešov i va concedir privilegis de ciutat a Smolník (ho. Szomolnok). Les ciutats de l'actual Eslovàquia encara estaven dominades pels seus ciutadans alemanys. Tanmateix, el Privilegium pro-Slavis, datat del 1381, testimonia sobretot la construcció nacional a les ciutats riques: el rei Lluís I va donar als eslaus la meitat dels escons del consell municipal de Žilina. Moltes de les ciutats (per exemple, Banská Bystrica, Bratislava, Košice, Kremnica i Trnava) rebien l'estatut de "ciutats reials lliures" (liberæ regiæ civitates) i tenien dret a enviar diputats a les assemblees dels estats del Regne a partir del 1441.
A la primera meitat del segle xiv, la població de les regions dels antics "comtats forestals" va augmentar i els seus territoris van formar nous comtats com Orava, Liptov, Turiec, Zvolen a les parts septentrionals de l'actual Eslovàquia. A la regió de Spiš, alguns elements de la població rebien privilegis especials: les 24 ciutats "saxones" formaven una comunitat autònoma, independent del comtat de Spiš, i els "nobles amb deu llances" s'organitzaven en una unitat administrativa especial autònoma. L'any 1412, el rei Sigismund va hipotecar 13 de les ciutats "saxones" al rei Władysław II de Polònia, de manera que van pertànyer de facto a Polònia fins al 1769. Des de la dècada de 1320, la majoria de les terres de l'actual Eslovàquia eren propietat dels reis, però els prelats i famílies aristocràtiques (per exemple, les famílies Drugeth, Szentgyörgyi i Szécsényi) també tenen propietats al territori. El desembre de 1385, el futur rei Sigismund, que en aquell moment era el príncep consort de la reina Maria d'Hongria, va hipotecar els territoris de l'actual Eslovàquia a l'oest del riu Váh als seus cosins, Jobst i Prokop de Moràvia; i el primer va mantenir els seus territoris fins al 1389, mentre que el segon va poder mantenir el seu domini sobre alguns dels territoris fins al 1405. El rei Sigismund (1387-1437) va concedir vastos territoris als seus seguidors (per exemple, als membres de les famílies Cillei, Rozgonyi i Perényi) durant el seu regnat; un dels seus principals consellers, el polonès Stibor de Stiboricz es va concedir tot sol ser el "Senyor de tot el Váh".
Després de la mort del rei Albert (1439), va esclatar la guerra civil entre els seguidors del reclam del tron. La reina Elisabet, vídua, va contractar mercenaris txecs dirigits per Jan Jiskra per capturar diverses ciutats del territori de l'actual Eslovàquia (per exemple, Kremnica, Levoča i Bardejov) i les va mantenir fins al 1462 quan es va rendir al rei Mateu Corví.

## Edat moderna

### Renaixement

#### Estat, d'estats: els Habsburg
A Hongria es pateix durant el segle xiv i XV per l'avançament dels turcs als Balcans. Amb la presa de Kossove es va fer evident que els turcs continuarien i que el seu objectiu seria fer-se amb tota l'Europa de l'est. Degut a això Hongria duu un seguit d'operacions militars per assegurar-ne la frontera. Tot començant el segle xv, ha de fer la guerra directament contra els turcs.
La por a ser envaïts pels turcs, fa que Txèquia, el Sacre Imperi Romanogermànic, Polònia i Hongria es plantegin una coordinació més eficaç a través de la unió d'una "monarquia danubiana" sota la direcció dels Habsburg. És a dir, començar a perfilar-se el regne d'Àustria-Hongria. La seua extensió història va incloure els estats actuals següents:
- Àustria
- Txèquia
- Eslovàquia
- Hongria
- Croàcia
- Bòsnia-Hercegovina
- Sèrbia
- Eslovènia

Mentre es planteja l'absorció de tots aquests territoris, Hongria continua lluitant contra els turcs i és llavors quan queda sense descendència. Una situació gens volguda i molt perillosa perquè deixava el país sense direcció davant l'avançada turca. El país veu llavors un seguit de turbulències a la Cort. La dinastia dels Jaguelons és finalment coronada. Es tracta d'una dinastia polonesa i que va ser col·locada expressament i meditadament.

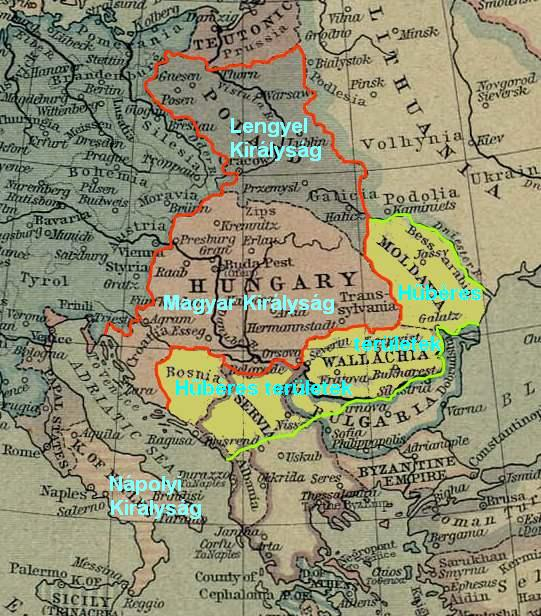
El Regne d'Hongria i els seus regnes vassalls durant l'època de Lluís I el Gran: Hongria, Polònia, Moldàvia, Valàquia, Bòsnia, Sèrbia i Nàpols

Durant el Renaixement el regne d'Hongria no deixa d'ampliar la seua base multiètnica. Després d'haver-se fet amb Croàcia, Eslovàquia i haver trepitjat territori austríac, es fa amb parts de Romania i envaïx Bòsnia. És un imperi multinacional. S'hi parla dàlmata, hongarès, romanès, eslovac, txec, alemany o serbocroat. La seua relació amb l'Imperi Otomà i les guerres a Europa de religió tornen igualment el regne en multireligiós. S'hi practica el cristianisme protestant, el catòlic, l'ortodox i la religió islàmica.
En efecte, sota el regnat de Lluís I dit el Gran, a les acaballes del segle xiv, Hongria lliura almenys set vegades contra Sèrbia, cinc contra Moldàvia i tres contra Bòsnia i Valàquia. Freqüentment, va rebre suport militar del seu oncle, el rei Casimir III de Polònia, i prop de sis vegades va prendre part personalment en els combats contra els tàrtars i lituans que havien atacat el rei polonès. L'aliança que segellen Polònia i Hongria arran de les guerres txecohongareses és fructífera.
Si bé la pesta negra no va resultar ser tan tràgica a Hongria com als altres territoris europeus, va provocar incomptables morts, com la del petit Carles Martell, de 3 anys, fill de l'assassinat Andreu i de Joana I de Nàpols, que l'havien dut a Hongria a la cort de Visegrád, car el papa havia decidit que la seua custòdia i educació corresponien més bé al rei hongarès. D'altra banda, la pesta també va fer morir la dona del rei, la reina Margarida, filla de l'emperador Carles IV, i Lluís I va haver de casar-se immediatament amb Isabel, filla del regent de Bòsnia, amb qui tingué tres filles: Caterina (1370), Maria (137) i Eduviges (1373).
De tot plegat, Hongria obté tot començant el Renaixement un ampli territori, nodrit de reialmes més xiquets i vassalls de la corona hongaresa. Les aliances matrimonials amb les oligarquies italianes també aprofundixen en aquesta composició d'estats. Moldàvia, Valàquia, Bòsnia, Sèrbia, Eslovàquia i Croàcia, a més d'Hongria, són sota el tutelat hongarès. La barreja es torna notable amb l'accés dels Luxemburg a la corona d'Hongria. Hongria no només passa a ser un estat compost d'estats, sinó que al seu torn es troba en mans d'un altre estat d'estats, com és el Sacre Imperi Romanogermànic.
Època de crisi al comtat luxemburguès, hui país, després de la mort del fill d'Enric VIè de Luxemburg s'imposa una crisi successòria que es resol amb l'ascens d'aquesta casa a la corona de Bohèmia. Txèquia, en mans aleshores del Sacre Imperi Romanogermànic, unix aleshores la corona de Bohèmia i Luxemburg al tron del Sacre Imperi Romanogermànic. Una situació que amb les Guerres de Religió es torna difícil de sostenir.

#### Humanisme i protestantisme

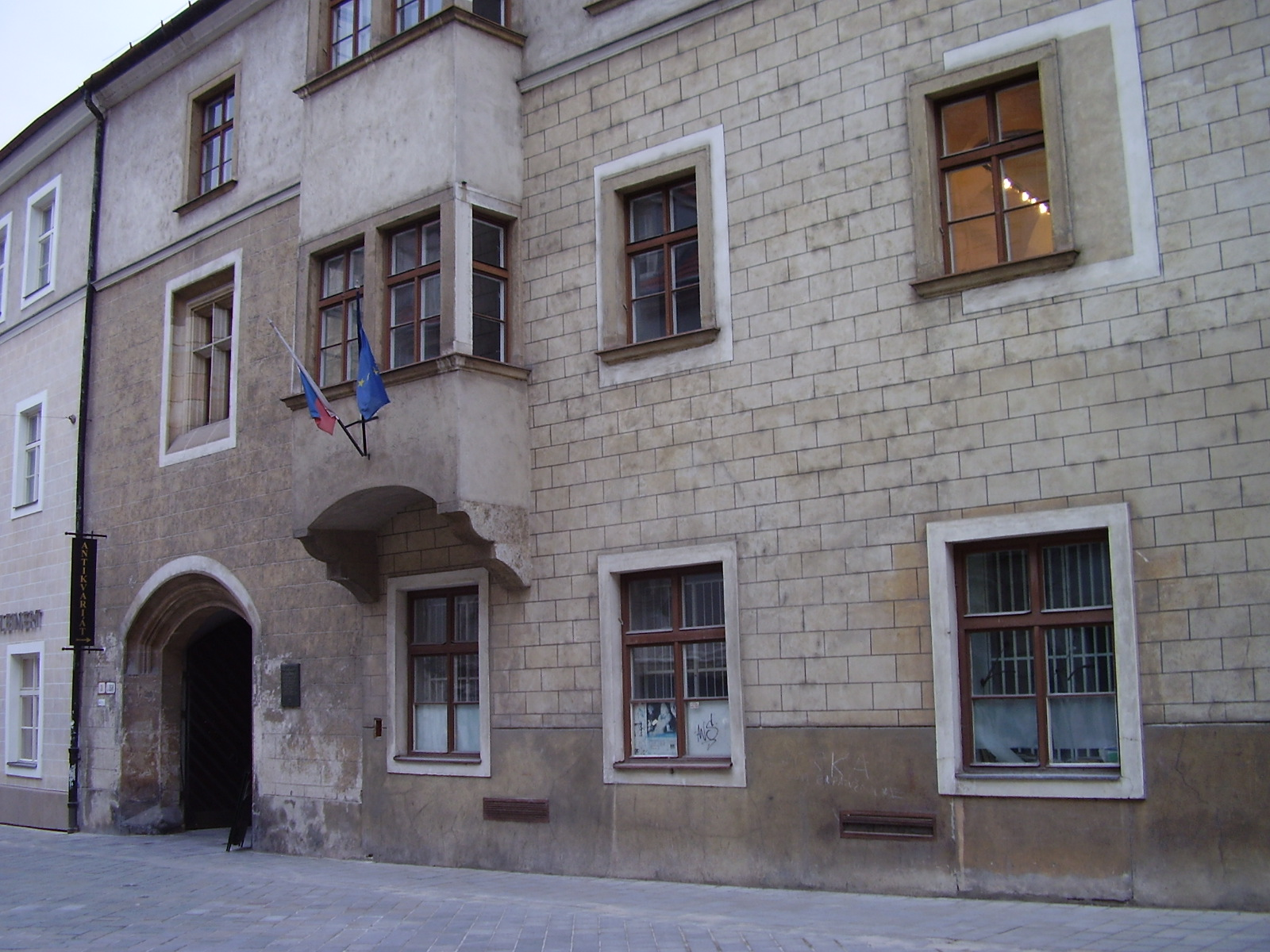
Antic edifici de la Universitat d'Istropolitana.

Eslovàquia és durant el Renaixement una font de riquesa per a Hongria. El país es troba força desenvolupat gràcies a les mines or, argent i coure. El quart del pressupost del regne hongarès provenia d'Eslovàquia. Compta al voltant de 550.000 habitants i cap al final de l'humanisme, tenim al voltant d'1 milió de persones. Eslovàquia ha estat sempre un punt estratègic vulga ser a les guerres contra els regnes cristians veïns, vulga ser a les guerres contra el sud, més concretament contra els otomans. La varietat multiètnica del regne hongarès dona a més de tot això avantatges a Eslovàquia en el sentit que es nodrix de la diversitat interna i externa. Per tot això Eslovàquia presenta bones condicions durant el Renaixement per fer florir-hi l'art, el pensament i les ciències.
En trobar-se en una situació política de federació, Eslovàquia és aleshores un feu proper a la cultura de l'Europa occidental i degut a això, participa dels corrents protestants i de les revoltes contra la casa dels Habsburg. D'aquesta manera el país es va veure influenciat pel Renaixement artístic italià i per les idees reformadores que venien directament de Bohèmia, al nord. Entre el 1500 i el 1540 neix tota una primera literatura eslovaca nodrida de l'ideal renaixentista. Cap al segle xvii l'humanisme i la literatura eslovaca atenyen el seu gran apogeu, entre més, gràcies a la literatura barroca. La major part dels intel·lectuals eslovacs vivien fora de les seues fronteres. La composició d'estats obligava justament a un escenari d'aquests. Allò que podria parèixer a simple vista un desavantatge, es va tornar en tot el contrari i l'humanisme eslovac va nodrir-se de tots els corrents que venien de fora i que s'importaven mitjançant aquests intel·lectuals nacionals que es veien forçats de trobar-se fora del país natal.
L'humanisme que es viu a la cort hongaresa, d'altra banda, afig més elements per a la innovació intel·lectual eslovaca de l'època. La universitat d'Istropolitana, tot i que de curta existència, es va tornar en un nucli neuràlgic del desenvolupament intel·lectual del país. Construïda sota el model de la Universitat de Bolonya, va tenir un paper fonamental en la difusió de les idees protestants car la influència que exercia el moviment hussita feia d'Eslovàquia un pas privilegiat per al protestantisme en direcció de Sèrbia o Croàcia. Això es va detectar ben aviat i la casa dels Habsburg ja va posar-ho tot pel tot afí de tornar la Universitat d'Istropolitana un tampó contra el protestantisme.
Tot amb tot, la universitat i l'humanisme eslovacs van donar figures com els astròlegs Johann Millier Regiomontanus de Kônigsberg (1436-1476), Martin Bylica de Okulsz (1433-1493), els professors en dret Peter de Verona, Erasmus Aldman, Martin Bylica, o teòlegs com ara Mateu Gruber de Medlin. L'ambient intel·lectual que va procurar Eslovàquia a la Cort hongaresa va contribuir a la formació de personatges com Beatriu d'Aragó.

### La invasió otomana

#### El problema protestant
En aquest batibull d'ètnies els Habsburg es troben davant un problema major. La composició d'estats d'estats torna allò que era un avantatge en un desavantatge. La diversitats d'opinions i el vallassatge constant no facilitar mitjans de coerció eficaços contra la dissidència. A Bohèmia el moviment hussita esparvera tot Europa i progressivament conquesta el continent. Europa crema. Els catòlics no accepten els protestants, els protestants no accepten els catòlics. Rere hi ha igualment ambicions polítiques. Les monarquies veïns ja voldria desfer-se del gran poder que ostenten els Habsburg.
La corona vol doncs tenir una població sota un mateix ideal religiós per tal d'evitar les secessions. Això volia significar que en cas de separació, es debilitava la seua força i, això era el que cercaven, precisament les monarquies veïns als Habsburg. La unitat imperial es torna doncs un motiu d'estat i davant d'això es torna més que prioritari callar tot el moviment hussita. I, justament, la composició d'estats en estats es torna un problema perquè no hi ha cap mitjà veritable de coerció.
A Hongria, Eslovàquia, Txèquia, Alemanya, Suïssa o Àustria, les noves idees impregnen, avancen i la monarquia universalista no hi conjuga. Les revoltes esclaten i es traslladen a França, Anglaterra, Escòcia i als Pirineus, més enllà i tot. Hongria troba el protestantisme un problema abreujat per doble. No només hi ha la vulnerabilitat de cara a les monarquies veïnes, sinó que es troba, tot començant el segle XIVè i XVè amb l'avançament otomà al sud. L'Imperi turc sembla haver vingut per quedar-s'hi i les incursions dels vaixells pirates a les costes catalanes i italianes no fan altra cosa que confirmar-ho. El protestantisme és doncs un perill abreujat per la unitat i la protecció de les fronteres del regne hongarès.

#### L'annexió otomana

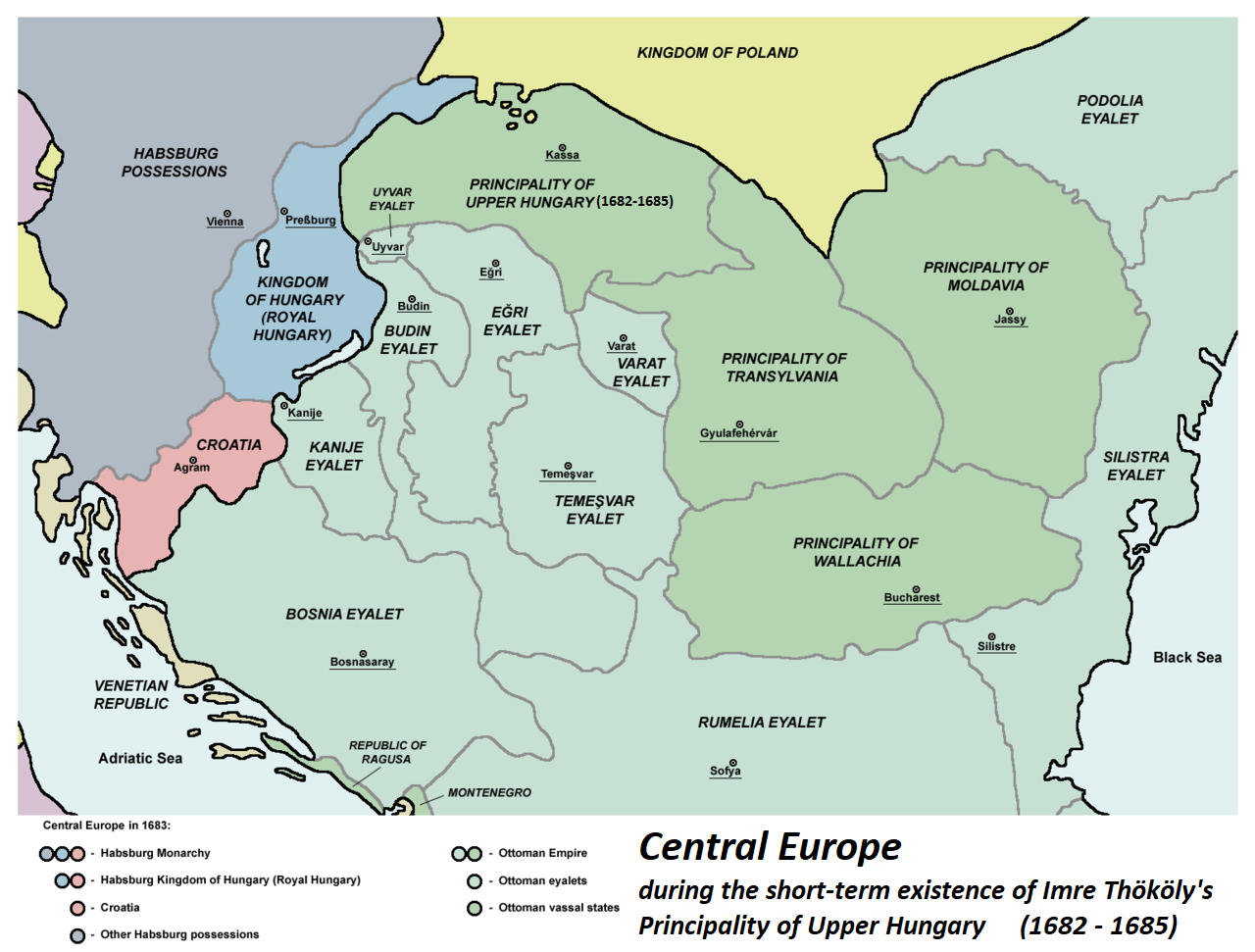
El Regne d'Hongria dividit: Royal Hungary (Hongria reial: sota el control dels Habsburg), Ottoman Hungary (Hongria otomana) i Principality of Transilvania (El Principat de Transsilvània)

El 1541 el soldà Solimà va resoldre avançar cap a la ciutat de Buda --part occidental de Budapest--, seu reial, per ocupar-la. El sultà ordenà que es creés una organització politicoadministrativa a la regió central d'Hongria anomenada Wilaya de Buda, designant un paixà per governar-la. Transsilvània estava aleshores governada per la vídua de Joan de Zápolya, la reina Isabel Jagelló, que actuà de regenta mentre el nounat Joan Segimon de Zápolya feia la majoria d'edat per governar. La regió de Transsilvània es trobava cada vegada més allunyada de l'esfera d'influència dels Habsburg, i Ferran I de mica en mica deixava de mantenir les seues pretensions sobre l'est del país.
D'altra banda, les regions occidental i nord del Regne hongarès passaren a Ferran I, el germà de l'emperador germànic, que governà com a rei de l'Hongria lliure de l'islam. No obstant això, el soldà va decidir conquerir aquests territoris i va emprendre una campanya per sotmetre'ls a la Wilaya de Buda.

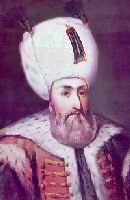
Solimà I el Magnífic

El 1552, al sud del Regne d'Hongria, a la frontera amb Transsilvània, l'exèrcit del paixà Ahmed va prendre la ciutat de Temesvár (l'actual Timișoara a Romania), i poc després els exèrcits unificats dels paixàs Alí i Ahmed avançaren cap al nord-oest de Transsilvània a la ciutat de Várad, la qual va ser conquerida després d'un llarg setge. Eixe mateix any, les tropes del paixà Alí ocuparen la fortalesa de Drégely, al nord d'Hongria, assegurant-se així el control sobre la regió central del regne. El 1552, també les forces turques van assetjar la ciutat d'Eger al nord, gràcies a la seua posició i a la logística emprada pels seus defensors; els otomans van ser derrotats i van ser forçats a retirar-se'n. Durant els anys següents, va haver-hi tot de batalles menors entre hongaresos i turcs. En morir Ferran I el 1564, el seu fill Maximilià II va succeir-lo en el tron i en el control sobre els territoris hongaresos no islàmics.
Després de morir Ferran I, el capità de la ciutadella hongaresa de Szigetvár, el comte Miklós Zrínyi, va negar-se a pagar el tribut al soldà otomà, i això provocà la ira de Solimà, i com a càstig envià més de mil soldats otomans per assetjar-la. El 1566 el sultà mobilitzà els seus exèrcits cap al sud-oest de Mohács, on va tenir lloc la Batalla de Szigetvár, fortalesa hongaresa que estava defensada per Zrínyi i per 2.500 guerrers. El setge durà més d'un mes. De sobte, va morir Solimà I el Magnífic a causa d'una malaltia al seu campament. Això no modificà gens el curs del setge, però, i els turcs continuaren avançant per les muralles de la ciutat, fins que el capità Zrínyi fou capturat i decapitat juntament amb els seus últims soldats.
La mort de Solimà va crear un cert caos a l'Imperi Otomà i de seguida Selim II va succeir el seu pare. El 1568, se signà la pau d'Adrianòpolis entre l'emperador germànic Maximilià II i el nou soldà Selim II, en què s'estipulava que l'emperador havia de pagar cada any 30.000 peces d'or al soldà com a tribut, i s'havien de suspendre les incursions de totes dues faccions en territoris enemics. D'altra banda, el 1570, l'emperador i Joan Segimon de Zápolya signaren l'acord de Speyer, en què es declarava la independència de Transsilvània, i fou reconeguda com el Principat de Transsilvània, forçant així el comte Joan Segimon de Zápolya a renunciar a les seues aspiracions reials sobre els territoris anteriorment sota control de Ferran I i ara de Maximilià II. L'emperador germànic fou aleshores coronat com a rei absolut dels hongaresos i se segellà així la separació d'Hongria en tres regions politicoadministratives independents.
Hongria queda doncs així:
- Hongria reial, sota mans Habsburgs
- Principat de Transsilvània tributària de l'Imperi Otomà
- Hongria otomana, sota mans otomanes

Eslovàquia es deslliura de ser dins de l'Imperi Otomà i queda en mans de l'Hongria reial.

#### Reforma i contrareforma
El moviment protestant reformador iniciat pel monjo agustí Martí Luter va popularitzar-se molt aviat al Regne d'Hongria, a la Wilaya de Buda i al Principat de Transsilvània. Després de la batalla de Mohács (1526), l'Església catòlica romana va patir un període d'afebliment a Hongria. Nombrosos sacerdots, bisbes i arquebisbes catòlics van morir en aquella batalla, bo i deixant un camp obert per a nous religiosos d'estrats inferiors que simpatitzaven amb la Reforma protestant. Molts nobles hongaresos, així com alemanys i francesos, van veure en la Reforma l'oportunitat de desfer-se del pagament del delme i de la supervisió de l'Església catòlica, així que ajudant-se dels seus vassalls foren passant a poc a poc al luteranisme.
L'Hongria reial és en aquest context per a Eslovàquia, un territori força xiquet, que no té altra feu més que la mateixa Eslovàquia. La seua capital se situa a Presburg, nom alemany de Bratislava, capital actual d'Eslovàquia. Eslovàquia, que patix com Hongria, les incursions otomanes, participa activament a les revoltes contra Àustria. La majoria de la seua població adherix ràpidament al luteranisme després de 1526 i socorre l'armada cap al final del segle xvi.
Les escoles protestants eren més i méspopulars a ciutats com Bratislava, Sopron, Szárlőrinc o Sárvár, així com als assentaments saxons al Principat de Transsilvània. De la mateixa manera, el nou moviment religiós de Jean Cauvin, conegut com a calvinisme, va seguir les passes del luteranisme i la regió nord-est del Regne hongarès va capbussar-se tant en la nova confessió cristiana que la ciutat de Debrecen va ser anomenada la Roma calvinista de l'època. A causa de l'enemistat i constants guerres dels otomans i els Habsburg, com a principals representants del cristianisme a l'Europa central, molts cops els turcs s'aliaren amb els protestants en comptes d'aliar-se amb els catòlics.
A la Wilaya de Buda, la zona ocupada pels otomans, els hongaresos no van ser obligats a convertir-se a l'islam. Això no obstant, aquells que eren cristians havien de pagar imposts més alts que els musulmans. L'Hongria reial, sota influència germànica, va continuar en gran part catòlica, i el nou orde religiós dels jesuïtes va introduir-se als territoris hongaresos tot introduint-hi també la Contrareforma. El 1571, va morir el príncep transsilvà Joan Segimon de Zápolya, i va succeir-lo en el tron el comte Esteve Bathory I, que era catòlic, i de seguida va començar a obrar per assegurar l'èxit de la Contrareforma.

#### La Guerra dels Quinze Anys (1591-1606)

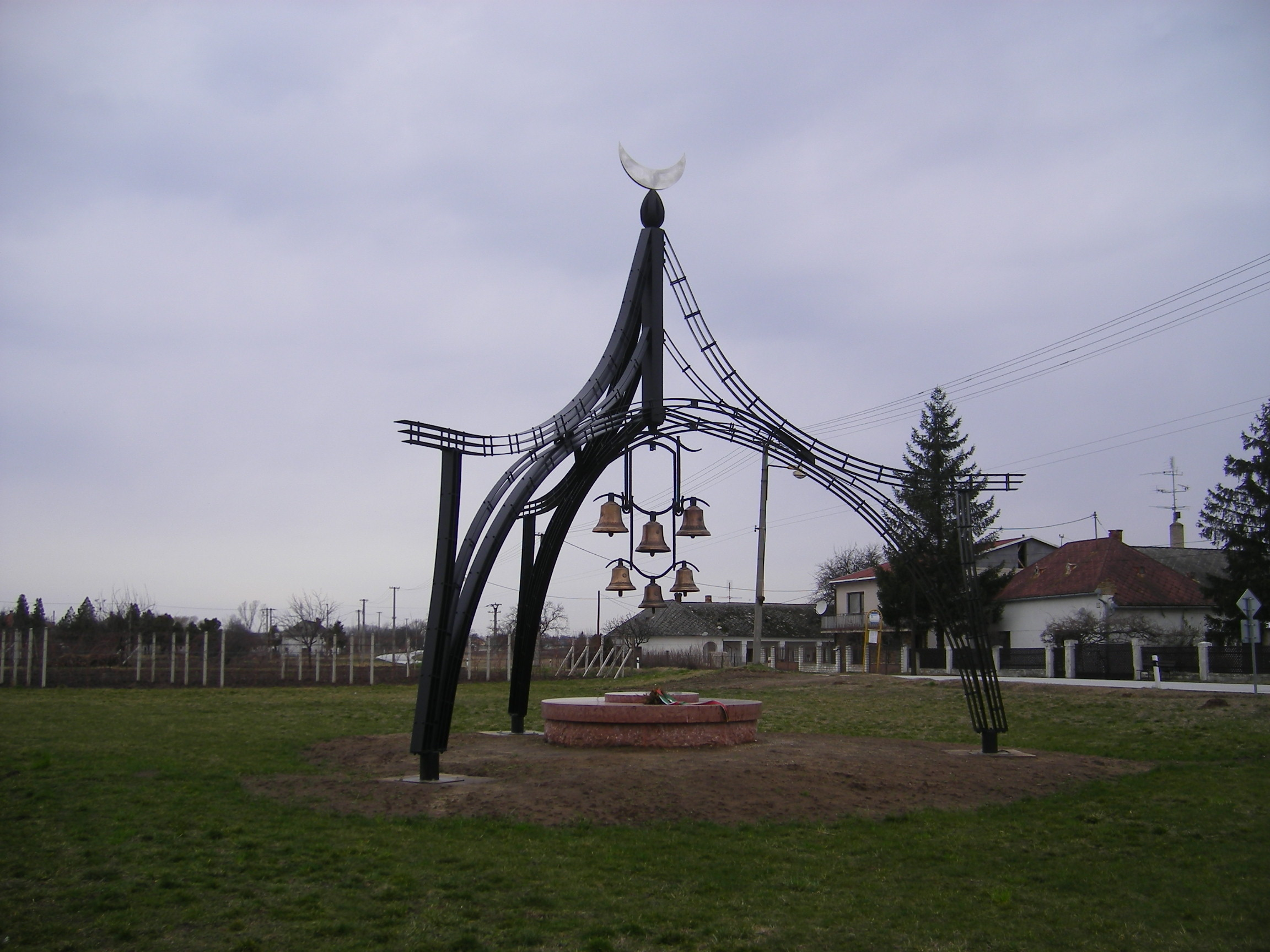
Monument a la Pau de Zsitvatorok a Radvaň nad Dunajom (Eslovàquia)

La situació cada vegada va fer-se més hostil entre el món cristià i el món musulmà, tot generant enfrontaments entre hongaresos i germànics contra els turcs fins al 1593, quan va esclatar de nou la guerra. Es varen oposar essencialment Rodolf II del Sacre Imperi Romanogermànic i els tres sultans otomans, Murad III, Mehmed III i Ahmet I. La Llarga Guerra Turca va arribar al seu final amb la Pau de Zsitvatorok signada l'11 de novembre del 1606.
La pau de Zsitvatorok va retarda la conquesta d'Hongria per part dels Habsburgs de mig segle però va confirmar la incapacitat dels otomans per penetrar més enllà d'Hongria. Constituïx alhora la primera desfeta estratègica contra l'Imperi Otomà. Allò més important per a Eslovàquia, és que va fixar les fronteres entre Àustria, Hongria i l'Imperi Otomà. Eslovàquia quedaria doncs durant uns quants anys més sota l'autoritat dels Habsburg.
Havent-se reconstituït novament les fronteres, Eslovàquia coneix d'ençà un període de pau i estabilitat. L'activitat econòmica, que s'havia afeblit en favor d'Hongria, va reprendre a mitjan segle i l'any 1793 es crea la primera Societat de Ciències Eslovaca.

### Domini austríac eslovacohongarès

#### Expulsió dels otomans
Mentre el Principat de Transsilvània es torna una potència protestant, l'Hongria reial, en mans habsburgeses, de la branca austríaca, torna a veure's en guerra contra l'Imperi Otomà.
Tenim dos conflictes bèl·lics durant el segle xvii:
- Guerra austro-turca (1663-1664)
- Gran Guerra Turca (1683-1699)

La causa de la guerra de 1663 va ser la invasió de Polònia l'any 1658 pel Príncep Jorge Rákóczi II de Transsilvània, sense el permís de la Sublim Porta. Transsilvània, després de la Batalla de Mohács l'any 1526, va reconèixer la sobirania otomana i va retre homenatge a la Porta i, a canvi, va rebre autonomia política i religiosa. A l'assabentar-se de la guerra no autoritzada de Rákóczi, els otomans van declarar la guerra al seu vassall.
Després de l'èxit dels cristians a Viena el 1683 contra els otomans, la Santa Lliga, organitzada pel papa Innocenci XI i encapçalada per Leopold I, va decidir envair el territori hongarès sota domini otomà, i el 1686 van començar a assetjar la ciutat de Buda, que era la principal ciutat sota domini turc des del 1541. Intenció, reconquistar i expulsar els otomans d'Europa.
Durant l'administració otomana, parts del territori de l'actual Eslovàquia es van incloure a les províncies otomanes conegudes com Budin Eyalet, Eğri Eyalet i Uyvar Eyalet. Uyvar Eyalet tenia el seu centre administratiu al territori de l'actual Eslovàquia, a la ciutat d'Uyvar (en eslovac: Nové Zámky).
El setge durà tres mesos, des del 18 de juny fins al 2 de setembre. Si bé va haver-hi grans pèrdues en tots dos bàndols, van guanyar els cristians, que van expulsar els turcs de la ciutat i van ocupar la regió, fet que es coneix com l'alliberament de Buda de 1686. El 1687 l'exèrcit de Leopold I va envair Transsilvània, obligant Miquel Apafi I a reconèixer la superioritat de l'emperador. Les forces imperials continuaren desplegant-se per tot el regne, tot ocupant ciutats regides tant per turcs com per hongaresos que no estaven disposats a acceptar el règim absolutista de Leopold I.
A l'acabar la guerra, els austríacs havien canviat decisivament l'equilibri de poder dels otomans. Els Habsbur annexionen l'Hongria otomana i la Transsilvània. Els otomans queden expulsats de tot Hongria.
Després de l'expulsió dels otomans de Budin (que més tard es va convertir en Budapest) el 1686, es va convertir en la capital del Regne dels Hongsars dels Habsburg. Tot i viure durant diversos segles sota l'administració hongaresa, dels Habsburg i dels otomans, el poble eslovac va aconseguir mantenir la seua llengua i la seua cultura. El país va patir a causa de les guerres contra l'expansió otomana. Durant les guerres es van produir moltes pèrdues de vides i béns i també va perdre pràcticament totes les seues riqueses naturals, especialment l'or i la plata, que van sufragar els costosos i difícils combats d'una guerra endèmica. A més, la doble imposició d'algunes zones era una pràctica habitual, que empitjorava encara més el nivell de vida de la població en declivi dels assentaments locals.

#### Guerra de Successió Espanyola
A la Guerra de Successió Espanyola Hongria aprofita l'avinentesa per fer la guerra contra Àustria. Havent fet fora els otomans, la branca austríaca es va quedar amb tota Hongria, és a dir, amb Hongria i els seus estats valls. Eslovàquia en feia part. La Guerra de Successió Espanyola afrontà França i Anglaterra pel domini del comerç d'esclaus i de les colònies d'Amèrica a la península ibèrica. A la mort del rei hispànic, dos pretendents al tron porten Europa a una nova guerra per l'hegemonia mundial. França té dret al tron hispànic, però la branca austríaca dels Habsburg també. El rei hispànic deixa en testament el tron al net de Lluís XIV. Això no agrada gens ni mica a Anglaterra perquè permet unir la corona hispànica amb la francesa, és a dir, unir les colònies franceses i hispàniques. Així doncs Anglaterra declara la guerra a Castella i convida per a l'ocasió antics territoris recentment emancipats com ara Portugal.
Hongria es col·loca dins el bàndol francès perquè Àustria es troba en el bàndol contrari. La intenció és fer secessió d'Àustria. Eslovàquia és en mans hongareses i austríaques al mateix temps. Hongareses perquè ha estat sotmesa temps ençà pels magiars. Austríaques perquè amb l'expulsió dels otomans, tota Hongria és propietat dels Habsburg. No constituïx res més que una regió més. És un feu i prou. No té corona, no té monarca propi i com moltes altres feus austrohongaresos, té llengua pròpia però això no és motiu de res a l'Europa de la Guerra de Successió Espanyola. La seua destinada es troba doncs en mans hongareses. De l'èxit o no d'Hongria, depèn de trobar-se després de la guerra, dins d'Àustria o d'Hongria.
És doncs sota Francesc Rákóczi II que s'inicia l'anomenada Guerra d'Independència Hongaresa. El 1701 escrigué a Lluís XIV de França aprofitant l'enemistat entre els Borbons i els Habsburg, però la carta fou interceptada i l'emperador va posar-lo sota arrest domiciliari el 18 d'abril a Hongria. Francesc, però, n'escapà el 7 de novembre cap a Polònia. El suport a la secessió hongaresa no les va tenir totes. La noblesa hongaresa no hi estava d'acord, car considerava l'afer independentista una revolta de camperols. Això, però, no significà cap impediment, i el 1704 les seues tropes varen ocupar gran part del Regne d'Hongria, aprofitant que els Habsburg havien de lluitar en molts fronts alhora.
El 1704, l'alt comandament dels rebels hongaresos de Transsilvània va escollir Francesc Rákóczi príncep de Transsilvània i continuà, doncs, la guerra contra l'exèrcit imperial austríac en diverses regions del Regne d'Hongria. En morir Leopold I el 5 de maig de 1705, el seu fill, Josep I, va succeir-lo en el tron, i va haver d'afrontar tant la Guerra de Successió Espanyola com la Guerra d'Independència de Rákóczi.
Més endavant, el setembre de 1705, l'assemblea de Szécsény va nomenar el líder dels hongaresos Francesc Rákóczi II príncep, i va constituir-se un senat de 24 membres que operava amb Rákóczi. El resultat de les batalles era variat, i el 1706 les forces rebels de Rákóczi van veure's forçades a retirar-se a poc a poc davant la força imperial. Després d'una sèrie de batalles, Rákóczi va romandre ferm en la seva campanya i el 13 de juny de 1707 declarà oficialment a l'assemblea d'Hongria d'Ónod que els Habsburg estaven usurpant el tron hongarès, fet que generà una escomesa més violenta per part de les forces imperials. El 3 d'agost de 1708 va tenir lloc la Batalla de Trencsen, en la qual Rákóczi va caure del cavall i va desmaiar-se. Com que els soldats van creure que era mort, van retirar-se'n i la batalla va concloure amb una victòria dels Habsburg.
Ja que era imminent un nou tractat, Rákóczi començà a apaivagar les seves escomeses contra els Habsburg, i davant la desconfiança de la capacitat de negociació del nou emperador Josep I, abandonà el regne el 21 de febrer de 1711 i va marxar a Polònia. El baró Alexandre Károlyi va quedar-se aleshores al comandament de les forces de Rákóczi i començà a negociar la pau amb l'emperador. Tanmateix, el 17 d'abril va morir l'emperador Josep I i el seu germà Carles VI pujà al tron i continuà amb les negociacions. D'aquesta manera, el 30 d'abril de 1711 se signa la pau de Szatmár entre els rebels hongaresos i els imperials, tancant el capítol d'alçaments anti-Habsburg.

#### Guerra de Successió Austríaca

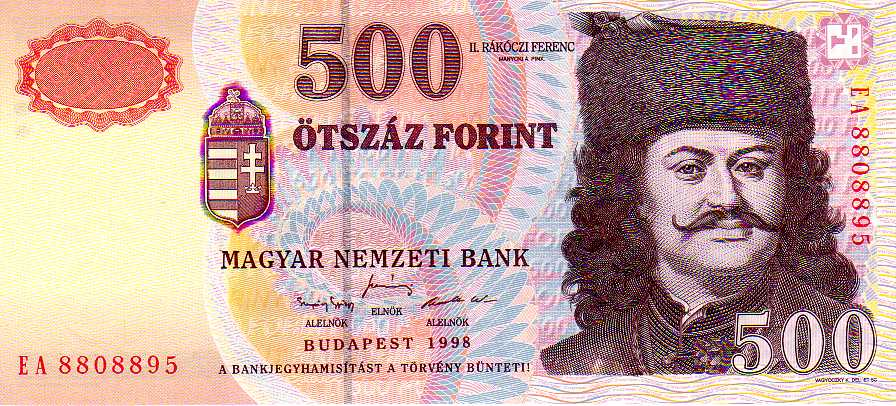
Francesc Rákóczi II en un bitllet de 500 florins

El destí d'Eslovàquia va tornar a disputar-se amb la Guerra de Successió Austríaca. Altre cop el territori nacional eslovac es trobava en mans hongareses i austríques. De la batalla final, el país hauria de ser repartit d'una banda, entre les dues bandes o a l'altra banda. El gran perill era tornar a ser dins l'Imperi Otomà. Hongaresos i austríacs tornen a la defensa i s'uneixen contra els otomans.
El 1713 acabà la Guerra de Successió espanyola amb el tractat d'Utrecht, reafirmant-se la supremacia dels Habsburg als seus territoris. Això no obstant, el fill de Leopold I tenia un problema, i és que el nou emperador germànic i rei d'Hongria Carles VI, davant la falta d'hereters, havia previst l'emissió del document conegut com a pragmàtica sanció. S'hi estipulava que la seva filla Maria Teresa, tot i ser dona, podia succeir-lo en el tron, conservant així el cognom dels Habsburg en els seus fills, sense importar qui va ser llur pare.
Els otomans ataquen el 1715 el Regne d'Hongria, confiats que Carles VI era feble després de la guerra contra França. Van dur-se a terme diverses campanyes contra els otomans (1716-1718), i els exèrcits hongarès i imperial unificats reconqueriren la major part de Valàquia i de Sèrbia, expulsant-ne els turcs. El soldà Ahmet III i Carles VI signaren el tractat de Passarowitz el 1718, a partir del qual els turcs van retirar-se definitivament de les regions que ocuparen durant 164 anys. Després d'aquests conflictes, la Gran Assemblea d'Hongria i la Gran Assemblea de Transsilvània acceptaren i reconegueren la pragmàtica sanció de Carles VI, no sols acceptant-lo com a sobirà dels hongaresos, sinó també reconeixent els seus desitjos successoris pel que feia a la seva filla. El 1731 Carles VI sanciona la Carolina Resolutio, en què es legalitzaven les confessions religioses protestants (calvinista, luterana i unitària) al Sacre Imperi Romanogermànic i al Regne d'Hongria.
El 1736 Maria Teresa es casà amb el duc Francesc I, que era regent d'Hongria des del 1732, quan encara l'imperi havia de fer front a l'amenaça turca. Carles VI continuà amb les seves campanyes contra els otomans el 1737, tot i que fou expulsat de Sèrbia el 1738 per les forces otomanes que van conquerir novament aquella regió. Aquests enfrontaments van concloure amb el tractat de Belgrad, segons el qual la part oriental de Valàquia i Belgradtornaven a formar part de l'Imperi Otomà.
El 1740 mor l'emperador, i puja per fi al tron Maria Teresa, ja casada amb Francesc I. De seguida el rei Frederic el Gran de Prússia manifestà el seu desacord i mobilitzà el seu exèrcit cap a la regió de Silèsia, sense reconèixer Maria Teresa i adjudicant-se a si mateix el dret de regnar en el seu lloc: això va desembocar en la Guerra de Successió austríaca.
Frederic el Gran annexionà Silèsia a Prússia i, d'altra banda, Carles VII va envair la regió septentrional d'Àustria, amb suport de tropes franceses. Urgentment, Maria Teresa es trasllada a Bratislava, una de les ciutats capitals del Regne d'Hongria, i es reuneix amb l'alta noblesa hongaresa per demanar-li ajut en el conflicte. Després de diversos enfrontaments, Maria Teresa signà la pau el 1742 amb Frederic el Gran i va renunciar a Silèsia, però a canvi de ser reconeguda en el seu càrrec de reina. La reina començà, doncs, a obrar per la defensa dels drets dels practicants de la fe cristiana ortodoxa a Transsilvània, i el 1743 fou coronada reina de Bohèmia a Praga. Com que Frederic el Gran no podia permetre-ho, va llançar el seu exèrcit contra Praga, però les tropes de la reina van expulsar-lo de Bohèmia. El 1745, les forces imperials van avançar fins a Baviera al comandament del general hongarès, el comte Carles Batthyány, derrotaren l'emperador usurpador i escolliren en lloc seu Francesc I, marit de Maria Teresa. Fou aleshores que va signar-se de nou la pau, en la qual Silèsia va quedar en territori prussià.
Durant les següents dècades la reina continuà amb una política de reafirmació del seu poder als estats germànics, tot conduint campanyes encapçalades per diversos generals hongaresos, com el comte András Hadik. El 1765, va morir el seu marit i immediatament després el seu fill gran, Josep II va pujar al tron. Eslovàquia, després d'haver participat del costat hongarès, torna a mans Habsburgeses.

### Revolució Francesa

#### Despotisme il·lustrat

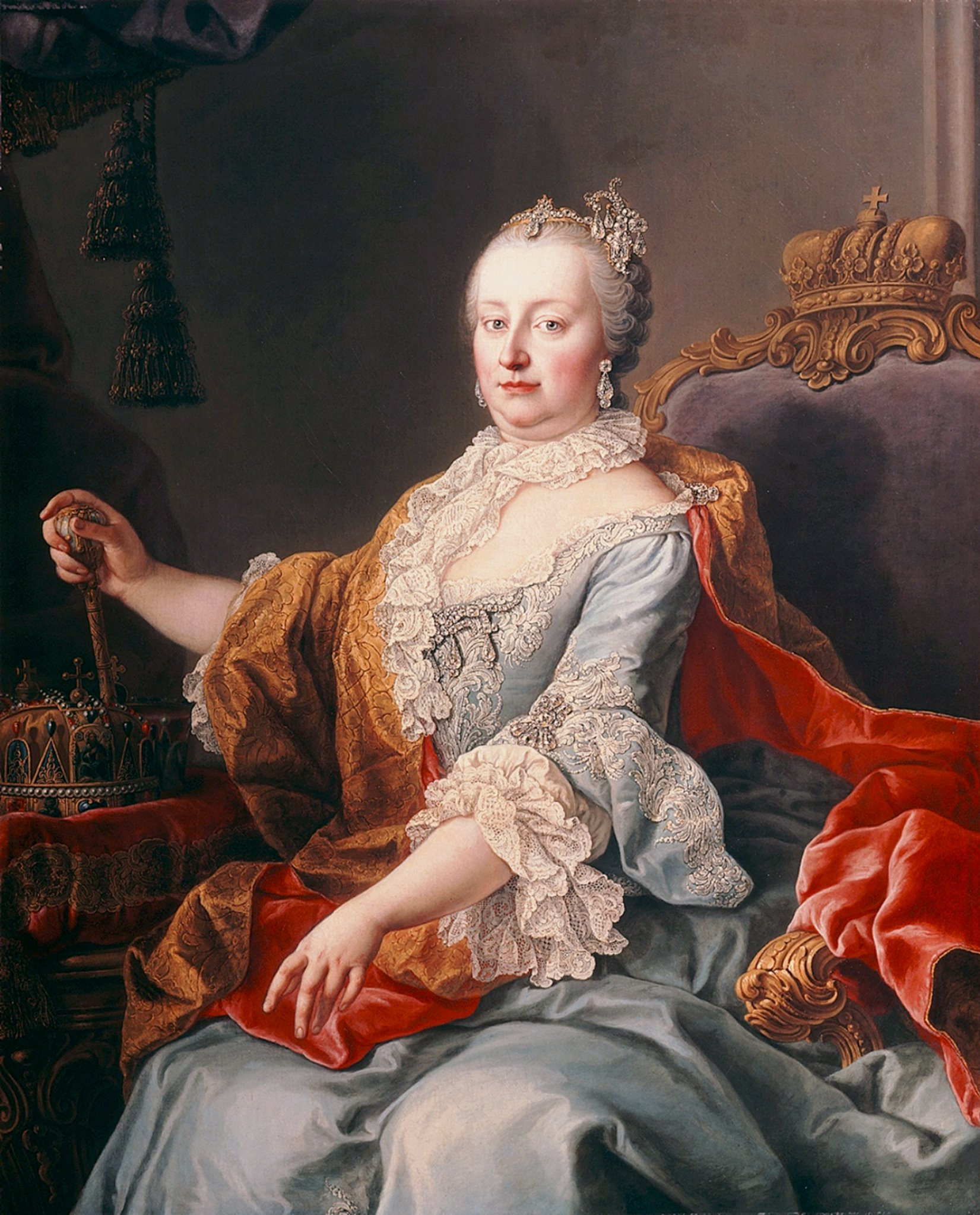
Retrat de Maria Teresa d'Àustria.

El despotisme il·lustrat és un concepte polític sorgit durant la segona meitat del segle xviii a Europa característic de les monarquies absolutistes i sistemes de govern de l'Antic Règim influenciat per les idees de la Il·lustració, segons les quals les decisions humanes són guiades per la raó. Eslovàquia també va viure reformes importants vingudes d'aquest despotisme il·lustrat.
La cara de la Il·lustració a Eslovàquia duu dos noms:
- Maria Teresa d'Àustria
- Josep II del Sacre Imperi Romanogermànic

Les guerres per l'hegemonia imperial del món varen propiciar un cert camp abonat per a les reformes. Maria Teresa d'Àustria va aprofitar les conseqüències de les guerres per emprendre reformes agràries. Josep II, per la seua banda, va posar en marxa tot un projecte que inclou les reformes que tot seguit s'exposen:
- Deslliga l'Església del finançament estranger i secularitza l'estat
- Publica un edicte dit de tolerància amb el qual es dona llibertat de culte
- El casament és considerat per primera volta una unió civil i no religiosa
- S'admet el divorci civil
- Supressió de la companyia dels jesuïtes
- Supressió i centralització de totes les lògies maçòniques en una única i exclusiva lògia
- Els sermons eclesiàstics són censurats
- Desmantellament dels béns del clergat secular i regular
- Redacció d'un codi criminal i d'un altre de civil

Totes aquestes reformes són no sempre ben acceptades i varen generar violència.

#### Guerres napoleòniques
Els Habsburg reforçaren la seua presència a Bohèmia durant les Guerres de la Revolució Francesa. França va declarar la guerra contra Hongria i de retruc això comportava igualment la declaració contra Bohèmia. A Hongria l'ambient era revolucionari, no tant per les idees de la Il·lustració, sinó per la voluntat de l'Antic Règim de fer secessió d'Àustria. Eslovàquia, al vell mig, acabaria sent repartida.
Eixit de França en direcció d'Europa, Napoleó Bonaparte juga les seduccions. Envia una carta amb què restablix el coprincipat andorrà. Tot seguit diu garantir la independència de San Marino. En passar a Liechtenstein diu reconèixer la seua independència. I, de passada, l'espionatge fa escalada a Hongria. Hongria no acaba d'entendre què vol dir això de la Il·lustració. Esbiaixa el contracte social de Rousseau i posa en marxa tota una propaganda nacionalista en què s'introduïx per primer cop un corrent cultural en llengua hongaresa. Amb vista d'avui, s'assimila i molt a la construcció nacional que fa Castella durant el segle xviii i XIX d'Espanya. L'objectiu és fer secessió d'Àustria. L'espionatge francès ho sap i Napoleó envia doncs cartes a Hongria tot incitant-la a recuperar la seua independència. Li promet, tal com havia fet amb els microestats europeus, independència, comerç i bon tracte.
Retornem a la Península ibèrica. Després de restablir altre cop el coprincipat andorrà, fa proclamar la independència de Catalunya. Fa reconèixer la seua llengua però, com a la resta d'Europa, la intenció és dissuasiva. Es tracta de tenir gent a favor seu. Tot seguit, annexiona Catalunya i Andorra. Annexiona igualment San Marino a Itàlia mentre que s'annexiona, de retruc, Bohèmia. Hongria podria haver estat annexionada igualment. Simplement, Napoleó en va fer una aliat, de circumstàncies o no, aquesta pregunta es podria posar a la taula de debat. La poca durada del seu imperi no permet saber com s'hauria articulat les invasions napoleòniques a Hongria.
És clar que a Hongria l'Antic Règim ha esbiaixat el principi contratualista de la Revolució Francesa i Napoleó Bonaparte ho sap perfectament. Li és igual, sempre que això li permete avançar en les seues ambicions imperials. Eslovàquia es troba immersa durant el segle xix entre Àustria i Hongria, dos estats autoritaris, gens il·lustrats que miren a tot preu germanitzar-ne o hongaritzar-ne la població.
La batalla d'Austerlitz es torna decisiva. Napoleó I va aconseguir vèncer i amb això es va ensumar el final de la Tercera Coalició. El 26 de desembre de 1805, l'Imperi Austríac i l'imperi Francès van signar el Tractat de Pressburg, amb el qual Àustria va sortir de la guerra, reforçant el Tractat de Campo Formio i el Tractat de Lunéville, cedint territori als aliats alemanys de Napoleó, i va imposar una indemnització de 40 milions de francs als derrotats Habsburgs. A les tropes russes se'ls va permetre tornar a casa.
A la proclamació de l'Imperi a França per part de Napoleó, la filla de l'emperador austríac, es casa amb Napoleó i amb això se segella un dels episodis més rellevants de la història d'Europa. La victòria francesa a Austerlitz va costar-li a Àustria d'haver de cedir Venècia al Regne d'Itàlia (Napoleònic) i el Tirol a Baviera, i va permetre la creació de la Confederació del Rin, una col·lecció d'estats alemanys que servien de zona d'esmorteïment entre França i la resta d'Europa. És a dir, el Sacre Imperi Romanogermànic desaparix i passa a ser història. Els Hasburgs són tocats de ple.
L'emperador Francesc II d'Àustria manté el seu títol i això fa passar Bohèmia en l'òrbita d'Àustria. Però, allà on tot semblava perdut, les coses es redrecen a Rússia. Napoleó hi perd mentre troba dificultats a la Península ibèrica. L'Imperi francès no arriba a envair Portugal per bé que hi penetra amb les seues tropes i mira de fer front a l'ajuda que hi havia enviat Anglaterra. El bloqueig continental a Anglaterra tampoc no ha donat tots els fruïts desitjats. Catalunya es rebel·la contra l'ocupant i Castella inicia la guerra contra França. L'any 1812 Àustria ja negocia amb Rússia un retorn a l'Antic Règim.

#### Congrés de Viena

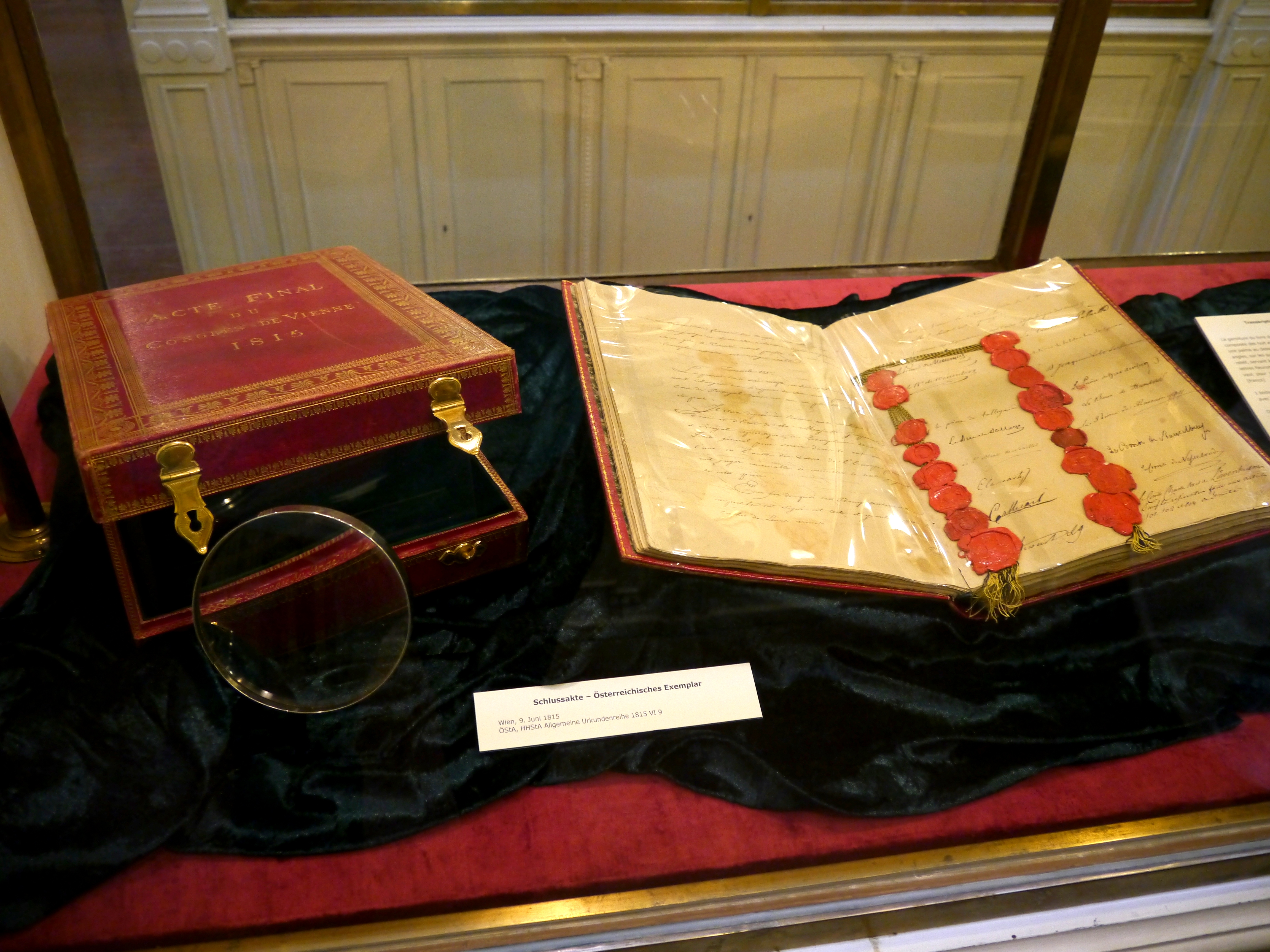
Acords de Viena

El Congrés de Viena va començar a Praga. Situem-nos primer en context. Durant la dècada dels anys 10 del segle xix Napoleó Bonaparte experimenta el seu auge i la seua decadència al mateix temps. La seua victòria a Txèquia fa pensar que no tindrà aturador però fracassa a Rússia. És aleshores quan l'Imperi Austríac canvia de bàndol. S'acosta a Prússia i Rússia a la Conferència de Praga del 1813. Fan pinya contra Napoleó i és derrotat a Waterloo.
Mentrestant, comencen les preparatius. Viena, capital de l'Imperi Austríac, esdevé l'epicentre del redibuix de les fronteres d'Europa. El mestre de cerimònia és el canceller austríac Klemens Wenzel Lothar von Metternich. S'hi convida totes les monarquies europees. L'objectiu era restablir l'Antic Règim. És a dir, restaurar l'absolutisme, el mercantilisme i tot el reguitzell de monarquies europees. Tot com era abans que esclatés la Revolució Francesa.
A la conferència, però, hi ha ambicions imperials de tota mena i els guanyadors es repartixen el continent com els convé, mentre les delegacions de les seues i de les monarquies convidades, gaudixen de balls, vins i festivitats de tota mena. Anglaterra vol evitar a tot preu que Rússia avance i arribe a tocar el mediterrani. Mira de posar el peu sobre punts estratègics per a la construcció del seu imperi marítim. Àustria, en canvi, la seua gran preocupació és que tot retorni a ser com era, això sí, si pot esgarrapar parts del Sacre Imperi Romanogermànic desaparegut, no se n'estarà. L'Antic Règim francès torna a la Conferència de Viena i mira de fer-s'hi lloc, pretextant que és la defensora dels més menuts. Es tracta sobretot de no ser tractada com un agent secundari, és a dir, imposar-se a les negociacions com a negociant més, encara que la Revolució Francesa haja esclatat. Prússia, finalment, mira de dibuixar les fronteres europees de manera a poder, posteriorment, començar la unificació d'Alemanya.
En tot això, Bohèmia i Eslovàquia no són més que una regió. Es troben en mans de Metternich i, segons les seues pròpies paraules, Itàlia "no és més que una expressió geogràfica". Això ja és dir prou perquè ens indica que considerava igualment Eslovàquia com una expressió geogràfica més. El país porta des de la caiguda de Roma ocupat i mai ha sigut independent. No gaudix de les autonomies que han pogut haver-hi a Bohèmia o Hongria. No pot ser altra cosa doncs que una expressió geogràfica. De fet, Metternich, molt d'Antic Règim, posa en marxa tot una màquina de repressió amb què mira de contenir la Revolució Francesa. Hongria que durant les guerres napoleòniques feia gala d'"il·lustrada" i divulgava expressament el nacionalisme hongarès ajudant-se dels serveis secrets, de cop i volta acompanya el Congrés i reprimix tota idea revolucionària, com podria ser la llibertat de premsa, de reunió, etc.
El Congrés prohibix les reunions, la divulgació de la premsa, queda bandejat el nacionalisme i tota expressió popular. Les repúbliques no poden existir i la legitimitat rau en la monarquia i el seu monarca. Les monarquies segellen una "Santa Aliança" amb què miren de protegir-se mútuament en cas que torne a esclatar una revolta. Això vol dir que a cada aixecament d'un membre de l'aliança, la resta haurà d'acudir-hi a protegir la monarquia per evitar que l'espelma es torne en un incendi.
Per tot això Eslovàquia viu aleshores un període de retorn a l'Antic Règim. Entre la repressió i les prohibicions, Eslovàquia o Txèquia són una perifèria de l'Imperi Austríac i res més que això. Una simple expressió geogràfica, en termes metternichans, que no té dret a veu. Eslovàquia és un feu i prou. Però, malgrat això, la realitat no és ben bé aquesta. A tot Europa la Revolució Francesa ha penetrat molt més del que sembla. Moltes monarquies del nord d'Europa han hagut d'acceptar una Constitució i fins i tot a la Península ibèrica, Espanya ha viscut una revolta liberal gairebé premonitòria per a la resta del continent. Bohèmia ha començat a prendre consciència que hi ha una identitat nacional, és a dir, hi ha penetrat el nacionalisme i, d'ara endavant, les turbulències seran l'autodeterminació del poble txec. És un model per a altres nacions, com són Eslovàquia, els Països Catalans, Romania, Itàlia, Noruega, Dinamarca, etc.

## Edat contemporània

### El moviment nacional eslovac (1815-1856)

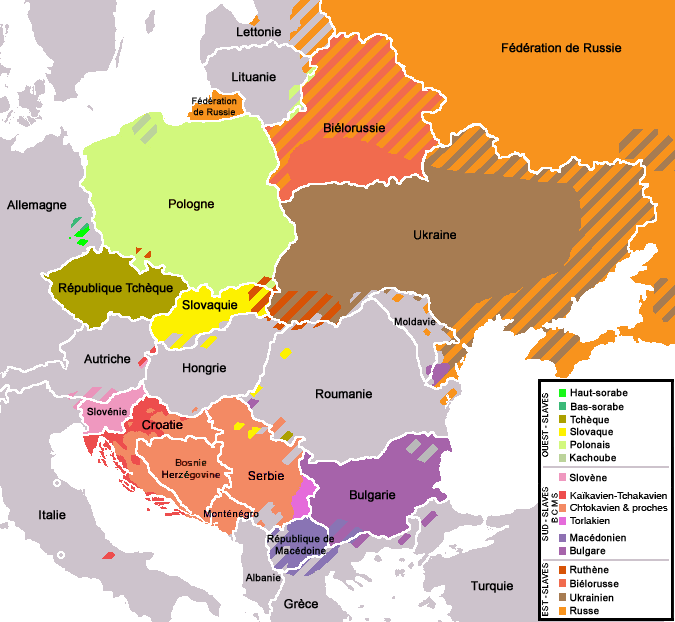
Distribució geogràfica de les llengües eslaves.

Durant el segle xviii va sorgir el Moviment Nacional Eslovac, inspirat parcialment en el moviment paneslau més ampli, amb l'objectiu de fomentar un sentit d'identitat nacional entre el poble eslovac. Avançat principalment per líders religiosos eslovacs, el moviment va créixer durant el segle xix. Al mateix temps, el moviment es dividia en la línia confessional i diversos grups tenien opinions diferents sobre tot, des de l'estratègia quotidiana fins a la lingüística.
La política de germanització que va posar en marxa l'emperador Josep II al final del segle xviii provoca una reacció magiar virulent perquè la política del monarca amenaçava l'existència de les llengües del regne d'Hongria (Llei de 1791, 1844, 1847). Mentre que escriptors com Pavel Šafařík i Ján Kollár, artesans del despertar txec i del paneslavisme, escriuen en llengua txeca, altres escriptors com L'udovit Štúr preferixen optar per la llengua eslovaca, tal com s'aprecia amb el Diari Nacional Eslovac (1845).
El paneslavisme és una doctrina política, cultura i social que posa el valor en la identitat comuna que compartixen els diferents pobles eslaus (polonès, txec, eslovè, croat, serbi, montegrí, bosniac, gorà, macedònic, búlgar, pomak, rus, belarús, ucraïnès o rutè) i, davant les polítiques de germanització i russificació dutes a terme entre Àustria, Alemanya i Rússia, propugnen una unió política de tots aquests pobles.
La promoció d'aquest paneslavisme comença, si no fa no fa, a la vegada que el pangermanisme. De conformitat amb la Revolució Francesa antics feus prenen consciència que tenen dret a fer sentir la seua veu en el si dels imperis hongarès, austríac o rus. El romanticisme alemany els contagia i degut a això mateix, neixen una mica per tot l'est d'Europa, moviments renaixentistes, és a dir, que s'assimilen al moviment dit "Resorgimento" italià. Però, ací, les direccions aniran en dues vies.
Des de Txèquia es proposa una unió paneslava mentre que a Polònia es preferix una secessió vulga ser d'Alemanya, de Rússia com de qualsevol altre territori. La qüestió és rellevant i constituïx la formació de l'Europa del segle xx. Txèquia era una perifèria, una regió de l'Imperi Austríac on l'alemany era la llengua d'estat. Trobem la mateixa situació a Eslovàquia. Centrem-nos en Txèquia per comprendre-ho. Si es parla de llengua és perquè inicialment el nacionalisme primerenc txec es va nodrir de la llengua. L'Imperi Austríac era molt divers. S'hi parlava serbocroat, txec, alemany, eslovac, dàlmata, hongarès o romanès. Dins d'aquest immens territori de parlars molt dispars Txèquia era una nacionalitat. Tornem ara a Eslovàquia. És, com Txèquia, una nacionalitat més, una perifèria més i un nínxol creixent de nacionalisme nodrit de la seua pròpia llengua, l'eslovac.
Nodrits pel romanticisme, es crea un moviment de Renaixença al voltant de la llengua txeca, polonesa, hongaresa o eslovaca. S'hi reforma l'ortografia, es dota de gramàtica, es fa escriure literatura, etc. Altres nacions d'Europa viuen els mateixos corrents. A Itàlia s'hi fa de l'italià l'element fundador de la nació. Noruega se separa de Suècia amb la llengua. Romania construïx la seua nació amb el romanès mentre la Renaixença catalana divulga el català amb els Jocs Florals. Fins i tot a França, on la propaganda fa creure tot el contrari, el francès és imposat per sobre del cors o el bretó. S'hi divulga el francès, fins i tot a les colònies. La resta no poden ser altra cosa que "patuesos". A França cal saber parlar francès per a ser francès.
El Congrés de Viena volia prohibir que s'expandira el nacionalisme a Europa. Ans al contrari, n'aconseguix allò que no vol. Les lleis de germanització topen amb les minories eslaves. I, davant la situació, es dibuixen dos camins, dues propostes nacionalistes:
- l'irredemptisme eslau
- la secessió de cada minoria

Però, a això, cal afegir-hi el llegat revolucionari a Hongria. Regne i imperi alhora durant tota la seua història, Hongria contesta les lleis de germanització però voldria aplicar el mateix model alemany sobre les seues minories, és a dir, sobre serbocroats, eslovacs, txecs, romanesos, etc.
La primera codificació d'una llengua literària eslovaca per Anton Bernolák a la dècada de 1780 es va basar en el dialecte de l'Eslovàquia occidental. Va ser recolzat principalment per intel·lectuals catòlics romans, amb centre a Trnava. Els intel·lectuals luterans van continuar utilitzant una forma eslovacitzada de la llengua txeca. Especialment Ján Kollár i Pavel Jozef Šafárik eren seguidors de conceptes paneslaus que subratllaven la unitat de tots els pobles eslaus. Van considerar els txecs i els eslovacs membres d'una sola nació i van intentar apropar les llengües. A la dècada de 1840, els protestants es van dividir a mesura que Ľudovít Štúr va desenvolupar un llenguatge literari basat en el dialecte del centre d'Eslovàquia. Els seus seguidors van subratllar la identitat separada de la nació eslovaca i la singularitat de la seva llengua. La versió d'Štúr va ser finalment aprovada tant pels catòlics com pels luterans el 1847 i, després de diverses reformes, continua sent la llengua oficial eslovaca.
De tot això es pot dir que, fet i fet, Eslovàquia es troba al vell mig del debat paneslaus mentre es veu reprimida siga per la banda hongaresa, com per l'alemanya. En aquest context, hi ha el naixement d'una Renaixença eslovaca que fa de l'eslovac, llengua d'unitat i secessió de Txèquia, Hongria, Àustria i Alemanya. El control hongarès es va mantenir estricte després del 1867 i el moviment es va veure restringit per la política oficial de magiarització.
Altres situacions a Europa de l'oest s'hi assimilen. Galícia a la Península ibèrica posseïx una llengua molt propera al portuguès. Hi ha en aquest àmbit discrepància en considerar-la o no una llengua a banda o un dialecte més del portuguès. Castella, d'ambicions imperials, com és el cas d'Hongria a l'est o d'Alemanya al centre, vol unificar tota la península sota un únic estat i una única llengua. Però s'hi parlen moltes llengües més, com és el català, el portuguès o el basc. Entre Portugal i Galícia hi neix un nacionalisme panlusòfon que voldria unificar els dos territoris així com Txèquia veia en l'eslovac un dialecte del txec. Mentre els Països Catalans s'inspiren d'Itàlia i promouen la seua Renaixença, on participa Andorra, Castella proposa a Portugal unir-se al seu projecte imperial que fa anomenar d'Espanya. Però, com en el cas alemany, rus i hongarès, Castella imposa una castellanització del seu territori i en vista de complir amb les seues ambicions hispàniques, procedix a espanyolitzar la societat del seu territori. Galícia opta, com Eslovàquia, per la secessió. Tot s'ha de dir, la Renaixença gallega és, a vista de la repressió hispànica, de poc abast. Portugal només veu a Galícia una llengua més.

### Primavera dels pobles

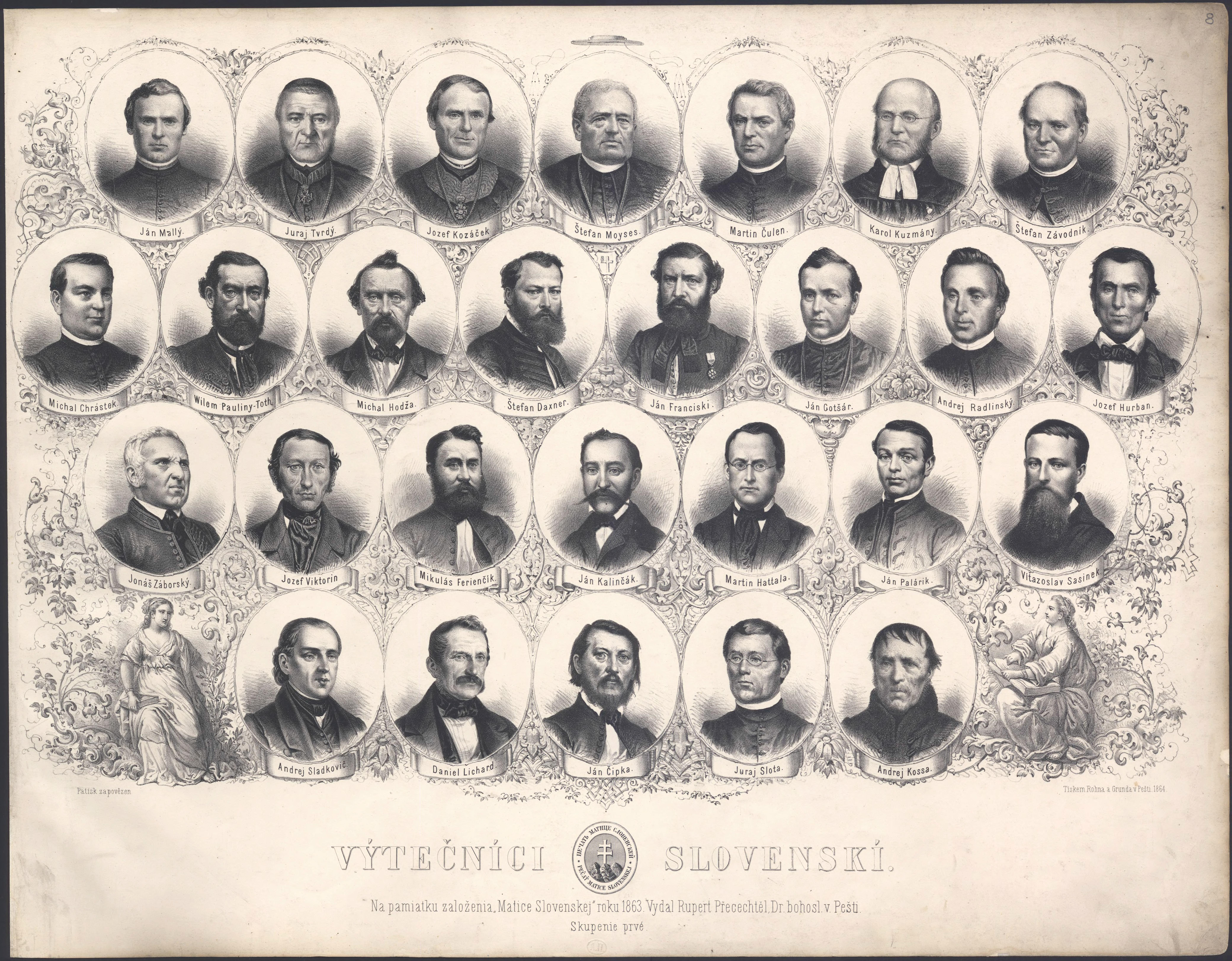
Fundadors de la Matica slovenská, litografia de 1863.

A la Primavera dels Pobles de 1848, els líders nacionalistes eslovacs van prendre el partit dels austríacs per promoure la seua separació del Regne d'Hongria dins de la monarquia austríaca. El Consell Nacional Eslovac fins i tot va participar en la campanya militar austríaca creant tropes auxiliars contra el govern rebel de la Revolució Hongaresa de 1848. El setembre del 1848 va aconseguir organitzar una administració de curta durada dels territoris capturats. Tanmateix, les tropes eslovaces van ser dissoltes més tard per la Cort Imperial de Viena. D'altra banda, desenes de milers de voluntaris de l'actual territori d'Eslovàquia, entre ells un gran nombre d'eslovacs, van lluitar a l'exèrcit hongarès.
Els líders eslovacs varen participar al Congrés Eslau de Praga (juny 1848) i al Consell Nacional Eslovac de Viena (setembre) amb la intenció d'aprofitar-se del conflicte entre Viena i Budapest i, així doncs, fer esclatar un aixecament nacional eslovac, ràpidament reprimit (setembre). Davant la intransigència hongaresa, resolen demanar que Eslovàquia se separe d'Hongria. El país és aleshores una autonomia d'Hongria. Rússia ajuda Àustria en la repressió hongaresa i, en aquest context, davant la desfeta hongaresa, Àustria es desinteresa de els reivindicacions eslovaques que fa concebre de "nacionalitats" amb reminiscències purament lingüístiques. Tot plegat no va deixar de visibilitzar el què d'embull de la construcció de les fronteres al segle xix. Alemanya que feia justament de la llengua la base del seu nacionalisme, es mirava els eslovacs com una "nacionalitat" moguda per la llengua, com si Alemanya no ho fes. A l'oest, les similituds són evocadores. Mentre Castella construïx el seu nacionalisme amb una base purament lingüística, menysprea el nacionalisme català i basc, titllant-los de nacionalitats mogues per les seues llengües. França, finalment, acusa Alemanya de tenir un "nacionalisme lingüística" i es vanta del seu, que no considera com a tal. Però, alhora, prohibix a bretons o corsos de parlar el bretó i el cors, tot imposant-los el francès. Aliada monàrquica de Madrid, acusa el nacionalisme català de ser lingüístic, tot sabent que Madrid es mou per un nacionalisme no només lingüístic, sinó d'estat, com el cas d'Hongria mentre reprimix bretons i corsos de parlar les seues respectives llengües.
Després de la derrota de la Revolució Hongaresa, l'elit política hongaresa va ser oprimida per les autoritats austríaques i molts participants de la Revolució van ser executats, empresonats o obligats a emigrar. El 1850, el Regne d'Hongria es va dividir en cinc districtes o províncies militars, dues de les quals tenien centres administratius al territori de l'actual Eslovàquia:
- el Districte Militar de Pressburg (Bratislava)
- el Districte Militar de Košice

Les autoritats austríaques van abolir ambdues províncies el 1860. L'elit política eslovaca va fer ús del període de neoabsolutisme de la cort de Viena i de la debilitat de l'elit tradicional hongaresa per promoure els seus objectius nacionals. Turz-Sankt Martin (Martin/Túrócszentmárton) es va convertir en el centre més important del Moviment Nacional Eslovac amb la fundació de l'associació cultural nacionalista Matica Slovenská (1863), el Museu Nacional Eslovac i el Partit Nacional Eslovac (1871).
L'assemblea eslovaca de Liptovský Mikuláš (11 maig) va demanar, a més del sufragi universal masculí i la llibertat de presmsa i de reunió, l'autonomia lingüística i política a l'interior d'Hongria. Aquestes reivindicacions varen ser presentades al govern hongarès que hi va respondre amb la Llei marcial, de manera que els líders eslovas, entre els quals L. Štúr, es veuen obligats a exiliar-se.

#### Resistència eslovaca a la magiarització
Atès que la Revolució Industrial era en mans estrangeres i la noblesa s'havia deixat magiaritzar, els representants de la idea nacional eslovaca provenien, pràcticament només, de l'intelligentsia (capellans, professors, advocats, etc), l'objectiu dels quals era popularitzar el sentiment de pertinença a la nació eslovaca entre la població, pagesa, comerciants, artisants, etc.
El país es troba aleshores amb una economia d'Antic Règim. L'Imperi Austrohongarès no va ser mai una potència industrial. El servatge encara hi era legal. De conformitat amb els dictàmens de Metternich, es feia difícil la penetració de la indústria. S'aboleix, de fet, només l'any 1848.
El centre polític del moviment nacional eslovat venia de Turčiansky Svätý Martin, on s'hi va adoptar l'any 1861 un "Memoràndum sobre la nació eslovaca" que exigia la creació d'una regió autònoma en què l'eslovac hi fora llengua de l'administració i de l'escola. L'any 1863 es funda la Matica Slovenská (Mare eslovaca), una institució cultural que havia de responsabilitzar-se de la publicació i desplegament d'escoles secundàries en llengua eslovaca.
Altre cop, les similituds es troben a Europa. La nació catalana munta durant el franquisme l'associació Òmnium Acció Cultural que tenia l'objectiu de fomentar la lectura i la divulgació de llibres en llengua catalana. L'acció dels governs catalans durant l'entre-guerres varen permetre construir una xarxa d'escoles a tot Catalunya. Això va ser profitós per la nació andorrana que durant el segle xx necessita tenir material en llengua pròpia per a les seues escoles, d'altra banda, altament controlades per França i Espanya que miraven de prohibir-hi el català. Cal recordar que ni Madrid ni París consideren Andorra un estat a banda i atien el nacionalisme andorrà contra Catalunya per tal d'evitar-ne la secessió. Actitud que es reproduïx a l'est amb Rússia i minories nacionals seues, com Polònia, Lituània, Finlàndia, etc.

### El compromís austrohongarès de 1867

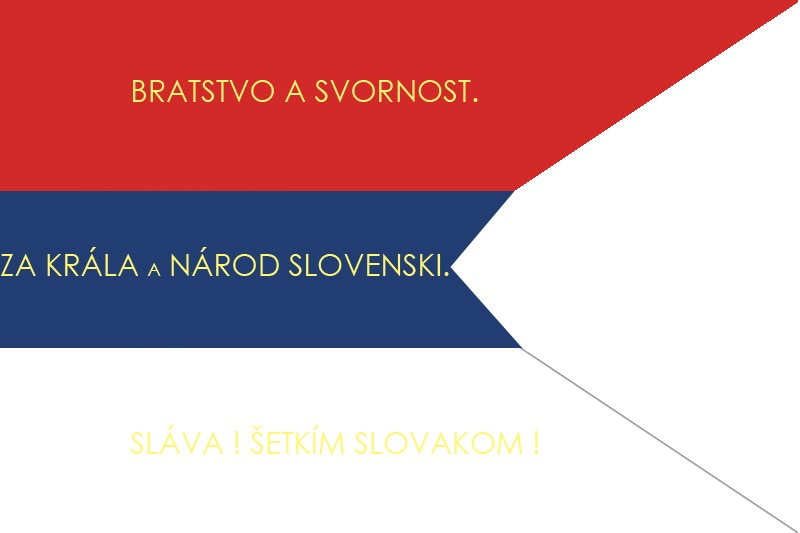
Bandera de la resistència eslovaca de 1848.

Bandera d'Eslovàquia entre el 1918 i 1920

L'època d'esplendor del moviment nacionalista eslovac va arribar al final sobtadament després del 1867, quan els dominis dels Habsburg al centre d'Europa van experimentar una transformació constitucional en la monarquia dual d'Àustria-Hongria com a conseqüència del Compromís Austrohongarès de 1867. El territori de l'actualitat Eslovàquia es va incloure a la part hongaresa de la doble monarquia dominada per l'elit política hongaresa que desconfiava de l'elit eslovaca a causa del seu paneslavisme, separatisme i la seua recent posició contra la Revolució hongaresa de 1848. Matica va ser acusat de separatisme paneslau i era dissolt per les autoritats el 1875 i altres institucions eslovaques (incloses les escoles) van compartir la mateixa sort.
Els nous signes de vida nacional i política només van aparèixer a finals del segle xix. Els eslovacs van ser conscients que havien d'aliar-se amb els altres en la seua lluita. Un resultat d'aquesta consciència, el Congrés dels Pobles Oprimits del Regne d'Hongria, celebrat a Budapest el 1895, va alarmar el govern. A la seua lluita, els eslovacs van rebre una gran ajuda dels txecs. El 1896 es va establir a Praga el concepte de mutualitat txecoslovaca per reforçar la cooperació txecoslovaca i donar suport a la secessió dels eslovacs del Regne d'Hongria.
A principis del segle xx, la creixent democratització de la vida política i social amenaçava d'aclaparar la monarquia. La crida al sufragi universal es va convertir en el principal crit de concentració. Al Regne d'Hongria, només el 5% dels habitants podien votar. Els eslovacs veien en la tendència cap a la democràcia representativa la possibilitat de facilitar l'expressió ètnica i el trencament.
El camp polític eslovac, a principis de segle, es va dividir en diferents faccions. Els líders del partit nacional eslovac amb seu a Martin, esperaven que la situació internacional canviés a favor dels eslovacs i posaren gran importància a Rússia. La facció catòlica romana de polítics eslovacs dirigida pel pare Andrej Hlinka es va centrar en empreses menudes entre el públic eslovac i, poc abans de la guerra, va establir un partit polític anomenat Partit Popular Eslovac. La intel·lectualitat liberal reunida al voltant de la revista Hlas ("Veu") va seguir un camí polític similar, però va donar més importància a la cooperació txecoslovaca. El 1905 va sorgir un partit socialdemòcrata independent.
Els eslovacs van aconseguir alguns resultats. Un dels més grans va tenir lloc amb l'èxit electoral de 1906, quan, malgrat la contínua opressió, set eslovacs van aconseguir obtenir escons a l'Assemblea. Aquest èxit va alarmar el govern i va augmentar allò que els eslovacs consideraven com a mesures opressives. La magiarització va assolir el seu punt culminant amb un nou acte educatiu conegut com la Llei Apponyi, que porta el nom del ministre d'Educació, el comte Albert Apponyi. La nova llei estipulava que l'ensenyament de la llengua hongaresa, com una de les assignatures, s'ha d'incloure al pla d'estudis de les escoles primàries de quatre anys no estatals en el marc de l'escolarització obligatòria, com a condició perquè les escoles no estatals reben finançament estatal. Organitzacions no governamentals com la Upper Educational Magyar Educational Society van donar suport a la magiarització a nivell local.
La tensió ètnica es va intensificar quan van morir 15 eslovacs durant un motí amb motiu de la consagració d'una nova església a Černová/Csernova a prop de Rózsahegy/Ružomberok. Els habitants locals volien que el popular sacerdot i polític nacionalista Andrej Hlinka consagrés la seua nova església. Hlinka va contribuir significativament a la construcció de l'església, però el seu bisbe Alexander Párvy el va suspendre del seu càrrec i d'exercir totes les funcions clericals a causa de la participació d'Hlinka en el moviment nacional. Això va aixecar una onada de solidaritat amb Hlinka a tota Eslovàquia. Els vilatans van intentar arribar a una solució de compromís i cancel·lar les suspensions o posposar la consagració fins que la Santa Seu descidira sobre el cas de Hlinka. Párvy es va negar a consentir-ho i va nomenar el degà ètnic eslovac Martin Pazúrik per a la tasca. Pazúrik, així com Hlinka, van participar activament en la campanya electoral, però van donar suport als polítics hongaresos i van adoptar contínuament una actitud anti-eslovaca.
L'església va haver de ser consagrada per la força amb l'assistència de polítics. Tenint en compte on es va produir l'esdeveniment, els 15 gendarmes locals que van participar en la massacre posterior tenien origen eslovac. En plena situació d'estrès, els gendarmes van matar a trets 15 manifestants entre una multitud. Per volta de 300–400 vilatans van intentar evitar que el comboi dels sacerdots entrara al seu poble. A tot això cal afegir-hi la separació i la resistència eslovaca del govern hongarès, de forma que l'incident va aixecar l'atenció internacional sobre la violació dels drets nacionals de les minories hongareses.
Abans de l'esclat de la Primera Guerra Mundial, la idea de l'autonomia eslovaca va passar a formar part del pla de federalització de la monarquia de l'arxiduc Franz Ferdinand, desenvolupat amb l'ajut del periodista i polític eslovac Milan Hodža. Aquest darrer intent reialista de lligar Eslovàquia a Àustria-Hongria va ser abandonat a causa de l'assassinat de l'arxiduc, que al seu torn va desencadenar la Primera Guerra Mundial.

### Les dues guerres mundials

#### Amb ferro i sang
Bismarch tenia com a gran projecte unificar tots els territoris de parla alemanya en un únic estat. Això mentre que Polònia o Finlàndia, per exemple, miraven de separar-se de Rússia. Totes dues són projectes nacionalistes però tenen al seu fonament dues voluntats diferenciades que s'han teoritzat.
Existeixen doncs:
- Nacionalisme irredemptista
- Nacionalisme secessionista

Algunes nacions europees com la catalana, la basca, la polonesa o la romanesa, incloïen els dos vessants. Eren nacions oprimides per un o dos imperis i l'objectiu era fer secessió de cadascun d'ells per tot seguit projectar un estat unificat.
Bismarch volia que la unificació alemanya es fes per les bones o per les males, amb "ferro i sang" si calia. I, ací, és on el projecte nacional de caràcter irredemptista presentava problemes. En efecte, Alemanya, a banda de ser una nació, era un estat imperial en aquella època i degut a les invasions a l'edat mitjana en direcció de l'est, hi havia una part important però minoritària de població eslava que parlava alemany. Ara bé, les nacions txeca, eslovaca o sèrbia es trobaven dins, vulga ser d'Àustria-Hongria vulga ser de la Confederació Germànica. No gaudien de drets civils i en virtut del Congrés de Viena no podien aspirar a res més que ésser una "simple expressió geogràfica" per reprendre els mots del canceller austríac.
A l'oest europeu, nacions com ara Suïssa o Luxemburg, tenien població que parlava alemany però durant el segle xix es construïxen amb un tipus de nacionalisme obert, és a dir, sense tenir en compte la llengua parlada. Per això mateix l'italià o l'alemany són presos com a llengües nacionals sense diferències a Suïssa.
La unificació d'Alemanya havia d'incorporar doncs no només a Suïssa o Luxemburg, sinó també a Txèquia, Leitchenstein, el sud de Dinamarca, Polònia, etc. El model d'un estat, una llengua, promogut no només a Alemanya, sinó també a França, topava amb aquestes minories nacionals que es qualificaven de "nacionalitats". Hi topava perquè el fet que s'hi parlara alemany no era sinònim d'ésser alemanys. L'alemany hi havia estat introduït a l'edat mitjana per vagues d'invasió i a Txèquia, per exemple, hi havia por que la creació d'un únic estat que inclogue tots els territoris alemanys (Gran Alemanya) donara peu a perseguir població txeca de parla txeca. És a dir, en el cas de la integració d'Àustria a l'Alemanya reunificada, temien la dissolució de la nació txeca en una «mar alemanya».
Es va tronar a reproduir la mateixa qüestió amb el projecte nacional hongarès. Si, del costat alemany hi havia por a trobar-se dissol en una "mar alemanya", es tronava a donar el cas amb la secessió hongaresa que formulava igualment un irredemptisme d'esquenes a Àustria. La població hongaresa era molt més majoritària que la resta de nacions incloses a l'Imperi Austríac i per això fou molt més necessari atendre a les reivindicacions hongareses, si Àustria no volia pas desintegrar-se. Però, alhora, resulta que el procés de magiarització de la població eslovaca, evidencia com Hongria té ambicions igual d'imperials que Alemanya. De fet, tot recordant-ho, durant la Revolució Francesa, Hongria rep el suport de França que sap perfectament com s'hi estar esbiaixant el contractualisme il·lustrat.

#### Primera Guerra Mundial

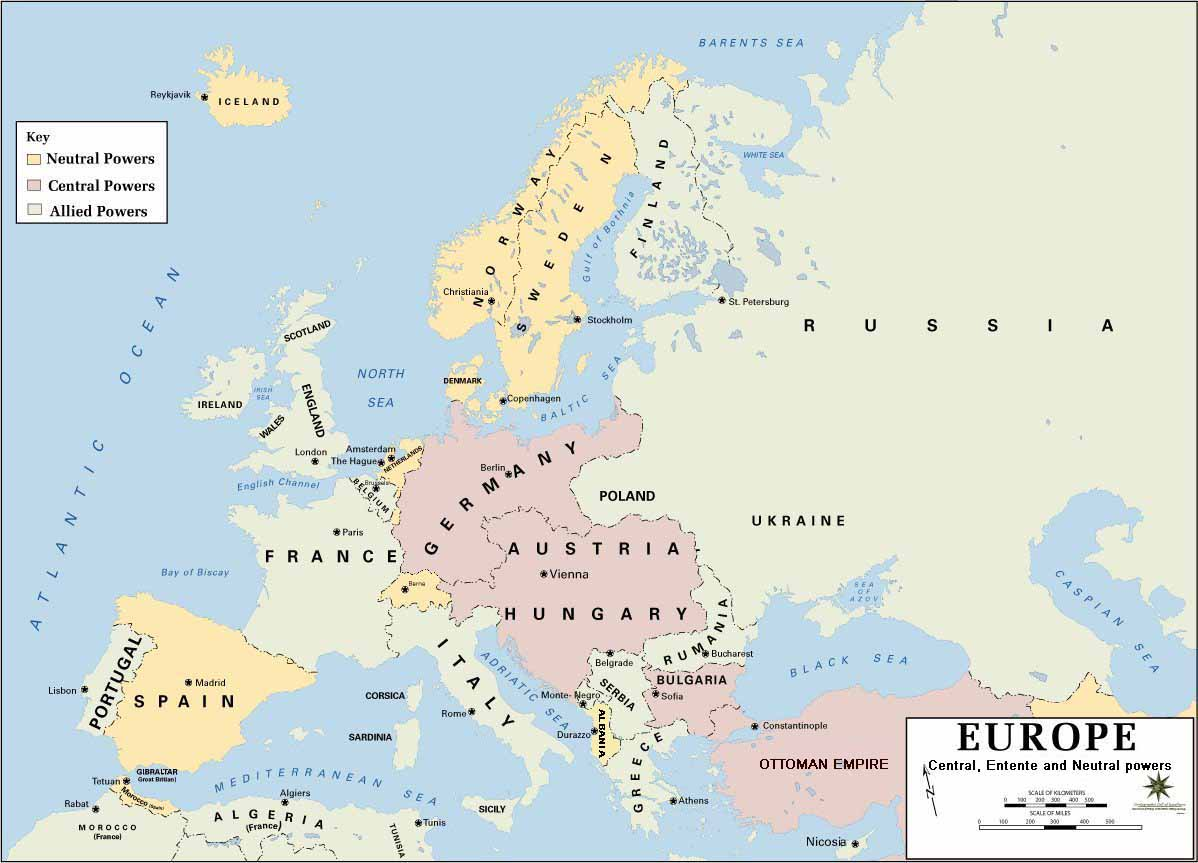
Situació política a Europa el 1914

La memòria de la Gran Guerra a Eslovàquia patix de la creació posterior a aquesta mateixa de Txecoslovàquia. És a dir, al final de la guerra, el punt de vista paneslau i, amb això, el punt de vista txec se l'emporta per sobre del que havia estat passant al voltant d'Eslovàquia. Dit d'una altra manera, després de la guerra, les commemoracions de soldats morts, per exemple, es feien sota una mirada paneslava en què tan hi feia si s'era eslovac o txec. Això dona certs problemes perquè a l'hora de voler determinar quin va ser el paper només d'Eslovàquia, es torna difícil destriar entre "txecoslovacs".
La guerra va tenir dos camps enfrontats. D'una banda, l'Eix i, de l'altra, l'Entente. L'Imperi Otomà, Alemanya i l'Imperi Austrohongarès, a més de Bulgària, formaven l'eix i, Rússia, França, Portugal, la Gran Bretanya i les colònies respectives, formaven part de l'Entente. L'Imperi Austrohongarès es troba a la seua màxima extensió. Dins hi viuen croats, romanesos, txecs, eslovens, eslovacs, hongaresos, austríacs, polonesos, bosnians, etc. És a dir, malgrat que l'Imperi fora favorable a Alemanya i l'Eix, les seues minories no l'eren. És el cas d'Eslovàquia.
Eslovàquia vol ser independent i s'unix progressivament als moviments paneslaus per tal de fer fora Hongria i Àustria. Però, en trobar-se dins d'Àustria-Hongria, hi hagué gent forçada i gent que voluntàriament va preferir servir els interessos habsburgesos. Per això mateix durant la guerra es calcula que hi va haver al voltant de 400.000 eslovacs dins el bàndol austrohongarès. També hi va haver presoners a França com a Rússia de soldats eslovacs. Àustria-Hongria els va enviar als fronts d'Itàlia principalment. Àustria-Hongria va concentrar els seus esforços principalment a l'est mentre que Alemanya va fer-ho del costat oest. L'Imperi multiètnic hagué de presentar resistència a Rússia i Sèrbia però contra els serbis la guerra es va complicar. De fet, durant tota la guerra, Àustria-Hongria es troba més aviat presa. No ajuda veritablement a fer avançar el bàndol de l'Eix. Entre més, es fa difícil fer front als veïns quan a nivell intern hi ha moltes discrepàncies i molta població se'n va a fer la guerra, més que per convenciment, per la força.
La guerra és una desfeta per al bàndol de l'Eix i a París s'hi torna a redibuixar les fronteres europees. Mentre França dona suport al moviment paneslau, l'Imperi Austrohongarès es desintegra completament. Hongria accedix a la independència, de la mateixa manera que Romania accedix a tenir un territori nacional proper a l'actual. Lituània, Letònia i Estònia accedixen a la independència sota la mà dels aliats. Polònia torna a aparèixer al mapa després d'haver estat esquarterada durant la Guerra de Successió Polonesa del segle xviii. França les posa totes per tal que es construïsca Iugoslàvia, un estat multiètnic més, que com l'Austrohongarès, només es manté dempeus per la força, no pas per la voluntat dels qui el conformen.
El paneslavisme n'ix doncs victoriós i es crea la República de Txecoslovàquia. Un estat en què txecs i eslovacs compartixen la mateixa destinada. El moviment secessionista eslovac perd tot el pes que tenia i es crea una unió pantxeca amb què es reconstruïx la memòria de la guerra sempre sota un focus txec. Així doncs els soldats morts i les víctimes civils, moren per la pàtria txecoslovaca. La memòria hi és força conflictiva. En primer lloc per això mateix. La construcció paneslava era majoritàriament recolzada a l'època però amb els anys, la unió genera més discrepàncies que moments d'unitat. El fet d'haver posat aquest accent sobre Txèquia, no s'acaba d'assimilar del tot a Eslovàquia. A més d'això, el país va ser dins l'Eix i, precisament, són els grans perdedors. La guerra, més que recordar-se, mira d'obligar-se a totes dues bandes, txeca com eslovaca.
S'oblida perquè no és un orgull haver participat del bàndol que els mateixos txecs i eslovacs rebutjaven. Per això la reconstrucció de la memòria es fa a partir d'allò que unix totes dues bandes, les víctimes civils. Es posa força accent sobre les víctimes de la guerra i en tot cas, es torna important destacar com l'Imperi autrohongarès reprimia minories que volien la secessió perquè s'estimaven nacions i volien autodeterminar-se.

#### Formació de Txecoslovàquia
Després de l'esclat de la Primera Guerra Mundial, la causa eslovaca va prendre una forma més ferma en la resistència i la determinació d'abandonar la monarquia dual i formar una república independent amb els txecs. La decisió es va originar entre persones d'origen eslovac a països estrangers. Els eslovacs dels Estats Units d'Amèrica, un grup especialment nombrós, es van organitzar en pro d'una Txecoslovàquia. Fora del país, aquestes i altres organitzacions, en territori rus i països neutrals igualment, van donar suport a la idea. Els eslovacs van recolzar fermament aquest moviment. El representant eslovac més important en aquest moment, Milan Rastislav Štefánik, ciutadà francès d'origen eslovac, va exercir com a general francès i com a principal representant del Consell Nacional Txecoslovac amb seu a París. Va contribuir decisivament a l'èxit de la causa txecoslovaca.
Txecoslovàquia va ser fundada oficialment a la ciutat lorena de Darney el 28 d'octubre de 1918 amb els territoris de Bohèmia i Moràvia (segregats d'Àustria pel Tractat de Saint-Germain-en-Laye) i d'Eslovàquia (sostret a Hongria pel Tractat del Trianon), la Silèsia txeca i la Rutènia Carpàtica a conseqüència del desmembrament de l'Imperi Austrohongarès després de la Primera Guerra Mundial. El primer president va ser Tomáš Garrigue Masaryk. Després de 1933, Txecoslovàquia era l'única democràcia que funcionava a l'Europa central i oriental.
Els representants polítics a Eslovàquia, inclosos els representants de totes les conviccions polítiques, després de dubtar-ho, van donar el seu suport a les activitats de Masaryk, Beneš i Štefánik. Durant la guerra, les autoritats hongareses van augmentar l'assetjament als eslovacs, cosa que va dificultar la campanya nacionalista entre els habitants de les terres eslovaces. Tot i la rigorosa censura, les notícies de moviments a l'estranger cap a l'establiment d'un estat txecoslovac van arribar a Eslovàquia i es van trobar amb molta satisfacció. Durant la Primera Guerra Mundial (1914–1918), txecs, eslovacs i altres grups nacionals d'Àustria-Hongria van obtenir molt suport de txecs i eslovacs que vivien a l'estranger a favor d'un estat independent. El turbulent darrer any de la guerra, es van produir accions de protesta esporàdiques a Eslovàquia; els polítics van celebrar una reunió secreta a Liptószentmiklós / Liptovský Mikuláš l'1 de maig de 1918.

#### De Txecoslovàquia a la secessió eslovaca

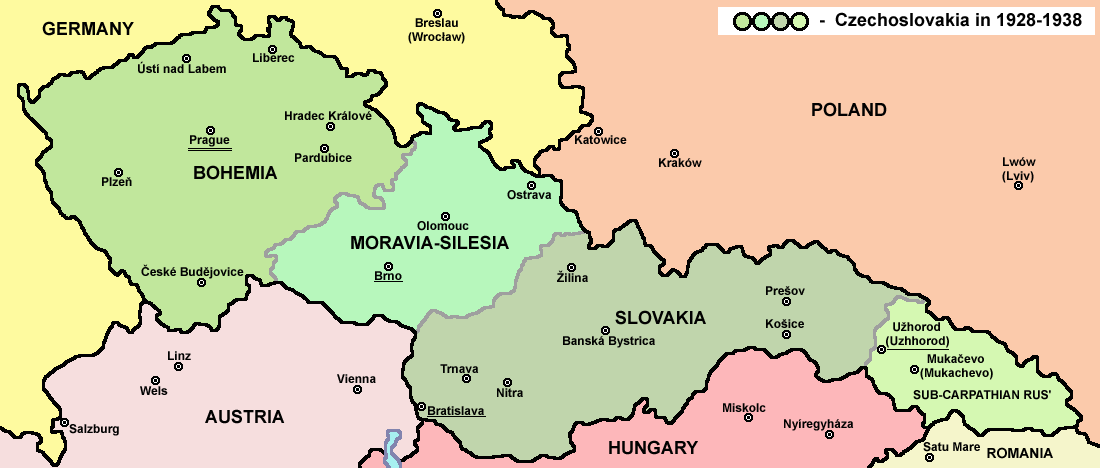
Mapa de Txecoslovàquia entre 1928 i 1938

Al final de la guerra, Àustria-Hongria es va dissoldre. El 28 d'octubre, el Comitè Nacional de Praga va proclamar una república independent de Txecoslovàquia i, dos dies després, el Consell Nacional Eslovac de Martin va accedir a la proclamació de Praga. La nova república havia d'incloure les terres txeces (Bohèmia i Moràvia), una petita part de Silèsia, Eslovàquia i la Rutenia subcarpàtica. El nou estat va crear un govern democràtic parlamentari i va establir una capital a la ciutat txeca de Praga.
Com a resultat del contraatac de l'Exèrcit Roig hongarès al maig-juny de 1919, les tropes txeques van ser expulsades de les parts centrals i orientals de l'actual Eslovàquia, on es va establir un titella de la República Soviètica Eslovaca de curta durada amb capital a Prešov. No obstant això, l'exèrcit hongarès va aturar la seua ofensiva i més tard les tropes van ser retirades per la intervenció diplomàtica de l'Entente
.
Al Tractat de Trianon signat el 1920, la Conferència de Pau de París va establir la frontera sud de Txecoslovàquia més al sud de la frontera lingüística eslovaca-hongaresa per raons estratègiques i econòmiques. En conseqüència, algunes àrees totalment o majoritàriament hongareses també es van incloure a Txecoslovàquia. I, amb tot, el país es nodria de població de gran varietat ètnica. Aleshores el destí de la població rutena feia debat perquè es tractava d'un gruix que volia accedir a l'autodeterminació però es trobava en mig d'Eslovàquia, Romania i Hongria. Segons el cens de 1910, que havia estat manipulat per la burocràcia hongaresa governant, la població de l'actual territori d'Eslovàquia comptava amb 2.914.143 persones, inclosos 1.688.413 (57,9%) parlants de llengua eslovaca, 881.320 (30,2%) parlants de llengua hongaresa; 198.405 (6,8%) parlants de llengua alemanya, 103.387 (3,5%) parlants de rutè i 42.618 (1,6%) parlants d'altres idiomes. No cal dir que en apropar-se la Segona Guerra Mundial, Hongria tornaria a posar els focus sobre Eslovàquia, acusant l'estat txecoslovac de maltractar les seues minories. Quan mirem el cens txecoslovac de 1930, resulta que es registra a Eslovàquia 3.254.189 persones, inclosos 2.224.983 (68,4%) eslovacs, 585.434 (17,6%) hongaresos, 154.821 (4,5%) alemanys, 120.926 (3,7%) txecs, 95.359 (2,8%) rutens i 72.666 (3) d'altres. Per tant, Eslovàquia és a l'entre-guerres un territori encara divers, però, paradoxalment, una minoria més de la Gran Txèquia.
Els eslovacs diferien en aquest període de moltes maneres dels seus veïns txecs. Eslovàquia tenia una economia més agrària i menys desenvolupada que les terres txeces, i la majoria dels eslovacs practicaven el catolicisme mentre que menys txecs s'adherien a les religions establertes. El poble eslovac tenia en general menys educació i menys experiència en l'autogovern que els txecs. Aquestes disparitats, agreujades pel control governamental centralitzat des de Praga, van produir descontentament entre eslovacs. Tot i que Txecoslovàquia, només entre els països d'Europa central-oriental, va continuar sent una democràcia parlamentària del 1918 al 1938, va continuar afrontant problemes derivats de les seues minories, el més important dels quals concernia a la població alemanya del país. Una part important de l'espectre polític eslovac va buscar l'autonomia per a Eslovàquia. El moviment cap a l'autonomia es va anar acumulant a partir dels anys vint fins culminar amb la independència el 1939.
En el període comprès entre les dues guerres mundials, el govern txecoslovac va intentar industrialitzar Eslovàquia. Aquests esforços no van tenir èxit, en part a causa de la Gran Depressió, la caiguda econòmica mundial dels anys trenta. El ressentiment eslovac per la dominació econòmica i política txeca va provocar un creixent descontentament amb la república i un suport creixent a les idees d'independència. Molts eslovacs es van unir amb el pare Andrej Hlinka i Jozef Tiso per demanar la igualtat entre txecs i eslovacs i una major autonomia per a Eslovàquia.

#### Segona Guerra Mundial

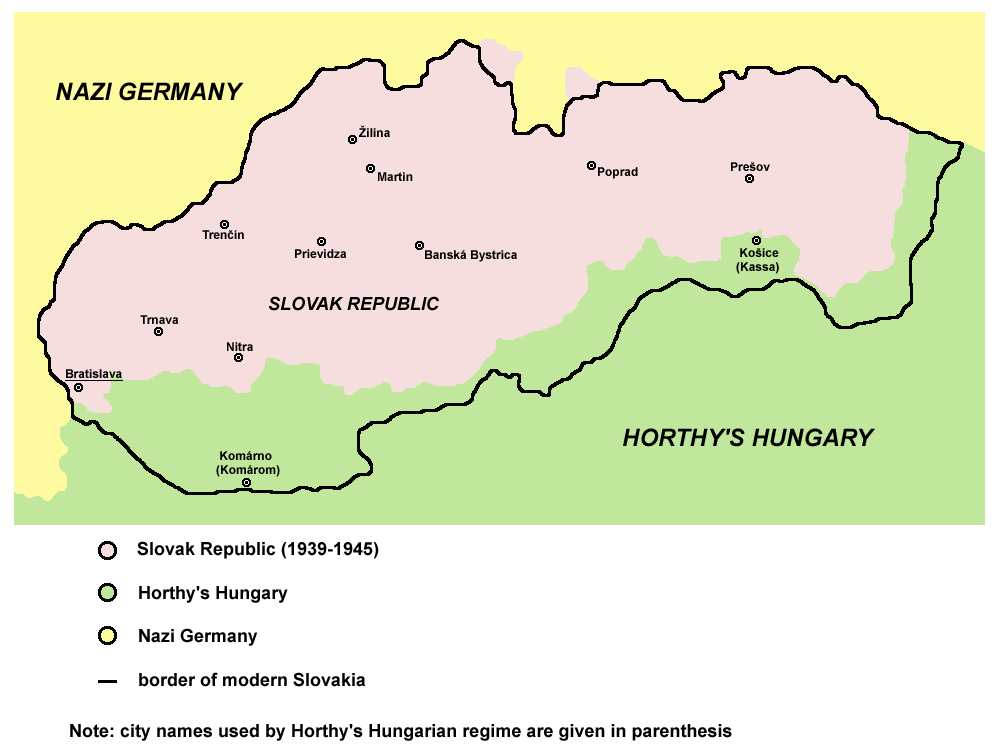
La República Eslovaca durant la Segona Guerra Mundial

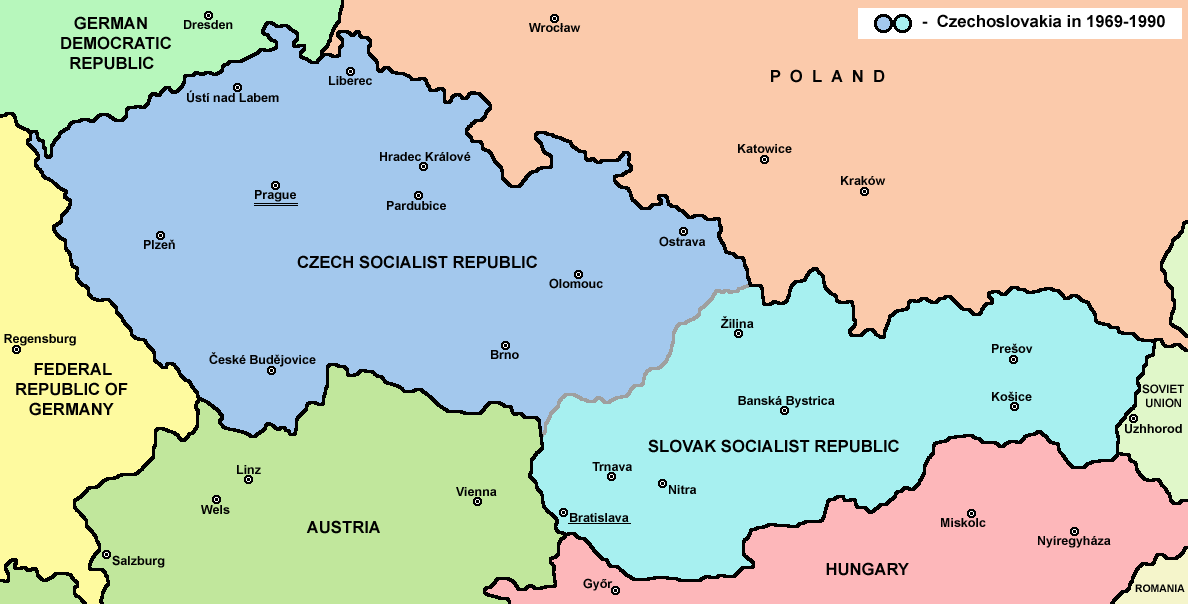
Mapa de Txecoslovàquia

Després del final de la Primera Guerra Mundial, Alemanya es gira cap a Txecoslovàquia i Polònia. El seu projecte d'unificar tots els territoris de parla alemanya torna a la palestra. Els sudets són el motiu de discòrdia a l'est. Es tracta d'un territori que no és en mans alemanyes però que està poblat per germanòfons. Les guerres francoprussianes han derivat en la Gran Guerra i, el resultat final és catastròfic. França, certament, n'ix victoriosa, però les pèrdues i conseqüències són elevades. Els aliats no volen tornar-hi, però la política venjativista francesa, ja es procura de recrear la situació per tornar-hi. França prepara ja la guerra a esquenes. Signa tractes amb Bèlgica per fer-se amb Luxemburg i Bèlgica es dota ja d'un ambient de guerra amb què voldrà contenir la més que probable invasió alemanya del país.
França, en aquest aspecte, mira d'una altra banda, és a dir, sap sobradament que la construcció nacional s'ha fet a força de reprimir les seues minories però fa comptes d'ignorar la forma com es reprimix la població neerlanfòfona de Flandes. Suïssa es veu un cop més preocupada. Sap que en haver-hi un projecte germànic d'aquestes dimensions, no trigarà a ser objecte de cobdícia per part d'Alemanya i, si França intervé, serà per tal d'annexionar-se Suïssa. A l'est, com a l'oest, torna el xoc entre minories i majories nacionals. Imperis contra imperis que es discutixen de com sotmetre les seues minories, es dilucida ja una nova guerra en què les minories de l'est són el primer reclam. La cosa va començar justament a partir de Txecoslovàquia.
Després de la Primera Guerra Mundial, Eslovàquia es va unir a les regions de Bohèmia i les seues veïnes Moràvia i Rutènia per formar Txecoslovàquia. Alemanya torna a reclamar territori germanòfon i, per tal d'evitar la guerra, França i la Gran Bretanya, tanquen els ulls i deixen que Alemanya exigisca territori germanòfon a Txecoslovàquia. Quelcom que es farà, i tot, sense la presència mateixa dels representants polítics de txecs i eslovacs. Després de les pèrdues territorials de finals de 1938 (pels acords de Múnic i, sobretot en territori eslovac, pel Primer arbitratge de Viena), Eslovàquia es va convertir en una república independent el març del 1939 alhora que Alemanya ocupava els territoris txecs i Hongria Rutènia. El nou estat va quedar pràcticament controlat per l'Alemanya nazi.
La guerra, però, només es dispara quan Alemanya procedix a envair Polònia. A la guerra, Jozef Tiso, que succeïx Hlinka, mor l'any 1938, però obté dels nazis una autonomia per a Eslovàquia (7 d'octubre de 1938). Amenaçada per les reivindicacions hongareses, Eslovàquia ha d'acceptar l'arbitratge germano-italià de Viena (2 de novembre de 1938), que li retira les regions del sud. Eslovàquia és proclamada per la Dieta de Bratislava com a independent. És el 14 de març de 1939. El nou estat, connectat a l'estratègia nazi, habita prop de 2,6 milions de persones sobre un territori lleugerament més xiquet que l'actual Eslovàquia. El país servix de rereguarda a la Wehrmarcht en el procés d'invasió del sud de polònia, l'any 1939. Eslovàquia adopta el 21 de juliol de 1939 una nova Constitució. Sota la presidència de Tiso, l'Estat eslovac independent es torna, resoludament, una dictadura, fonamentada en un partit únic (HSL'S) i l'antisemitisme. Josef i Vojtech Tuka, primer minister i dirigent de les joventuts militars del partit, model·len una SA (Secció d'Assalt) a l'estil nazi. Amb això, s'inicia el genocidi contra els jueus en territori eslovac. Camps de concentració, injeccions, vexacions, maltracte i mort, els jueus són perseguits. Eslovàquia contribuïx a més d'això a perseguir homosexuals, gitans i dissidents polítics, entre més.
Al mes d'agost de 1940 es confisquen els béns de jueus, se'ls desposseïx dels seus drets civils i se'ls dirigix cap als camps de Sered', Nováky i Vyhne. Expulsats de Bratislava, són deportats als camps d'extermini de Polònia. Es calcula que uns 70.000 jueus venien d'Eslovàquia. Txecoslovàquia va ser restablerta després de la Segona Guerra Mundial, però ràpidament va caure sota la influència de la Unió Soviètica i el seu pacte de Varsòvia del 1945 en endavant.
El desembre de 1943, la resistència eslovaca es va organitzar creant un Consell Nacional Eslovac que reunia comunistes, socialdemòcrates d'esquerres i antics pagesos amb la fi de combatre l'Alemanya nazi. La insurrecció contra el govern col·laborador de Jozef Tiso va esclatar finalment a l'agost de 1944. El setembre, el Consell Nacional es va declarar favorable a la "convivència fraternal amb la nació txeca en una nova República txecoslovaca". Però les tropes alemanyes van entrar a Eslovàquia i es van apoderar de la capital de la insurrecció, Banská Bystrica, el 27 d'octubre de 1944. El govern i Jozef Tiso, que van romandre a Bratislava, van donar suport al Tercer Reich fins al final de la guerra. Després de la guerra, els tribunals especials condemnen 8.058 col·laboradors; diversos líders de l'estat independent eslovac són executats; Jozef Tiso va ser penjat l'abril de 1947.

### Eslovàquia independent
El 1989 el final del comunisme a Txecoslovàquia mitjançant la pacífica Revolució de Vellut va significar també la dissolució de Txecoslovàquia com a tal i la creació de dos estats successors: Eslovàquia i la República Txeca van separar els seus camins després de l'1 de gener del 1993. Eslovàquia es va convertir en membre de la Unió Europea el maig del 2004.
L'exèrcit del país va participar en la Invasió de l'Iraq el 2003, encara que va retirar les seves tropes abans del final del conflicte consegüent.

## Biografies
- Kristó, Gyula (1993). A Kárpát-medence és a magyarság régmultja (1301-ig) (The ancient history of the Carpathian Basin and the Hungarians - till 1301). Szeged: Szegedi Középkorász Műhely. pp. 30–31. ISBN 963-04-2914-4.
- Benda, Kálmán (editor) (1981). Magyarország történeti kronológiája ("The Historical Chronology of Hungary"). Budapest: Akadémiai Kiadó. pp. 44. ISBN 963-05-2661-1.
- A history of East Central Europe: East Central Europe in the Middle Ages, 1000–1500, Jean W. Sedlar, University of Washington Press, 1994, page 5.
- Štefanovičová, Tatiana (1989). Osudy starých Slovanov. Bratislava: Osveta.
- Kirschbaum, Stanislav J. (March 1995). A History of Slovakia: The Struggle for Survival. Nova York: Palgrave Macmillan; St. Martin's Press. pp. 25. ISBN 978-0-312-10403-0. http://us.macmillan.com/ahistoryofslovakia Arxivat 2008-09-25 a Wayback Machine..